# رشت
رَشت () 
(به گیلکی: رٚشت)، شهری در شمال ایران، مرکز استان گیلان و مرکز شهرستان رشت است و مادرشهر استان گیلان و بخش‌هایی از استان‌های همجوار است.  رشت همچنین پرجمعیت‌ترین شهر شمال ایران در بین سه استان حاشیهٔ دریای کاسپین و بزرگ‌ترین و پرجمعیت‌ترین شهر گیلک‌نشین جهان است. براساس آخرین داده‌های جغرافیایی مرکزداده ماهواره‌ای سیستم اطلاعات جغرافیا؛ بیشترین درازای شهر رشت ۳۶ کیلومتر است. (یعنی از این سمت تا آن سمت شهر بر مبنای بیشترین حالت ممکن ۳۶ کیلومتر راه است). بر اساس سرشماری رسمی سال ۱۳۹۵، جمعیت شهر رشت تعداد ۶۷۹٬۹۹۵ نفر است. جمعیت شناور ثابت روزانهٔ شهر رشت به‌عنوان مادرشهر استان گیلان بالغ بر ۱٬۰۰۰٬۰۰۰ نفر است. جمعیت این شهر در تعطیلات و ماه‌های گردشگری سال بالغ بر دومیلیون نفر است. رشت فشرده‌ترین شهر ایران به‌لحاظ نسبت جمعیت به وسعت است و از لحاظ نسبت جمعیت در روز و شب نیز رتبهٔ نخست کشور را دارد.
در شهر رشت لهجه‌های گوناگون از گویش بیه‌پس زبان گیلکی  توسط مردم تکلم می‌شود.
آب‌وهوای رشت ازجمله آب و هوای معتدل کاسپین و شبه‌مدیترانه‌ای است که دارای تابستان‌های گرم و شرجی و زمستان‌های سرد و مرطوب است. همچنین شهر رشت دارای رتبهٔ اول میزان بارش مراکز استان‌های ایران و به شهر باران (شهر باران‌های نقره‌ای) مشهور است.
رشت بیش از ۴٬۵ سده پیش مرکز گیلان شد و در گذشته، مرکز استان یکم ایران بوده است. همچنین این شهر نقشی کلیدی در بزنگاه‌های تاریخ ایران مانند انقلاب مشروطه، جنبش جنگل و انقلاب ۱۳۵۷ ایران داشت و با توجه به فرهنگ مردم آن و قرار گرفتن در جادهٔ راه ابریشم از دیرباز به‌عنوان مرکز تجارت شمال همواره به‌عنوان دروازهٔ تمدن مدرن از آن یاد می‌شود. و دارای پیشینه‌ای درخشان در عرصهٔ مبادلات خارجی بوده است.
این شهر در سال ۲۰۱۵ به شبکهٔ شهرهای خلاق جهان به‌عنوان شهر خلاق خوراک‌شناسی زیر نظر یونسکو پیوست. براساس استانداردهای یونسکو شهر خلاق، شهری است که از نوآوری و توانمندی‌های شهروندان در توسعهٔ پایدار شهری استفاده می‌کند. رشت تنها شهر ایران به‌همراه ۱۸ شهر دیگر جهان است که در زمینهٔ خوراک‌شناسی در یونسکو ثبت شد.
امروزه شهر رشت یکی از قطب‌های کشاورزی در سطح کشور محسوب می‌شود. رشت یکی از قطب‌های تولید برنج ایران، تولیدکنندهٔ بزرگ فولاد و قطب تولید نانوداروهای ضدِسرطان کشور یکی از مهم‌ترین شهرهای ایران است. رشت در سال ۹۳۶ هجری شمسی در زمان شاه طهماسب صفوی به عنوان مرکز استان گیلان انتخاب شد. سال ۱۳۹۳ به پیشنهاد روبرت واهانیان معمار و رشت پژوه، روز ۱۲ دی ماه به مناسبت مرکز استان شدن شهر رشت در زمان حکومت سلسلهٔ صفویان، به عنوان روز تولد این شهر و به نام روز نکوداشت شهر رشت پیشنهاد شد. این روز در سال ۱۳۹۴ به افتخار نکوداشت شهر رشت به این عنوان نام گذاری شده است. این شهر دارای تاریخی است که به سده سیزدهم بازمی‌گردد که طی آن رشت مرکز بزرگ تجارت ابریشم با کارگاه‌های نساجی متعدد بود. گریگوری والریانو ویچ ملگونوف، یک مسافر روسی که در سال ۱۸۹۶ به رشت سفر کرده بود، در خاطرات خود نوشت که این شهر در آن زمان دارای ۵۴۶ خانه، ۱۰۲۱ مغازه و ۲۷۳۱۴ نفر جمعیت بود. در آن زمان اعتبار سیاسی رشت به حدی بود که دولت‌های روس، انگلیس و عثمانی در رشت کنسولگری داشتند. رشت همچنین یکی از شهرهای برتر در حوزه صنایع دستی است به‌طور ی که رشتی دوزی (قلاب دوزی رشت) یکی از رودوزی‌های سنتی ایران و از صنایع دستی گیلان است که در فهرست آثار ملی ایران - میراث فرهنگی ناملموس (معنوی) - به ثبت رسیده است؛ در این کار زمینه پارچه به وسیله نخ‌های ابریشمین رنگین به گونه‌ای بسیار زیبا و چشم نواز تزئین می‌شود. پانزدهم دیماه ۹۹ طی مراسمی در کاخ موزه نیاوران شهر رشت به عنوان شهر ملی هنرهای سنتی ایران با محوریت رشتی‌دوزی، موفق به دریافت گواهی‌نامه ملی شد.
در سال‌های اخیر چند فیلم مهم سینمای ایران  ازجمله ناهید، ماهی و گربه، در دنیای تو ساعت چنده، ناگهان درخت، تی تی، حکایت دریا و… در استان گیلان و شهر رشت ساخته شده‌اند.

## وجه تسمیه
سر اینکه معنی واژه «رشت» چیست، دیدگاه‌های زیادی مطرح شده است:
1. رشت با بیان درست «رِشت» در ایرانی باستان Ṷṛšti «باران» اسم مؤنث از Ṷaṛš «باریدن» و از این ریشه در زبان اوستایی صفت کنونی varǝšta «باریده» و در زبان لری باستان bǝṛšt «بارش» و bǝšt «باران» و در گویش هورامی veš «باران» و فارسی نو «بارِش» از «وارِشت» فارسی میانه هم‌ریشه است.[۳۳][۳۴][۳۵]
2. واژه «رشت» در فرهنگ واژه‌های دساتیر، به گچی که بنایان، سنگ و آجر را به آن استوار نمایند، معنی شده است.
3. در واژه‌نامه‌های انجمن آرا، آنندراج، لغت فرس اسدی توسی، لغت محلی شوشتری، برهان قاطع، ناظم الاطبا و لغت‌نامهٔ جهانگیری این گونه معنی شده: چیزی که از هم فروریزد و فروپاشد.[۳۶][۳۷]
4. رشت در دیدگاه گروهی به معنی در گودی قرار گرفته می‌باشد. مطرح شدن این دیدگاه پیشینه‌ای تاریخی دارد. آن زمان هفته بازار رشت روزهای یکشنبه در همین شهر و روزهای چهارشنبه در آج بیشه (که هم‌اکنون یکی از محلات حاشیه شهر رشت است)، برگزار می‌شد. «رشت بازار» یعنی بازار در گودی قرار گفته و این صفت به این معنا بود که هر رهنورد یا مسافری که از بخش‌های جنوبی (مانند رودبار)، بخش‌های غربی (مانند فومن) و بخش‌های شرقی (مانند لاهیجان) به سوی رشت حرکت می‌کرد از منطقه‌ای بلندتر به ناحیه‌ای که در سطح پایین‌تر قرار داشت سرازیر می‌شد. در طول زمان واژه «بازار» از پایان این نام حذف شد و «رشت» کنونی باقی ماند.
5. گروهی نیز بر این گمانند که نام «رشت» از نام ایزد باران در زبان فارسی میانه یعنی «تیشتر» گرفته شده است و گروهی هم بر این باورند که واژه «رشت» از واژه گیلکی «وارش» سرچشمه گرفته است. بر پایه این باور، «وا» برابر باز، متبادر کننده بازباران یعنی باران پی در پی است.
6. بنا بر یک گمانه زنی دیگر، نام درست این شهر «رِشت» بوده که از بن رشتنی و ریسیدن گرفته شدن و دلیل این نام گذاری پرآوازه بودن این شهر در تولید رشته‌های نوغان یا همان ابریشم دانسته شده است.
7. در اوستا، کتاب ایرانیان باستان، واژه «هو رشت» بارها تکرار شده است. «هو» به معنی نیک و «رشت» به معنی کردار می‌باشد؛ یعنی محل انجام کار خوب و نیکو.

قدیمی‌ترین نام این شهر «بیه» بوده که به معنای مصب میان دو رود است.
یکی دیگر از نام‌های پیشین این شهر یعنی «دارالمرز»، سرزمین پست و گود (جلگه‌ای) معنا شده است. همچنین علی اکبر دهخدا بر این باور است که چون ساخت این شهر در سال ۹۰۰ هجری آغاز شده و واژه «رشت» در حساب ابجد ۹۰۰ است، این نام را برای این شهر برگزیده اند.

## تاریخچه

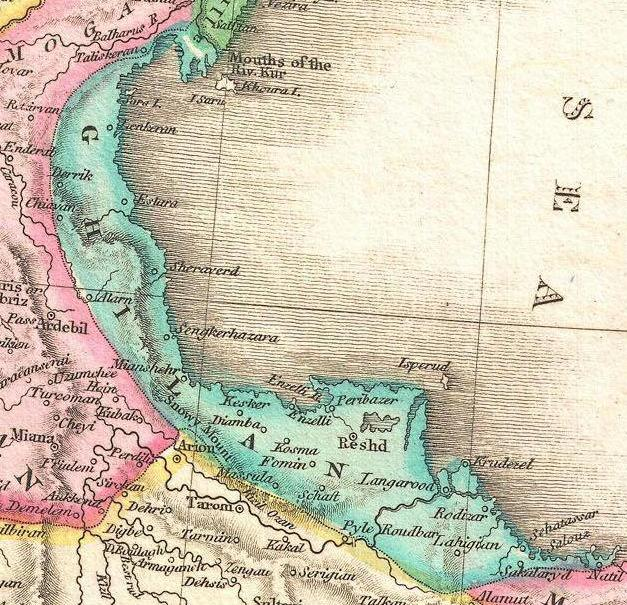
نقشهٔ گیلان در سال ۱۸۱۸ میلادی. نام رشت به عنوان مرکز و سایر شهرهای گیلان در آن آشکار است.

ابتدا رشت به‌صورت قصبه‌ای بزرگ میان یک فضای جنگلی بوده و از آبادی‌های کهن ایران به‌شمار می‌رفته که نامش در کتاب حدودالعالم به سال ۳۷۲ هجری آمده است. این قصبه که در میان دو رودخانه گوهررود و زرجوب قرار داشت و از این جهت نیز قدمت دیرینه دارد. نام قدیمی رشت «دارالمرز» یا «دارالامان» بوده که قبل از این دو به آن «بیه» می‌گفتند. بیه در لغت‌نامه‌ها، رود یا مصب بین دو رودخانه معنی شده است و چنین به نظر می‌رسد که دلیل این نامگذاری قرار گرفتن آن در میان دو رودخانه است که به مثابه حفاظ و دیوار شهر محسوب می‌گردید. لغت‌نامه دهخدا در باب رشت آورده است:

در سده هشتم هجری حمد ﷲ مستوفی اولین کسی است که از رشت نام می‌برد. در زمان شاه عباس در آنجا آبادانیهایی کرد و رشت توسعه یافت. در زمان قاجاریه بواسطهٔ بسط روابط اقتصادی ایران با روسیه و تماس آن‌ها از راه رشت باز هم بر توسعهٔ این شهر افزود و در زمان ناصرالدین شاه از رشت با سی هزار تن جمعیت یاد شده و بازارهای آن از مال التجاره مملو بوده است.

در فرهنگ جغرافیایی ایران در مورد شهر رشت آمده:

شهر رشت مرکز گیلان و مرکز استان یکم کشور بوده است. این شهر در ۳۳۹هزارگزی شمال باختر تهران و ۳۶هزارگزی جنوب بندر انزلی واقع شده است. از مرکز شهر و دو طرف ساختمان زیبای شهرداری چهار خیابان وسیع به چهار طرف کشیده شده است. بناهای دو و سه طبقهٔ نوساز و مغازه‌های معتبر در دو طرف این خیابان‌ها بنا شده است.
شهر رشت از نظر شهربانی به پنج بخش زیر تقسیم می‌شود: ۱- ساغری‌سازان ۲- سبزه‌میدان و پاسکیاب ۳- بازار ۴- مرکز شهر ۵- زرجوب. جمعیت شهر در حدود یکصدوبیست‌هزار تن است. تعداد مغازه‌ها و دکاکین شهر در حدود سه‌هزاروپانصد باب است. تعداد شماره‌های تلفن شهر رشت در حدود یک‌هزار نمره است. در این شهر دو دانشسرا و شش دبیرستان پسرانه و پنج دبیرستان دخترانه و ۱۴ دبستان پسرانه و ۱۶ دبستان دخترانه وجود دارد.
کارخانه‌های شهر رشت به‌طور اختصار به این شرح است: ۱- کارخانهٔ گونی‌بافی، تعداد کارگران پانصد تن. ۲- کارخانهٔ بلورسازی، تعداد کارگران بیست تن. ۳- کارخانهٔ تخم نوغان‌گیری، مقدار محصول در سال از ۲۵ تا ۳۰ هزار جعبه. ۴- بند پوتین، تعداد کارگر ۱۵ تن. ۵- پنج کارخانهٔ برنج‌پاک‌کنی. ۶- دو کارخانهٔ آرد. ۷- دو کارخانهٔ پیله‌خفه‌کنی. ۸- کارخانهٔ کبریت‌سازی. ۹- چهار کارخانهٔ جوراب‌بافی. ۱۰- کارخانهٔ برق.

در فرهنگ معین آمده است:

مرکز استان گیلان (شهرستان رشت) در میان شاخه‌های مصبی سفیدرود به نام گوهررود و صیقلان رودبار در جلگهٔ هموار و سبزی که تا کنار مرداب و بحر خزر امتداد دارد واقع است. جمعیت شهر رشت ۱۲۲۰۰۰ تن است. این شهر زیبا و مترقی در سده اخیر بزرگ‌ترین مرکز تجارتی ایران در شمال بود و به‌وسیلهٔ بندرانزلی از طریق روسیه با غالب ممالک اروپای شرقی و مرکزی تجارت داشت. از سوی دیگر به‌وسیلهٔ جادهٔ شوسه از طریق قزوین به تهران و از طریق لاهیجان و لنگرود به مازندران و گرگان و از راه بندر پهلوی و طالش به آذربایجان شرقی مربوط است. شهر رشت در زمین‌های رسوبی جنوب مرداب بندر پهلوی در ارتفاع هم سطح دریای آزاد قرار گرفته و یکی از مناطق پرباران ایران است که میزان بارندگی سالیانهٔ آن به ۱/۷۰ متر می‌رسد و پرباران‌ترین مرکز استان ایران به‌شمار می‌آید. هوای شهر اغلب مِه آلود و دارای بخار آب زیاد است و به همین واسطه هوای رشت سرد نیست، تمام روزهای یخبندان این شهر در عرض سال از سی روز تجاوز نمی‌کند، روزهای برفی یا برف و باران توأم کمتر در این شهر دیده می‌شود و در سال ۱۳۳۶ ه‍.ش تنها یک روز برفی داشته و در سال ۱۳۳۵ ه‍.ش دوازده روز برفی در این شهر مشاهده شده است.

یاسنت لویی رابینو در سفرنامهٔ خود در ضمن بحث از مساجد و بقعه‌ها و بناهای تاریخی
صورت چند سنگ نبشته را آورده که از آن جمله است:
«صورت کتیبهٔ سنگی مسجد جامع رشت که در عهد فتحعلی شاه قاجار بسال ۱۲۳۴ هَ. ق؛ و صورت کتیبه سنگی بقعهٔ خواهر امام که در عصر ناصرالدین شاه به سال ۱۲۷۲ هَ.ق. نوشته شده است، و نیز صورت کتیبه‌ای بر گلدستهٔ مسجد ساغری سازان رشت منقوش بسال ۱۳۰۴ ه‍.ق .». و

### پیش از اسلام
ایجاد بنای اولیه رشت را با احتمال زیاد به قبل از اسلام و به دوره ساسانیان نسبت می‌دهند در حالی که به نوشته برخی از محققان؛ رشت در پیش از اسلام و دست کم در دوره ساسانیان وجود داشته است و بنا بر روایت دیگری این ناحیه در گذشته دور، زیر آب‌های دریای خزر قرار گرفته بود، اما به تدریج و بر اثر رسوب زیاد و تبخیر آب، اراضی گیلان و ناحیه‌ای که امروزه به نام رشت معروف است از آب خارج شدند همچنین این منطقه یکی از چندهزار شهرهای می‌باشد که تحت حکومت الولکیان بوده است. این ناحیه چون دارای منابع طبیعی مانند جنگل و زمین‌های مناسب کشاورزی بوده، به سرعت به صورت دهکده‌ای درآمده و قابل سکونت شده است. در زمانی‌که حکومت ساسانی روبه فروپاشی می‌رفت، حکمرانی مستقل این دیار را گیلان‌شاه می‌نامیدند.

### پس از اسلام

نقشه رشت، اثر ذوالفقارخان مهندس، ۱۲۸۷ق

پس از غلبه مسلمانان بر ایران، اولین بار که نامی از رشت به میان آمد، سال ۶۱ هجری قمری بود. در زمان صفویه به ویژه در دوره شاه اسماعیل صفوی، سرزمین گیلان به دو بخش داخلی: «بیه پس» به مرکزیت فومن (و بعدها رشت) و «بیه پیش» به مرکزیت لاهیجان تقسیم می‌شد. حکومت بیه پیش از ۹۴۳ هجری قمری به خان احمد گیلانی رسید و شاه طهماسب اول صفوی، حکومت بیه پس را نیز به او سپرد. سرانجام شاه عباس بزرگ گیلان را تسخیر کرد. در زمان سلطنت شاه عباس اول، گیلان استقلال خود را از دست داد.
این شهر از سال ۱۰۰۴ هـ. ق به فرمان شاه‌عباس مرکز استان گیلان و مرکز معاملات نوغان و ابریشم شد که در آن زمان محصول اول گیلان بود. این امر موجب شد که مالکان بزرگ و معامله‌گران ایرانی و روسی و یونانی و ارمنی که سر و کار با نوغان و ابریشم داشتند به این شهر رو کرده و بر وسعت آن بیفزایند. از این زمان سنگفرش بازار و سرپوشیدن خندقهای سرگشاده در نواحی مرکزی شهر شروع شد.
در سال ۱۰۷۱ هجری قمری، قوای روسیه به دستور پتر اول به گیلان حمله برد و رشت را تا سال ۱۱۴۵ هجری قمری در اشغال خود نگه داشت. در سال ۱۰۴۵ هجری قمری شهر رشت به دست استپان رازین روس غارت شد. در سال ۱۷۲۲ میلادی نیز سپاهیانپترکبیر، رشت را تسخیر کردند. سپس روس‌های بلشویک در جریان تعقیب هواداران تزار رشت را به تصرف خود درآوردند.
رشت در فاصلهٔ سال‌های ۱۱۵۷ هـ. ق تا ۱۱۸۴ هـ. ق در وسط جنگلی انبوه قرار داشت. در اطراف نقاط اصلی شهر خانه‌ها نزدیک به هم و در بقیهٔ نقاط خانه‌ها بدون هیچ‌گونه نظمی پراکنده بود. در سال ۱۲۲۳ هـ. ق دارای سه‌هزار خانوار بوده، بازارش از چهار کوچه نامنظم که بخشی از آن با نی و حصیرهای تکه‌پاره پوشانده بودند تشکیل شده بود. این شهر در آن روزگار شش روز با تهران فاصله داشته است.
این شهر از محلاتی تشکیل شده که نام خود را از زاهدان و عارفانی که در آن سکونت داشتند گرفته است مانند سمابجار (صومعه بجار)، چله‌خانه، پیرسرا، استادسرا، آفخرا، علمداران، خواهر امام، سلیمان‌داراب و غیره. سکونت هر یک از زاهدان یا عارفان یا پیران در قسمتی از قصبه یا شهر موجب بود که پیروان آنان مجاور مراد خود جمع شده و کویی تشکیل دهند و نام مراد خود را بر آن نهند. قسمتی از شهر نیز از پیشه‌وران و صنعتگرانی نام می‌گرفت مانند: خمیران یا خمگران، ساغری سازان، صیقلان و غیره.

### معاصر

#### قیام مشروطه‌طلبان و تصرف رشت
کمیته سری ستار، که در دوره استبداد صغیر محمدعلی شاه در رشت، گیلان تشکیل شد و هدف از تشکیل آن، اعاده مشروطیت بود. ۴۶ نفر از مشروطه خواهان گیلانی و غیر گیلانی که در آن زمان در رشت بودند، در آن عضویت یافتند و با مساعی آنان بود که انقلاب محرم ۱۳۲۷ ه‍.ق رشت واقع شد که به نوبه خود منجر به فتح تهران و اعاده مشروطیت گردید.
در مقابل این گروه و برای مقابله با شورش‌های احتمالی سردار افخم دارالحکومه را به مرکز اوباشان و فراشان سرکوب گر تبدیل کرده بود. به همین جهت مجاهدین گیلان  ازجمله اعضای کمیتهٔ ستار تصمیم گرفتند به هر وسیلهٔ ممکن سردار افخم را از بین ببرند. حمله آنان به دارالحکومه منجر به رویداد باغ مدیریه گردید.

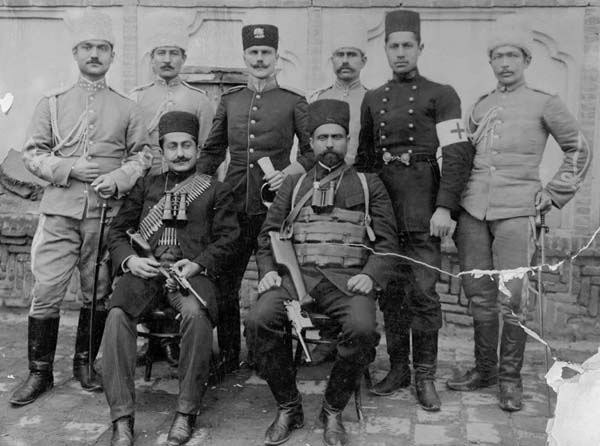
یپرم خان ارمنی و سردار بهادر بختیاری (بعدها، سردار اسعد سوم) از فاتحان تهران

سردار افخم والی گیلان و کسی بود که در جریان تحریم تنباکو و تحصن حاج میرزا حسن آشتیانی و معترضین در میدان ارک تهران به سوی مردم دستور شلیک داد و حدود سی تن را کشته و تعداد زیادی را زخمی‌کرد.
رویداد باغ مدیریه مربوط به روزی است که سردار افخم در مجلس مهمانی در باغ مدیریه رشت حضور داشت، در این روز مجاهدین گیلان از سه نقطه، نخست خانه یوسف خان (معاون دیوان)، دوم از باغ حاجی وکیل و سوم از خانه میرزا کریم خان به سمت باغ به حرکت درآمدند. سپس پانزده نفر آنان همراه معز السلطان مأمور باغ مدیریه شدند و عده‌ای هم به همراه میرزا حسین خان کسمایی و علی محمد خان تربیت به سمت دارالحکومه حرکت کردند؛ ستون سوم نیز زیرفرمان یپرم خان، مأمور پشت دارالحکومه شدند. این افراد موفق شدند سردار افخم را به ضرب گلوله از پای درآورند.
وقتی خبر کشته سردار افخم در شهر پیچید، بلافاصله دیگر گروه‌های مجاهدین دارالحکومه را تصرف و بر اوضاع شهر چیره شدند و با روحیهٔ مضاعف به تجهیز داوطلبان و آموزش نظامی آن‌ها برآمدند.
رویداد باغ مدیریه نه تنها مظهر خشم و نارضایتی گیلانیان علیه ظلم حکام وقت گردید، بلکه بازتاب آن در سراسر ایران روحی تازه به مشروطه طلبان و آزادی خواهان داد و بی‌درنگ برخی افراد حکومتی که موضوع انقلاب مشروطه را جدی دیدند به صف مخالفان حکومت پیوستند.
از این دست می‌توان به سپهدار رشتی اشاره کرد که پس از واقعه باغ مدیریه و به محض این‌که وکیل التجار یزدی و ناصرالاسلام ندامانی مأمور شدند تا به تنکابن رفته و از او بخواهند رهبری مجاهدین شمال را به عهده بگیرد، به سرعت این پیشنهاد پذیرفت و بلافاصله با چند تن از نزدیکان خود و حدود پانصد نفر تفنگچی وارد رشت شد و اداره امور فرماندهی نیروهای انقلابی را به دست گرفت و برای فتح پایتخت به سوی تهران حرکت نمود. هنوز مراسم نوروز سال ۱۲۸۸ ه‍.خ پایان نیافته بود، که مجاهدین مشروطه‌خواه گیلان به فرماندهییپرم‌خان، وارد قزوین شدند و بین آنان و قوای دولتی، جنگ درگرفت. سرانجام مجاهدین، شهر را تصرف کردند و قاسم خان امیرتومان، فرمانده قشون دولتی و چند نفر دیگر به دار آویخته شدند. روز ۲۲ تیرماه ۱۲۸۸ ه‍.خ قوای بختیاری به فرماندهی سردار اسعد بختیاری و نیروهای گیلان به فرماندهی سپهدار تنکابنی، در نزدیکی تهران به هم رسیدند و در بادامک، اردو زدند. پس از پنج روز درگیری؛ بالاخره قوای مشروطه توانستند کنترل کامل تهران را به دست بگیرند. در این میان سران این قوا در عمارت بهارستان ساکن شدند و زمام امور تهران را به‌دست گرفتند.

#### جنگ جهانی و قیام میرزا کوچک جنگلی

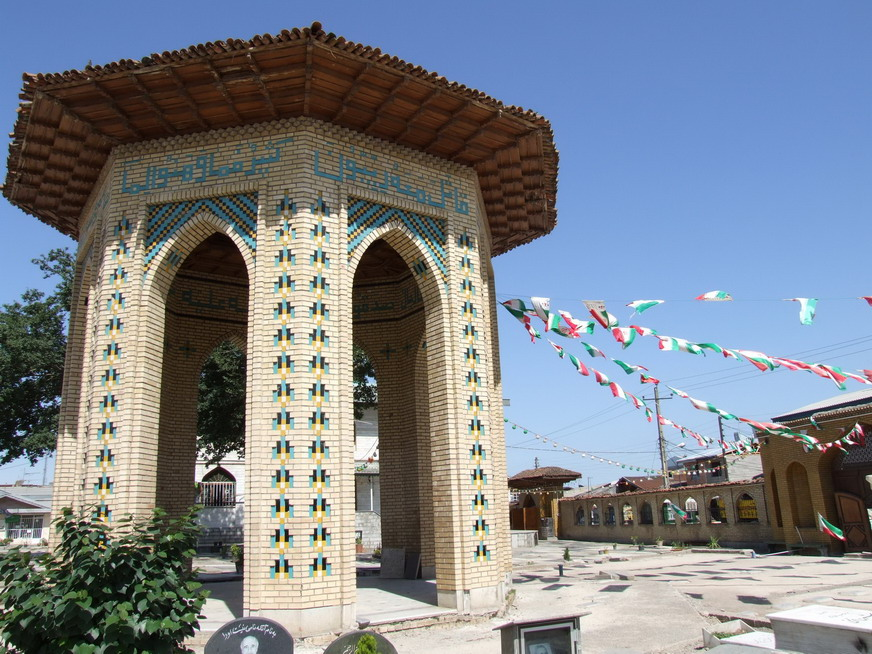
مقبرهٔ قدیمی میرزا کوچک جنگلی در سلیمان داراب رشت

جنبش جنگل یا نهضت جنگل یا قیام جنگل، جنبشی سیاسی همراه با مبارزهٔ مسلحانه در ایران بود که از سال ۱۲۹۳ به رهبری میرزا کوچک‌خان جنگلی به مبارزهٔ مسلحانه ضد ارتش خارجی داخل خاک ایران و بریگاد قزاق، که زیر دست افسران روسی تعلیم و تربیت شده بودند، پرداخت. آنچه روشن است تعداد زیادی از انقلابی‌های جنگل در درگیری‌های مسلحانه با لشکرهای انگلیس، روسیه و ارتش سلطنتی قاجار کشته شدند.
جنگ جهانی اول و پادرمیانی انگلیس و روسیه تزاری در آن و ناتوانی شدید حکومت مرکزی ایران در اثر فقدان حمایت‌های خارجی، فضای سیاسی و اجتماعی آماده‌ای را برای ایجاد و رشد حرکت‌های مردمی به وجود آورد. در این فضای آماده، جنبش جنگل در شهریور ۱۲۹۳ شمسی (اوت ۱۹۱۴) شکل گرفت و در مدتی کوتاه نه تنها در گیلان، بلکه در بیشتر نقاط ایران با استقبال مردم روبرو شد و روزبه روز بر توان نظامی آن افزود، به‌طوری‌که به خطری جدّی برای سیاست استعماری انگلیس در منطقه تبدیل شد. میرزا و یارانش نشریه‌ای نیز به نام جنگل منتشر می‌نمودند که در مجموع در سه دوره مجزای انتشارش مشتمل بر ۳۹ شماره شد.

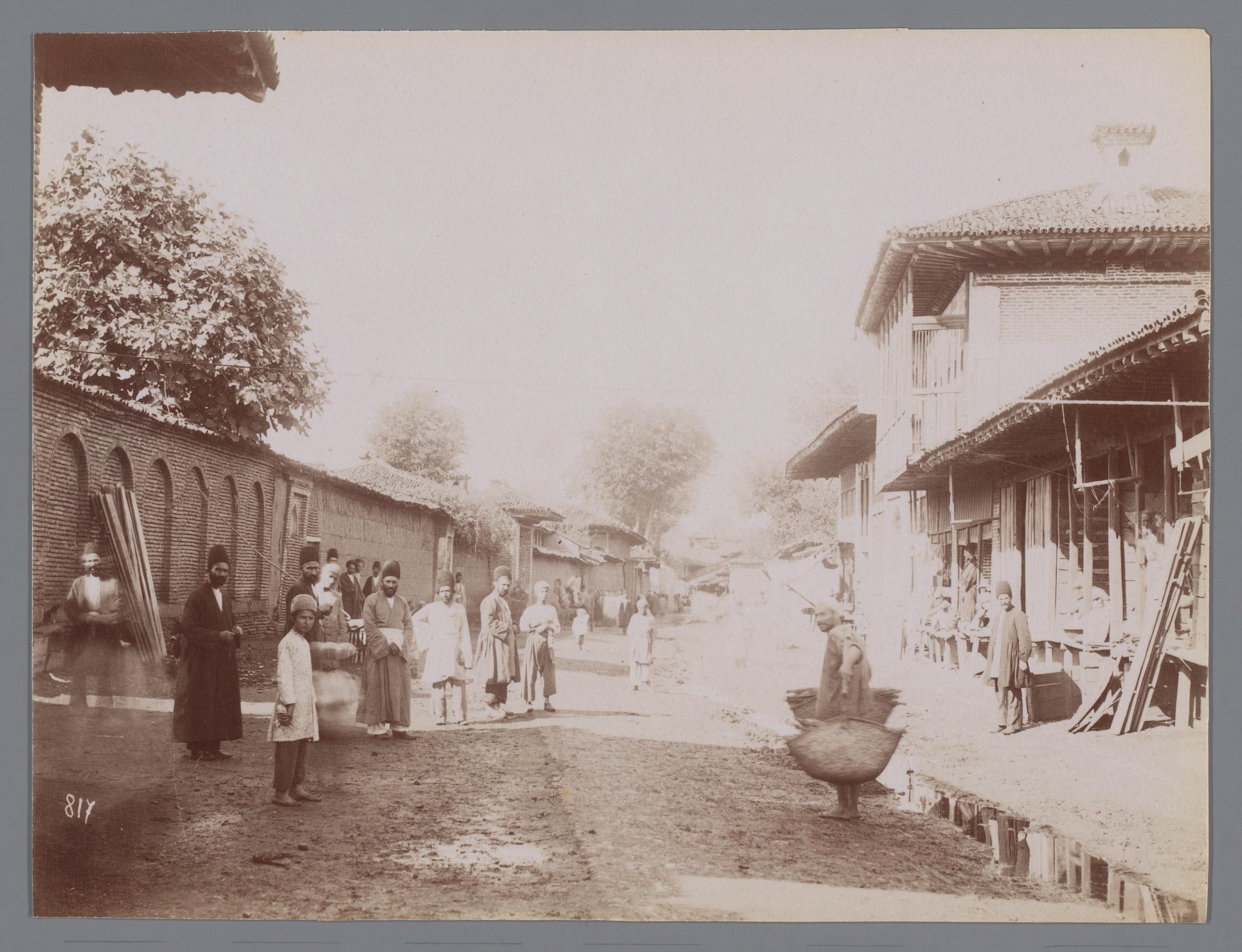
تصویری از رشت که توسط آنتوان سوریوگین گرفته شده و در موزه ملی آمستردام قرار دارد

در سال ۱۳۱۶ هجری قمری در رشت شورش نسبتاً دامنه‌داری علیه قانون خراج راهداری کارگزاران روس که از شهروندان دهستان‌ها دریافت می‌کردند به وقوع پیوست. به هنگام جنگ جهانی اول شهر رشت در معرض تاخت و تاز سپاهیان روس و بعد نیروهای انگلیسی و شورشیان محلی قرار گرفت و خرابی بسیار در آن به بار آورد. در سال ۱۹۲۰ میلادی ارتش سرخ باکو را تصرف کرد و وارد بندر انزلی شد. انگلیسی‌ها رشت را تخلیه کردند و با آتش زدن انبارهای خود و انهدام پل سفید رود رهسپار بغداد شدند. این کار موجب شد که حکومتی ضد انگلیسی به ریاست میرزا کوچک خان جنگلی در رشت تشکیل شود.
در واقع در این سال گیلان از ایران جدا شده و با تشکیل جمهوری سوسیالیستی گیلان رشت
به عنوان پایتخت آن برگزیده شد و تا سال ۱۹۲۱ این وضعیت برای گیلان و رشت برقرار بود. سرانجام قوایی از تهران عازم سرکوبی انقلابیون شد؛ و در پی آن به موجب قرارداد ۱۳۳۹ هجری قمری (۱۹۲۱ میلادی) که بین دولتهای ایران و اتحاد جماهیر شوروی

#### انقلاب ۱۳۵۷ ایران
نخستین جرقه‌های انقلاب اسلامی در خرداد ۱۳۴۲ زده شد و در طول ۱۵ سال گسترده و گسترده‌تر شد. سر آغاز انقلاب اسلامی در گیلان را نیز می‌بایست در سال‌های ۱۳۴۲ جستجو کرد. از نخستین حرکت‌های مردم گیلان قیام مردم و علماء در اعتراض به وقایع ۱۵ خرداد بود اما از سال ۱۳۵۶ فعالیت مخالفان رژیم در گیلان تشدید و علنی گردید و در سال ۱۳۵۷ مبارزات مردم در شکل گسترده‌تری ادامه یافت و مساجد گیلان به ویژه رشت، صومعه سرا و لاهیجان شاهد تجمعات روزافزون مردم بود. جلسات سخنرانی عالمانی چون صادق احسانبخش، ابراهیم فقیهی و هادی حسام در رشت، زین‌العابدین قربانی در لاهیجان، میرآقا موسوی در صومعه سرا مورد توجه مردم قرار گرفت و ساواک نسبت به شهرهای مزبور حساس کرد علاوه بر رشت مردم در شهرهای رودبار، آستانه اشرفیه، رودسر، فومن و لنگرود نیز دست به تظاهرات زدند. با آغاز مهر ۱۳۵۷ مردم شهرهای گیلان فعالیت‌های خود را شدت بخشیدند و اعتصاب‌های گسترده‌ای در سازمان‌ها و مدارس آغاز گردید. آیت الله ضیابری از پیشگامان مبارزه در این ایام طی اعلامیه‌ای به مأموران پلیس هشدار داد.
بنا به دعوت صادق احسان بخش که رهبری مبارزه را در شهر رشت و استان گیلان بر عهده داشت اعتصاب‌های گسترده‌ای صورت پذیرفت و تصاویر شاه در مدارس و اماکن عمومی به آتش کشیده شد.
در روز ۱۷ مهرماه مردم رشت علی‌رغم باران سیل آسا در راهپیمایی بزرگی شرکت کردند. در روز ۳ آبان ۱۳۵۷ نیز مردم رشت از میدان بانک ملی راه‌پیمایی دیگری را آغاز کردند و شیشه‌های مشروب فروشی‌ها و سینماها را شکستند در پایان راهپیمایی هم به منزل استاندار حمله کردند. این راهپیمایی سرانجام با مداخله نیروهای پلیس و دستگیری جمعی از راه‌پیمایان خاتمه یافت.
در روز ۸ آبان ۱۳۵۷ نیروهای دولتی برای پیشگیری از گسترده شدن تظاهرات در روستاها و شهرها با فراهم آوردن نیروهای طرفدار سلطنت از سراسر استان به صومعه سرا حمله برده و به غارت و تخریب منازل و مغازه‌های مخالفان رژیم پرداختند. طی این حمله یک تن کشته و عده‌ای نیز مجروح شدند.
در ۲۰ آبان ۱۳۵۷ مردم رشت به منظور اعتراض به حمله عناصر چماق به‌دست رژیم در صومعه‌سرا در رشت اقدام به راه‌پیمایی ۱۵۰ هزار نفری کردند. این راهپیمایی به مدت ۴ ساعت به طول انجامید.

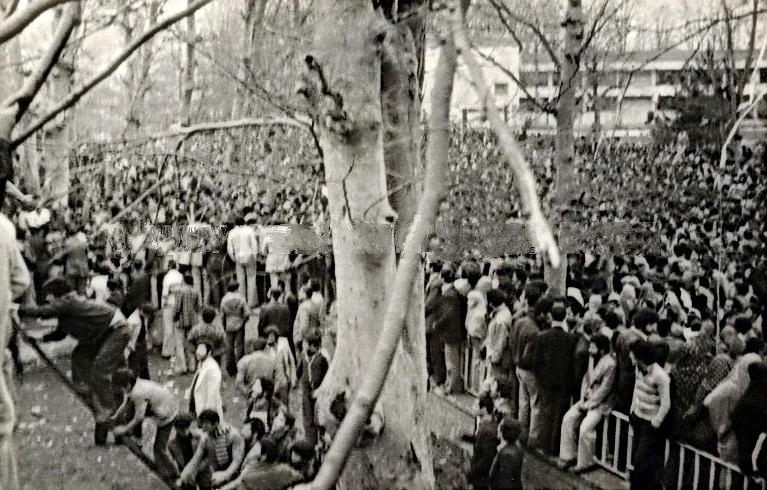
تظاهرات مردم رشت مقابل مقر ساواک (دراطراف باغ محتشم)

به دنبال تظاهرات مردم رشت و دیگر شهرهای استان گیلان، مأموران انتظامی از ترس حملات چریکی روستاهای اطراف لاهیجان و سیاهکل را تحت کنترل شدید قرار دادند.
در روز ۱۱ آبان ۱۳۵۷ به مناسبت کشته شدن یکی از جوانان روستای پشتیر صومعه‌سرا گروه کثیری از اهالی رشت به صومعه سرا رفته و به تظاهرات پرداختند. در این تظاهرات برای نخستین بار شعار «شاه ترا می‌کشیم» شنیده می‌شد. در آن روز تظاهر کنندگان تصاویری از میرزا کوچک خان را در دست داشتند و از مقابل قرارگاه میرزا کوچک خان عبور کردند.
به دنبال تظاهرات مردم در رشت و صومعه‌سرا، مردم لاهیجان در روزهای ۲۲ و ۲۳ آبان تظاهرات وسیعی را آغاز کردند که این راه‌پیمایی‌ها منجر به زد و خورد شدید با نیروهای پلیس گردید و منجر به کشته شدن ۱۳ نفر از تظاهر کنندگان گردید.
در طول دهه محرم سال انقلاب (از اواسط آذرماه) در ضمن سوگواری برای حسین ابن علی، تظاهرات مردم شهرهای گیلان ادامه یافت.
در تاسوعا و عاشورای سال ۱۳۵۷ در استان گیلان عزاداری در خیابان‌ها از سوی رژیم ممنوع اعلام شد. اما در اغلب شهرهای استان مراسم عزاداری به تظاهرات روز به روز خشن تر و خونین تر می‌شد. شهر لاهیجان به میدان جنگ تبدیل شده و آتش‌سوزی بزرگی بخش عظیمی از شهر را به خاکستر تبدیل کرد و عبور و مرور بواسطه موانعی که مردم در خیابان‌ها ایجاد کرده بودند متوقف شد.
به دنبال تظاهرات مردمی در ایام عزاداری عاشورا نیروهای دولتی در ۲۳ آذرماه گروهی بزرگی از طرفداران حکومت پهلوی در شهرها و روستاهای گیلان را تجهیز کرده و به شهر رشت کشاندند تا متقابلاً تظاهراتی به نفع شاه و حمایت از دولت انجام گیرد. اما تظاهر کنندگان به غارت اموال مردم، تخریب مغازه‌ها، آتش زدن وسائل نقلیه و ضرب و شتم مردم پرداختند.
پزشکان و پرستاران رشت نیز در ۶ دی ماه در بیمارستان رازی گرد آمده و سپس در یک راه‌پیمایی شرکت کردند.
در ۱۳ دی ماه در آستانه اشرفیه آتش‌سوزی مهیبی از طرف ساواک صورت پذیرفت و منزل ضیایی و تعدادی مغازه و خانه در آتش سوخت.
در ۲۵ دی ماه نیز پس از تدفین شهدا تظاهرات مردم رشت از گورستان به مرکز شهر کشیده شد. مردم قصد داشتند مجسمه رضاشاه در میدان شهرداری رشت را پائین بکشند، اما در میدان فرهنگ با تیراندازی و مقاومت مأموران مواجه شدند در نهایت چند روز بعد با خروج شاه از ایران مجسمه رضاشاه پائین کشیده شد.
در دی ماه در تمام شهرهای استان گیلان به ویژه شهر رشت تظاهرات متعددی صورت می‌پذیرفت که در هر تظاهرات عده‌ای کشته و زخمی می‌شدند در طول اوج‌گیری نهضت، بازاریان نیز با همراهی مردم بازارها را بسته و گاه تا ۵ روز این تحصن ادامه می‌یافت.
با انتشار خبر ممانعت رژیم از ورود سید روح‌الله خمینی و بسته شدن فرودگاه خشم عمومی در استان گیلان برانگیخته شد و مردم با تظاهرات، بستن خیابان‌ها و آتش زدن لاستیک به زد و خورد با پلیس پرداختند و مأموران را از برقرار ساختن نظم عاجز ساختند.
روز ۱۲ بهمن هم‌زمان با ورود سید روح‌الله خمینی به ایران تا پاسی از شب مردم در خیابان‌ها به شادی پرداختند.
روز ۱۹ بهمن با اعلام نخست‌وزیری بازرگان، یک راهپیمایی بی‌سابقه‌ای در شهرهای گیلان به ویژه رشت برگزار شد.
در ۲۲ بهمن ماه روز پایان نظام شاهنشاهی در ایران مردم گیلان به کلانتری‌ها و پادگان‌ها حمله بردند. این درگیری‌ها تا ۲۳ بهمن ادامه داشت.  ازجمله مراکز مقاومت که تا بعدازظهر روز ۲۳ بهمن هنوز تسلیم نشده بود ساواک رشت (واقع در مجاورت باغ محتشم-پارک بزرگ شهر-) بود.
مردم با بلدوزر در ساواک را شکسته و به آن حمله کردند و یک گروه ۲۲ نفره از مأموران ساواک به سوی مردم تیراندازی می‌کردند. محاصره ساواک ۸ ساعت به طول انجامید و ۹ نفر از مأموران ساواک کشته شدند.
مأموران ساواک که مقاومت را بی‌فایده می‌دیدند با به آتش کشیدن ساواک موفق به فرار شدند و ساواک به تسخیر مردم درآمد. پس از این واقعه ساواک رشت و سایر نیروهای رژیم نیز تسلیم شدند.
دیگر تمام شهر به تصرف مردم درآمده بود خبرهایی که از رادیو تهران پخش شد به آخرین مقاومت‌ها پایان بخشید و همه مردم حتی خانواده‌هایی که در غم و اندوه کشته شدن عزیزان خود عزادار بودند، پیروزی انقلاب و سرنگونی رژیم را جشن گرفته به شادمانی و پایکوبی پرداختند.
با فتح شهر رشت در ۲۳ بهمن ۱۳۵۷ یک کمیته ۲۵ نفری به ریاست صادق احسان‌بخش زمام امور شهر رشت مرکز استان گیلان را در دست گرفت.

### وقایع تلخ تاریخی رشت
در خلال پیکارهای مستمری که برحسب سنت بین امیران و سران گیلان جاری بود، رشت مکرر عرصه پیکار بوده و مکرر دست به دست می‌شد یا به آتش کشیده می‌شد. همچنین روحیه مردم گیلان در عدم پذیرش حکومت مرکزی باعث درگیری‌های دائم با قوای حاکم بر ایران بود که بسیاری از این کشمکش‌ها باعث پیوستن گیلان به حکومت مرکزی ایران می‌شد در مقابل قدرت‌های خارجی مانند روسیه برای ضربه زدن به حکومت ایران به گیلان و به خصوص رشت حمله می‌بردند که حکومت مرکزی یا توانایی مقابله با متجاوز را نداشت یا  به‌دلیل درگیری‌های گذشته با گیلانیان تمایلی به این کار از خود نشان نمی‌داد. به این ترتیب در گیلان چرخه تقریباً ثابتی از جنگ داخلی، جنگ با حکومت مرکزی و جنگ با بیگانگان در جریان بود. . تعرض مغولان عهد اولجایتو، تعرض سیدعلی کیا امیر بزرگ گیلان بیه‌پیش، قیام عادل‌شاه، تصرفات روسیان عهدپترکبیربیش از ده سال و پیکارهای ایذایی ده ساله با اشغالگران، تعرض قوای آغامحمدخان قاجار از چند جانب به رشت، درگیری قوای آغامحمدخان قاجار با قوای برادرش مرتضی قلیخان، تعرض قوای ژنرال سیسانوف، قیام مشروطه‌طلبان و تصرف شهر، تعرض ناگهانی قوای روس به رشت و اعدام مدافعان، جنگ مجاهدان با اشغالگران انگلیسی و جنگ هفده روزه شهری قوای میرزا کوچک خان با کمونیستهای انقلاب سرخ، اشغال رشت از طرف قوای شوروی در جنگ جهانی دوم، از مهم‌ترین وقایع رشت بین سال‌های ۷۰۶ هـ. ق تا ۱۳۲۶ هـ. ش می‌باشد.
همچنین باید گسترش بیماری‌هایی مانند وبا و طاعون را به علت تجارت ابریشم و رفت‌وآمد تجار بین سال‌های ۱۲۴۶ تا ۱۲۴۷ هجری نام برد که منجر به کشته شدن عدهٔ زیادی شد بر مصائب فوق افزود. در زمستان ۱۲۴۶ هجری قمری، طاعون شدید در گیلان شایع شد و در حدود شش هزار نفر را از پای درآورد. ۵۶ سال بعد شهر به آتش کشیده شد و خسارات فراوان دید. شهر رشت چندین بار بین سال‌های ۱۱۲۱ تا ۱۲۶۰ هجری از زمین لرزه و حریق آسیب دیده و باعث کاهش فراوان جمعیت در این شهر گردید. این شهر ۶ بار بین سال‌های ۱۱۷۰ تا ۱۳۲۰ دچار حریق گردید. در حریق سال ۱۳۰۴ هجری تمام بازار و دو مسجد و تعداد زیادی از کاروانسراها و حمام ویران گردید و در حریق ۱۳۲۰ هجری در حدود ۱۰۰۰ دکان و ۱۰ کاروانسرا ویران شد.
رشت چندین بار به وسیله قوای بیه پیش غارت گردید. در سال ۱۰۴۹ تا ۱۰۴۸ هجری قزاقهای «دن» وسی سال بعد «استنکورازین» دوباره آن را به ویرانی کشید و به سال ۱۰۷۸ هجری غنیمت زیادی از آنجا به دست آورد. در سال ۱۱۳۱ هجری زبر دست خان فرمانده سپاهیان افغان این شهر را محاصره نمود. مردم رشت از پطر کبیر یاری طلبیدند با وجود آنکه رشتی‌ها افاغنه را به عقب‌نشینی واداشتند نیرویی کهپتر اول به کمک آن‌ها فرستاده بود مدت ۱۲ سال یعنی از سال ۱۱۳۵ تا ۱۱۴۷ این شهر را در اشغال خود داشتند. در سال ۱۱۶۰ هجری پس از مرگ نادرشاه یکی از فرماندهان سپاه اصلان خان به نام رضا قلی خان با ۱۷۰۰ نفر افغانی از تبریز به رشت آمد و بازرگانان انگلیسی را که در این شهر به سر می‌بردند غارت کرد و آغا محمد خان قاجار در سال ۱۱۹۷ هجری رشت را اشغال نمود. رشت در سال ۱۱۶۵ هجری به وسیله لشکریان محمد حسن خان قاجار ویران گردید و بعدها هم سربازان کریم خان زند آن را به آتش کشیدند. در واقع رشت در طول تاریخ خود، وقایع اسف انگیز فراوانی را از سر گذرانده است.

### اولین‌های شهر رشت در ایران

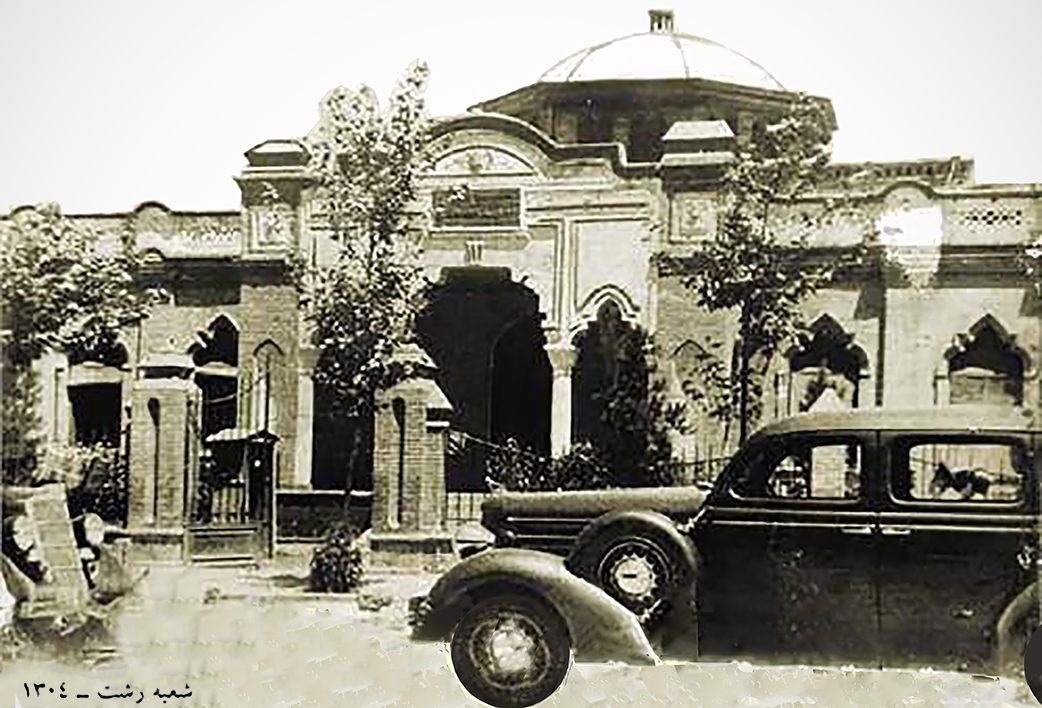
شعبه بانک سپه در رشت ۱۳۰۴ شمسی - ۱۹۲۵ میلادی

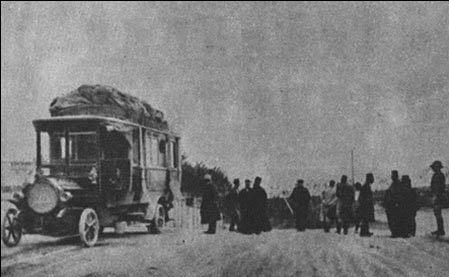
اولین اتوبوس در ایران توسط یک بازرگان بلژیکی در شهر رشت به کار گرفته شد

- اولین شعبهٔ بانکی ایران (اولین شعبهٔ بانک سپه):در آغاز سال ۱۳۰۴ شمسی که هنوز اهمیت موسسات اقتصادی و عوامل بازرگانی در شئون اداری و زندگی اجتماعی ایران محسوس نشده بود، ایجاد اولین مؤسسه بانکی کشور طرح‌ریزی شد و مأمورین اجرای این فرمان با تشکیل شورایی از افراد بصیر و مطلع موفق شدند در چند مغازه واقع در خیابان سپه نخستین بانک ایرانی را در اردیبهشت سال ۱۳۰۴ افتتاح نمایند.

سرمایه اولیه بانک ۳٬۸۸۳٬۹۵۰ ریال از محل موجودی صندوق بازنشستگی درجه داران قشون بود و بدین جهت فعالیت یک سال نخست این بانک به افسران ارتش اختصاص داشت، که با پرداخت وام‌های تقسیطی به رفع نیازمندی‌های آنان کمک مؤثر می‌نمود و چون پیوسته به وسعت دامنه عملیات خود می‌افزود دوایر بانک به جای وسیع‌تری که در اول باب همایون از ابنیه قورخانه آماده شده بود، انتقال یافت و در ۲۴ اسفند ۱۳۰۴ اولین شعبه این بانک در شهر رشت افتتاح شد و علاوه بر معاملات درجه‌داران قشون، به خرید و فروش برات و گشایش اعتبار برای بازرگانان و فعالیت‌های بیشتری در امور بانکی و معاملات بازرگانی آغاز گردید.
- اولین کتابخانه ملی با بنای شاخص:[۵۶] فکر تأسیس این کتابخانه ملی در سال ۱۳۰۶ توسط محمدعلی تربیت، رئیس اداره فرهنگ گیلان، در زمین اهدایی شهرداری رشت به این اداره مطرح شد. در روز ۱۶ آذر سال ۱۳۰۶ جمعیتی به نام نشر معارف گیلان که هدف آن ساخت کتابخانه ملی بود تشکیل شد و سرانجام در روز پنجشنبه ۱۹ مهر ۱۳۱۳ هم‌زمان با جشن هزاره فردوسی کتابخانه مذکور گشایش یافت. این کتابخانه اولین کتابخانه‌ای است که لفظ "کتابخانه ملی"برای آن استفاده گردید و احداث بنا ی آن هم‌زمان با ساخت و ساز یک سلسله ابنیه اداری و عام‌المنفعه در شمال ایران در دوره عهد پهلوی اول انجام گرفت و نوع معماری آن تقلیدی از معماری شرق اروپا می‌باشد. (کتابخانه ملی رشت واقع در میدان شهرداری - خیابان علم الهدی)[۵۷]
- اولین تئاتر: اولین تئاتر ایران به شکل کلاسیک و در سالن در شهر رشت شروع به کار کرد.[۵۸][۵۹][۶۰]
- اولین اتوبوس وارد شده به ایران (قبل از دههٔ نود سده سیزدهم هجری شمسی (پیش از سال هزار و دویست و نود شمسی)):اولین اتوبوس در ایران توسط یک تاجر بلژیکی در شهر رشت به کار گرفته شد، اما به مرور زمان و با توجه به میزان کرایه، سودآوری و زیر ساخت‌های حمل و نقل توجیه اقتصادی آن رد شد و به همین دلیل اتوبوس به کار گرفته شده به یکی از تجار ایرانی به نام (معین التجار) فروخته شد.[۶۱]
- اولین راه‌آهن ایران: قدیمی‌ترین راه‌آهن ایران در مسیر بندر انزلی به پیربازار و رشت احداث شده و بقایای این راه‌آهن و خطوط ریلی هنوز وجود دارد.[۶۲]
- اولین داروخانه شبانه‌روزی در ایران (داروخانه کارون)
- اولین خانه معلولین و سالمندان در ایران

## جغرافیا

### مکان نگاری

نمای هوایی رشت (اثر والتر میتل‌هولتسر حوالی سال ۱۳۰۴)

رشت در ۴۹ درجه و ۳۶ دقیقه طول شرقی و ۳۷ درجه و ۱۶ دقیقه عرض شمالی واقع شده و فاصله آن از تهران ۳۰۰ کیلومتر است. همچنین شهر رشت با مساحت ۱۳۶ کیلومتر مربع در زمینی مسطح و هموار به ارتفاع به‌طور میانگین ۷ متر پایین‌تر از سطح آب‌های آزاد قرار دارد. رشته کوه البرز در قسمت جنوبی شهر رشت واقع شده و نزدیک‌ترین قله بلند به شهر رشت (درفک) به ارتفاع ۲٬۷۳۳ متر است. نزدیک‌ترین شهرستان به رشت شهرستان خمام است که در فاصلهٔ ۸ کیلومتر ی از آن قرار دارد. رشت از شمال به دریای کاسپین و شهرستان خمام و از شمال غرب به شهرستان انزلی، از غرب به رودخانه پسیخان و شفت، صومعه‌سرا و فومن، از جنوب به بخش سنگر و شهرستان رودبار و از شرق به کوچصفهان و آستانه اشرفیه محدود است.
سلسله جبال البرز در قسمت جنوبی شهر رشت واقع شده و نزدیک‌ترین قله بلند به شهر رشت (درفک) به ارتفاع ۲۷۳۳ متر است. نزدیک‌ترین شهرستان به رشت شهرستان خمام است که در فاصلهٔ ۸ کیلومتر ی آن قرار دارد. رشت از جانب شمال به دریای کاسپین و شهرستان خمام و از شمال غرب به شهرستان انزلی، غرب به رودخانه پسیخان، صومعه‌سرا و فومن، از جنوب به شهرستان سنگر و رودبار و از شرق به کوچصفهان و لاهیجان محدود است و فاصلهٔ آن تا تهران ۳۲۵ کیلومتر، تا مشهد ۱۰۵۰ تا ساری ۳۶۵ کیلومتر و تا بندر انزلی ۲۵ کیلومتر است.

تصویر هوایی از شهر رشت در شب

### محله‌ها
امروزه نقاط مختلف شهر با نام‌های زیر خوانده می‌شوند که بعضی از آن‌ها از آبادی‌های تابع رشت بودند که جزو محدوده شهر شده‌اند:
- کسبخ بلوار مدرس
- سیاه اسطلخ رشت، خیابان جهاد،انتهای شهرک فرهنگیان، که به زودی بزرگ راهی که از فخب به عینک از آن می‌گذرد، منطقه‌ای توریستی با آب و هوای فوق‌العاده
- شهرک مروارید (معین رودخان)(ماهی رودخان) گلباغ نماز، کوی پیام انتهای پارس سوم
- دیانتی بعد از بلوار احمدزاده
- خیابان آیت اله رودباری(رشت)
- شالکوه (قسمت بزرگی از رشت که مابین (لب آب)(بوسار)(آلمان پستک) ((تش) منطقه‌ای نزدیک فرودگاه میرزاکوچک خان رشت) قرار دارد.
- علی‌آباد (مسجد هاشمی)
- صالح آباد
- آب و برق
- زیرکوچه (محله‌ای در یخسازی)
- سرخه بنده (نزدیک لب آب است نزدیک پل پشت خیابان تختی)
- احمدیان
- پارک شهر
- لاکانی
- زرجوب (لب آب) در خیابان شریعتی
- سوخته تکیه (امروزه در خیابان استاد مطهری واقع است)
- حاجی‌آباد (از یک طرف به خیابان استاد مطهری و از سوی دیگر به خیابان امام خمینی (ره) متصل می‌باشد)
- بادی الله
- ارمنی بولاغ (گورستان ارامنه رشت در این محل واقع است)
- کردمحله
- باقرآباد
- ساغری سازان
- دانشسرا
- جیرباغ
- روبارتان
- خمیران زاهدان
- دباغیان
- کوزه گران
- خمیران چهل تن
- چله خانه (آرامگاه دکتر ابراهیم حشمت از سران نهضت جنگل در صحن مسجد چله خانه واقع است)
- چمارسرا (بقعه دانای علی که زیارتگاه مورد توجه اهالی رشت است، در این محل واقع است)
- نقره دشت
- ضیابری
- استادسرا
- پاسکیاب
- سرخه بنده
- آتشگاه (آتشگاه بیستون)
- صیقلان
- کیاب
- سبزه میدان (آرامگاه استاد ابراهیم پورداود در این محل واقع است)
- شهرداری
- معلم
- گلسار
- بوسار
- پیربازار
- فخب
- پل عراق
- خیابان سام(رشت)
- استخر
- دو برادران (چهار برادران)
- خواهر امام
- رشتیان (رشت)
- سلیمان داراب
- تازه آباد
- منظریه رشت
- احمد گوراب
- فلکه گاز
- جاده لاکان
- دروازه لاکان
- پل طالشان
- مسکن مهر یا شهرک مهر رشت
- باهنر
- جماران (خیابان شهید قربان‌زاده)(محله‌ای است مقابل خیابان ولیعصر (عج) و موازی با رودخانه گوهررود)
- نیروی دریایی
- آفخرا (آقا فخرا)
- آج بیشه (حاجی بیشه)
- شهرک قدس
- سنگ سازی
- استقامت
- نخودچر
- عینک
- پاسکیاب
- حمیدیان
- پسیخان
- پارس گاز
- پیرکلاچاه
- دارسازی (داروسازی)
- پاکت سازی
- آب آسیاب یک محله قدیمی واقع در بلوار امام علی که تا ابتدای جاده سنگر و مدرسه سمیه سابق ادامه دارد.
- توتدار یک محله قدیمی در بلوار امام علی که امروزه کوی زمان نامیده می‌شود.

### رودخانه‌ها
در رشت دو رودخانه گوهررود و زرجوب جریان دارد که یکی در شرق و دیگری در غرب این شهر قرار گرفته‌اند. این دو رودخانه در حوالی ناحیهٔ پیر بازار رشت به یکدیگر رسیده و سپس وارد تالاب انزلی می‌شوند.
رودخانه زرجوب
این رودخانه که در شرق شهرستان رشت جاریست با نام‌های صیقلان‌رود، سیاه‌رود، کلاشه رودبار و نهر بوسار خوانده می‌شود. این رودخانه که در سر راه رشت به قزوین - رشت به لاهیجان و رشت به پیر بازار واقع شده است از کوه‌های کم ارتفاع هزار مرز، نیزه سر، جکلوندان و کچا که در جنوب شهرستان رشت قرار دارند، سرچشمه گرفته و پس از طی مسیر ۴۳ کیلومتر به تالاب انزلی سرازیر می‌شود. این رودخانه بنا به نقشه سال ۱۳۳۲ خورشیدی، پس از ورود به رشت به سه راه باقرآباد رسیده و از آنجا به دو شاخه تقسیم شده که یک شاخه آن به سمت شمال و در موازات جاده پیر بازار در جریان بود و دیگری به زمین‌های گود و مزارع و باغات منطقه گلسار سرازیر می‌گشت که پس از احداث خیابان سعدی از بین رفت.
رودخانه گوهررود
گوهر رود که از کوه‌های چوماچا سرچشمه می‌گیرد در داخل شهر رشت به رود چمارسرا معروف است. گوهر رود و سیاهرود در منطقه‌ای به نام کماکل به هم پیوسته و با نام رود پیربازار به تالاب انزلی سرازیر می‌گردند

### آب و هوا
|                   | ژانویه | فوریه | مارس  | آوریل | مه   | ژوئن | ژوئیه | اوت  | سپتامبر | اکتبر | نوامبر | دسامبر |   |         |
| دمای بیشینه (°C)  | ۱۰٫۸   | ۱۰٫۹  | ۱۳٫۱  | ۱۹٫۰  | ۲۴٫۲ | ۲۸٫۳ | ۳۰٫۵  | ۲۹٫۹ | ۲۶٫۸    | ۲۱٫۷  | ۱۷٫۷   | ۱۳٫۶   | Ø | ۲۰٫۵    |
| دمای میانگین (°C) | ۸٫۵    | ۱۳    | ۱۷    | ۲۲    | ۲۵   | ۲۵   | ۲۳    | ۱۹   | ۱۴      | ۹     | ۶      | ۶      | Ø | ۱۵٫۶    |
| دمای کمینه (°C)   | ۱۹-    | ۵-    | ۰     | ۵     | ۱۴٫۲ | ۱۸٫۰ | ۲۰٫۲  | ۱۹٫۸ | ۱۷٫۲    | ۱۲٫۸  | ۸٫۳    | ۴٫۲    | Ø | ۱۱٫۱    |
|                   |        |       |       |       |      |      |       |      |         |       |        |        |   |         |
| بارش (mm)         | ۱۴۷٫۹  | ۱۱۹٫۲ | ۱۱۱٫۳ | ۶۱٫۶  | ۵۳٫۳ | ۳۸٫۷ | ۴۰٫۲  | ۷۳٫۸ | ۱۴۲٫۶   | ۲۳۰٫۲ | ۱۷۰٫۷  | ۱۶۶٫۰  | Σ | ۱٬۳۵۵٫۵ |
|                   |        |       |       |       |      |      |       |      |         |       |        |        |   |         |
| طول روز (ساعت)    | ۲٫۹    | ۲٫۶   | ۲٫۳   | ۳٫۸   | ۵٫۳  | ۶٫۸  | ۷     | ۵٫۵  | ۴٫۶     | ۳٫۶   | ۳٫۱    | ۲٫۸    | Ø | ۴٫۲     |
|                   |        |       |       |       |      |      |       |      |         |       |        |        |   |         |
| روزهای بارانی     | ۱۱٫۷   | ۱۰٫۷  | ۱۲٫۰  | ۱۳٫۳  | ۸٫۶  | ۷٫۷  | ۴٫۳   | ۳٫۷  | ۶٫۸     | ۱۲٫۳  | ۱۰٫۷   | ۱۱٫۴   | Σ | ۱۱۳٫۲   |
|                   |        |       |       |       |      |      |       |      |         |       |        |        |   |         |
| دمای آب (°C)      | ۱۶     | ۱۵    | ۱۶    | ۱۶    | ۱۹   | ۲۲   | ۲۴    | ۲۵   | ۲۴      | ۲۳    | ۲۰     | ۱۷     | Ø | ۱۹٫۸    |
|                   |        |       |       |       |      |      |       |      |         |       |        |        |   |         |
| رطوبت (٪)         | ۸۴     | ۸۵    | ۸۴    | ۸۰    | ۷۸   | ۷۴   | ۷۴    | ۷۷   | ۸۲      | ۸۶    | ۸۵     | ۸۵     | Ø | ۸۱٫۱    |

| ۱۹- |

| ۵- |

| ۰ |

| ۵ |

| ۱۴٫۲ |

| ۱۸٫۰ |

| ۲۰٫۲ |

| ۱۹٫۸ |

| ۱۷٫۲ |

| ۱۲٫۸ |

| ۸٫۳ |

| ۴٫۲ |

| ۱۹- |

| ۵- |

| ۰ |

| ۵ |

| ۱۴٫۲ |

| ۱۸٫۰ |

| ۲۰٫۲ |

| ۱۹٫۸ |

| ۱۷٫۲ |

| ۱۲٫۸ |

| ۸٫۳ |

| ۴٫۲ |

| بارش | ۱۴۷٫۹  | ۱۱۹٫۲ | ۱۱۱٫۳ | ۶۱٫۶  | ۵۳٫۳ | ۳۸٫۷ | ۴۰٫۲  | ۷۳٫۸ | ۱۴۲٫۶   | ۲۳۰٫۲ | ۱۷۰٫۷  | ۱۶۶٫۰  |
|      | ژانویه | فوریه | مارس  | آوریل | مه   | ژوئن | ژوئیه | اوت  | سپتامبر | اکتبر | نوامبر | دسامبر |

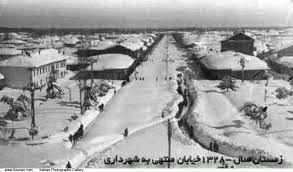
برف رشت سال ۱۳۲۸ (خیابان‌های منتهی به شهر داری)

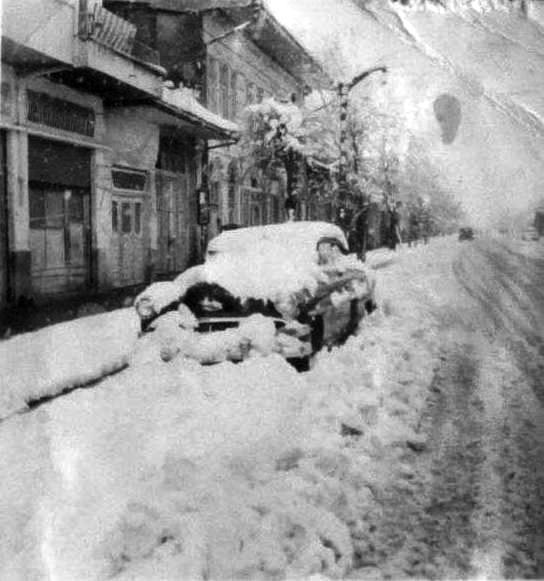
برف سال ۱۳۵۰ در رشت

رشت به سبب ریزش باران‌های ریز و یکریز (باران ریزه) به شهر باران‌های نقره‌ای لقب داده شده است. در اساطیر ایران باستان الهه باران تیشتر نام دارد و احتمال می‌رود واژهٔ رشت صورت تغییر یافته تیشتر باشد، چرا که آثار بازمانده از فرهنگ ایران باستان در گوشه‌هایی از فرهنگ بومی گیلان نمودهایی کم رنگ به جای گذاشته است.
بر اساس آمارهای منتشر شده از سوی سازمان هواشناسی، متوسط بارندگی در سال ۱۳۵ روز است. کمترین بارندگی در ماه‌های تابستان به خصوص مرداد و بیشترین ان در پائیز به ویزه مهر و آبان می‌باشد؛ ولی این امر ثابت نیست و گاهی ماه‌های فروردین، آبان، دی، بهمن و اسفند دارای بیشترین میزان بارندگی در سال می‌باشد.
باران‌های مداوم در رشت و گیلان، مردم این منطقه را وادار نمود، که در ساخت بام‌های خود از پوشش مناسبی بهره گیرند و بهترین و مناسب‌ترین پوششی که برای بام‌های خود اختیار کرده‌اند، استفاده از سفال بوده است، به‌طوری‌که این شهر در سال‌های نه چندان دور به شهر بام‌های سفالی مشهور بوده است.
روایات مسافران و جهانگردان از آب و هوای شهر رشت
همه جهانگردان و مسافرانی که از رشت دیدن کردند، عمدتاً از رطوبت هوا و باران‌های آن مطالبی گوناگون نوشته‌اند.
گرببایدوف، سفیر روسیه در دوران قاجار، در نامه‌ای دربارهٔ رطوبت هوای رشت می‌نویسد: «رطوبت به قدری زیاد است، که حتی از درز ساعت هم عبور کرده و فنر ساعت زنگ می‌زند»
هم چنین مظفرالدین‌شاه قاجار در اولین سفری که به اروپا داشته، در سفرنامهٔ خود دربارهٔ باران رشت می‌نویسد: «صبح از خواب برخاستم. دیگر از دست باران نمی‌دانم چه بنویسم. از یک ساعت به غروب مانده تا الآن که از خواب برخاستم، متصل باران می‌بارد و معرکه می‌کند»

#### بارندگی
آب و هوای رشت معتدل و مرطوب است. میانگین سالانه بارندگی در این شهر ۱۳۳۷٫۵ میلی‌متر می‌باشد رشت دارای رتبهٔ اول میزان بارش مراکز استان‌های ایران و به شهر باران شهرت دارد. کم‌باران‌ترین سال طی ۵۰ سال اخیر سال ۱۹۷۱ با ۹۵۷٫۸ میلی‌متر و پرباران‌ترین سال طی این مدت سال ۱۹۷۲ با ۱۹۶۷٫۶ میلی‌متر بارندگی می‌باشد. تعداد روزهای بارندگی در رشت ۱۳۸ روز می‌باشد و حداکثر بارندگی در ۲۴ ساعت در مدت آماری ثبت شده، به میزان ۱۷۰ میلی‌متر در تاریخ ۱۹ مهر ۱۳۶۲ ثبت شده است. بارندگی‌ها در رشت بر پایه رژیم بارشی سواحل دریای خزر، عمدتاً متأثر از سامانه‌های پرفشار شمالی است.

#### ریزش برف
بر اثر ارتفاع کم شهرستان رشت از سطح دریا، ریزش برف‌های سنگین کمتر اتفاق می‌افتد و اگر هم سامانه بارشی باعث بارش برف شود ماندگاری آن معمولی است. نتیجهٔ آمارگیری در مورد ریزش برف در رشت نشان می‌دهد، که در رشت به‌طور متوسط در سال ۹ روز(۲ روز در دی و ۴ روز در بهمن و ۲ روز در اسفند و ۱ روز در بقیه ماه‌های سال) برف باریده است.
با وجود این آمارهای، گاه اتفاق می‌افتاد که گیلان و رشت مورد حملهٔ استثنایی سرمای قطبی مرکز پرفشار سیبری، یا مراکز پرفشار قطبی روسیه قرار می‌گیرد که به برف تاریخی زمستان ۱۳۲۸ می‌توان اشاره کرد، که گاهی تا ۲ متر اندازی‌گیری شده که از نظر مردم رشت به پیله برف (برف بزرگ) خوانده شده است؛ یا برف زمستان ۱۳۵۰ که ارتفاع آن در رشت تا حدود ۲ متر (و حتی بیشتر) رسید.
برف بهمن ۸۳ رشت:  ازجمله بی‌سابقه‌ترین نزول برف سنگین در رشت، برف بهمن ماه ۱۳۸۳ است که خسارت‌های زیادی به اماکن مسکونی، کارخانجات و مراکز عمومی وارد ساخت. بارش این برف از شامگاه روز یکشنبه ۱۸ بهمن آغاز شد و تا بامداد روز جمعه ۲۳ بهمن ادامه داشت و به گفتهٔ منابع خبری ارتفاع آن به۲ تا ۳ متر رسید و یکی از بی‌سابقه‌ترین بارش برف در دهه‌های اخیر بوده به‌طوری‌که از سوی مطبوعات و مسئولان به بحران سفید نام گرفت.
برف بهمن ۹۸ رشت:  ازجمله برف‌های سنگین رشت بوده است. که ارتفاع آن ۱ تا ۱/۵ متر بوده است.
کل خسارت وارده از سوی مقامات وقت استان ۳۳۳ میلیارد تومان برآورد شد

#### دما
میانگین سالانه دمای هوا در رشت ۱۶٫۰ درجه سانتیگراد است. میانگین حداکثر سالانه دمای هوا ۲۰٫۶ و میانگین حداقل سالانه آن ۱۱٫۴ درجه می‌باشد. اختلاف حداکثر و حداقل دمای سالانه آن (اختلاف دمای شبانه‌روزی) ۹٫۲ درجه است. حداقل دمای گزارش شده ۱۹- درجه در ۳۰ دی ۱۳۴۲ و ۱۸- درجه در ۱۴ بهمن ۱۳۵۰ و حداکثر دمای گزارش شده ۴۰ درجه در ۲۳ شهریور ۱۳۷۵ می‌باشد.

## مردم و فرهنگ

### روز رشت
در سال ۱۳۹۴، ۱۲ دی ماه روزی که رشت در بیش از ۴٬۵ سده پیش به عنوان مرکز سیاسی گیلان انتخاب گردید به عنوان روز رشت در تقویم رسمی کشور درج شد.

### جمعیت
شهر رشت پرجمعیت‌ترین شهر شمال کشور و  ازجمله کلانشهرهای ایران است. مطابق نتایج سرشماری سال ۱۳۹۰ جمعیت شهر رشت ۶۳۹٬۹۵۱ نفر بوده است.
بر اساس سرشماری رسمی در سال ۱۳۹۵، جمعیت آن ۶۷۹٬۹۹۵ نفر بوده است. جمعیت شناور ثابت روزانهٔ شهر رشت به‌عنوان مادرشهر استان گیلان بالغ بر ۱٬۲۰۰٬۰۰۰ نفر است. جمعیت این شهر در تعطیلات و ماه‌های گردشگری سال بالغ بر دو میلیون نفر است. رشت فشرده‌ترین شهر ایران به لحاظ نسبت جمعیت به وسعت است و ازلحاظ نسبت جمعیت در روز و شب نیز رتبه نخست کشور را دارد.
| مردان  | سن           | زنان   |
| ------ | ------------ | ------ |
| ۲۹۷    | بالای ۸۵ سال | ۴۳۱    |
| ۱٬۰۶۲  | ۸۰–۸۴        | ۱٬۲۹۲  |
| ۲٬۲۵۶  | ۷۵–۷۹        | ۲٬۶۵۶  |
| ۴٬۱۲۷  | ۷۰–۷۴        | ۴٬۰۴۹  |
| ۵٬۳۶۱  | ۶۵–۶۹        | ۶٬۱۱۷  |
| ۷٬۳۵۹  | ۶۰–۶۴        | ۷٬۵۸۸  |
| ۱۰٬۹۳۹ | ۵۵–۵۹        | ۱۱٬۰۴۷ |
| ۱۷٬۱۸۹ | ۵۰–۵۴        | ۱۵٬۹۱۸ |
| ۲۱٬۵۰۶ | ۴۵–۴۹        | ۲۲٬۱۰۲ |
| ۲۵٬۵۳۴ | ۴۰–۴۴        | ۲۵٬۵۱۵ |
| ۲۸٬۳۳۸ | ۳۵–۳۹        | ۲۸٬۴۷۴ |
| ۲۷٬۵۱۰ | ۳۰–۳۴        | ۲۷٬۸۰۶ |
| ۳۲٬۸۶۳ | ۲۵–۲۹        | ۳۴٬۳۸۹ |
| ۳۷٬۹۲۷ | ۲۰–۲۴        | ۴۰٬۲۲۰ |
| ۳۲٬۶۹۴ | ۱۵–۱۹        | ۳۶٬۲۰۶ |
| ۲۶٬۶۶۴ | ۱۰–۱۴        | ۲۶٬۷۳۳ |
| ۲۰٬۳۷۰ | ۵–۹          | ۱۹٬۵۵۶ |
| ۲۰٬۰۶۹ | ۰–۴          | ۱۹٬۰۳۳ |

### زبان
در شهر رشت لهجه‌های گوناگون از گویش بیه‌پس از زبان گیلکی و فارسی معیار رایج است.
برخی گیلکی را به نام پهلوی خوانده‌اند. حمدالله مستوفی قزوینی می‌نویسد: «در تالش گشتاسفی که بخشی‌ست در مجاورت دریای خزر و نزدیک «سالیان»، زبان‌شان به پهلوی به جیلانی (گیلانی) باز بسته است.». مستوفی پهلوی را شبیه و وابسته به گیلکی می‌داند. زبان رسمی جلسات شورای شهر رشت گیلکی است.

### قومیت
مردم شهر رشت، گیلک هستند.
گیلک یا همان گیل به زبان پهلوی «گل=Gel» و به تازی «الجیل» ثبت شده است، در نیمه اول سده میلادی از طرف «کاپوس پلینوس» با نام «گلای Gelaee» معرفی شده است. خودزکو در کتاب تاریخ گیلان، به نقل از پلین-و-دوسنت کروآ و دنیس لوپری یه ژت قوم گیل را از اخلاف کادوس قدیم معرفی می‌کند؛ که از زمان ژوستینین امپراتور روم پس از دفع حمله آماردها بر ارتفاعات شرقی گیلان مسلط شده‌اند. دربارهٔ سلاح این قوم نیز گفته است عبارت بود از سپر و نیزه و شمشیری که از شانه آویزان می‌شد و سه زوبین و یک خنجر که به دست چپ می‌گرفتند. اریستوفن اقوام جنوب خزر را چنین معرفی می‌کند: از شرق به غرب هیرگانیان – مردها – اناریاکان – کادوس – آلبانی – کاسپی – اوتیان. استرابون، جغرافی‌دان عهد قدیم که در فاصله ۴۰ قبل از میلاد تا ۴۰ بعد از میلاد می‌زیسته و در کتاب ۱۱ فصل ۸ خود آورده است که: در نواحی شمالی کوه «پراخواتراس=همان سلسله البرز که حائل بین نجد ایران و گیلان و مازندران است» اقوام گلای Gelaee و کادوس (به زبان یونانی باستان: Καδούσιοι) و (به انگلیسی: Cadusii) و ماردی و بعضی قبایل گرگانی زیست می‌کنند؛ و بدین ترتیب جایگاه گیل – گیلان را نشان می‌دهد.

### مذهب

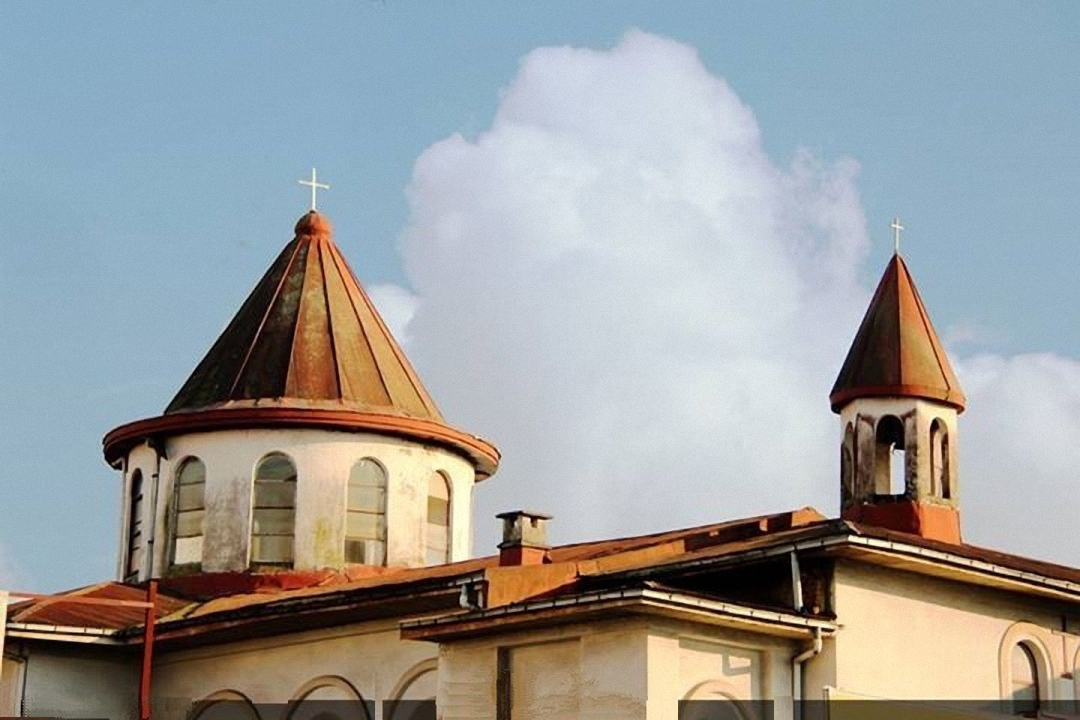
کلیسای مسروپ مقدس در رشت

پیش از ورود اسلام به ایران، گروهی از شهروندان گیلان زرتشتی و گروهی دیگر بی‌دین بودند. با وجود دو کشیش مسیحی در گیلان و دو کشیش دیگر در ری و طبرستان، آئین مسیحیت پیروان چندانی را در منطقهٔ گیلان به خود جذب نکرد. پس از شکست ایرانیان در قادسیه، چهار هزار نفر از سربازان دیلم تصمیم گرفتند به اسلام روی آورند و به عرب‌ها در جنگ جلولا کمک کنند، به همین سبب با مسلمان‌ها در کوفه مستقر شدند.
از آن به بعد کسانی که از طرف خلیفه بغداد تحت شکنجه و تعقیب بودند می‌توانستند در گیلان پذیرایی شوند.
مذهب گیلک‌ها که بیشترین جمعیت شهر رشت را تشکیل می‌دهند، شیعه می‌باشد؛ ولی تعدادی اقلیت مذهبی از سال‌های بسیار دور در کنار دیگر مردم رشت زندگی می‌کنند.

### فرهنگ
گیلان سرزمینی با تنوع قومی و گویشی است و با این‌که از نظر وسعت جغرافیایی از کوچک‌ترین استان‌های کشور است، تنوع فرهنگی در آن، بیش از هر جای دیگر ایران دیده می‌شود. سده‌های متمادی است که اقوام مختلف در شهر رشت و مناطق دیگر گیلان همزیستی مسالمت‌آمیزی با هم دارند و این همزیستی، فرهنگ مشترکی را پدیدآورده و در عین حال این اقوام ویژگی‌های قومی و گویشی خود را حفظ کرده‌اند. این فرهنگ غنی خود را در آداب و سنت‌های مردم گیلان بروز داده است. آیین‌هایی مانند نوروزخوانی٬عروس گوله که پس از گذشت سال‌ها همچنان در میان مردم گیلان و حتی جوامع مدرن شهری مانند رشت نیز دیده می‌شوند مؤید این پشتوانهٔ فرهنگی عمیق است.
عباس مسعودی مؤسس قدیمی‌ترین روزنامهٔ ایران یعنی روزنامهٔ اطلاعات در سفری که در نوروز ۱۳۰۷ خورشیدی به گیلان و رشت نموده و گزارشی از این سفر را در روزنامهٔ اطلاعات به چاپ رسانده دربارهٔ علاقه مردم منطقه بر اعتلای فرهنگ و تجدد می‌نویسد:
«حسن تجدد خواهی و فکر آزادی طلبی و معارف پروری در مردمان این شهر (رشت) تا حدی یعنی تقریباً ۲۰ سال زیادتر از ما (تهرانی‌ها) وجود دارد. اهالی رشت از هر فکر روشن و باز و از هر موضوعی که بوی آزادی و ترقی و آبادانی از آن استشمام شود با آغوش باز استقبال می‌کنند. من یقین دارم اهالی رشت یعنی بیشتر مردم این شهر، از نظر تجدد و فکر ترقی خواهی نزدیک به ۲۰ سال از ما تهرانی‌ها جلو هستند.»
نیما یوشیج بنیان‌گذار شعر معاصر فارسی که از سال ۱۳۰۸ تا اواخر ۱۳۱۱ در شهرهای گیلان بکار معلمی اشتغال داشته، ضمن برشمردن خصوصیات مردم گیلان، روحیه تجدد خواهی و علم دوستی آن‌ها را ستوده و در نامه‌ای خطاب به استاد ذبیح اله صفا در این مورد نوشته: «اگر چه رشت یک شهر تجارتی است اما اهالی میل دارند سربلند باشند، خط پیشرفت را وجدان به فکر آن‌ها داده است، حتی دهاتی‌های آن‌ها که از هیئت آن‌ها متأثر می‌شوم، نزدیک به افکار و احساسات شهری افکار و احساساتی دارند. متمدنین آن که شهری باشند علم و هنر را به غارت می‌برند مثل این که آن‌ها را تعاقب کرده‌اند.»

## اماکن تاریخی

### بناها
شهر رشت با توجه به قدمت دیرینهٔ خود جایگاه بناهای تاریخی بسیاری است  ازجمله مهم‌ترین آن‌ها میدان شهرداری رشت است که شامل ساختمان شهرداری و برج ساعت آن که نماد شهر رشت می‌باشد و نیز موزه پست و ساختمان قدیمی هتل ایران است. مجموعه بناهای میدان شهرداری رشت در اوایل سلطنت رضا شاه پهلوی (۱۳۰۴–۱۳۲۰ ه‍.ش) احداث شده است. برج ساعت شهرداری که نماد شهر رشت محسوب می‌شود، به هنگام وقوع زلزله مهیب و ویرانگر گیلان در سال ۱۳۶۹ ویران شده بود که چندی بعد به صورت سابق بازسازی گردید. از دیگر بناهای تاریخی عبارتند از:
- مجموعه شهرداری
- عمارت پست میدان شهرداری رشت
- ساختمان هتل ایران سابق
- عمارت کلاه فرنگی
- خانه میرزا کوچک‌خان
- خانه میرزا خلیل
- آرامگاه میرزا کوچک‌خان
- کتابخانه ملی رشت
- خانه میرزا خلیل (ساختمان استانداری سابق)
- عمارت نوبل[۹۱]

### مساجد

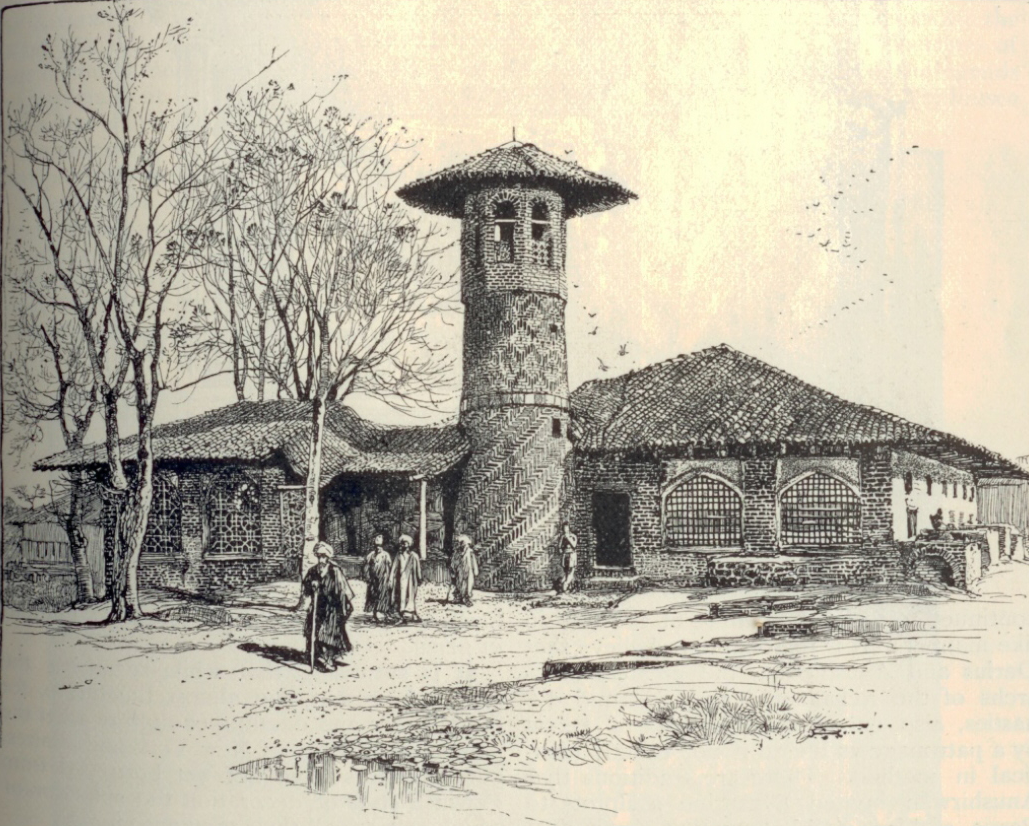
مسجد سفید از قدیمی‌ترین مساجد در رشت در سال ۱۸۸۶میلادی

مسجد سفید از قدیمی‌ترین مساجد شهر رشت محسوب می‌شود و در یکی از محلات قدیمی شهر که به همین نام معروف است واقع شده است. حسن بیک روملو این مسجد را مسجد سفید خوانده است و می‌نویسد که شاه اسماعیل هنگام فرار از اردبیل به گیلان چند روزی را نزدیک این مسجد گذرانده است و همچنین احتمال می‌رود که پس از کشته شدن محمدباقر میرزا معروف به شاه صفی نام «سفید» به مرور زمان پس از قتل او در جوار این مسجد به مسجد صفی تبدیل شده باشد.
چاه صاحب الزمان (چاه صفی) چاهی است در این مسجد که مردم به دیده احترام به آن می‌نگرند. شب‌های جمعه بر سر این چاه می‌آیند و نامه‌هایی را که برای حضرت قائم نوشته‌اند در آن چاه می‌اندازند. پس از انداختن نذرها در چاه آب آن را برای تبرک و ادامه سلامتی با خود می‌برند و می‌نوشند.
برخی از دیگر مساجد تاریخی شهر رشت عبارتند از:
- مسجد حاج سمیع
- مسجد کاسه فروشان
- مسجد گلشن
- مسجد زرگران
- مسجد بادی الله
- مسجد حاج صمد خان
- مسجد جامع

### خانه‌ها
رشت به مانند بسیاری از شهرهای بزرگ و معروف کشور از تعدادی از خانه‌های تاریخی بهره می‌برد که هم‌اکنون به جاذبه‌های گردشگری این شهر تبدیل شده‌اند.
خانه ابریشمچی، خانه قدیری و خانه حاج میرزا خلیل رفیع  ازجمله خانه‌های تاریخی رشت هستند.
- خانه ابریشمچی در ضلع جنوب شرقی میدانی به نام صیقلان و در انتهای کوچه شاعری قرار دارد. قدمت خانه به دوران قاجاریه بر می‌گردد و گویا متعلق به حاج میرزا اسماعیل حاکم رشت در دوران ناصرالدین شاه است. علت آن که این خانه به خانه ابریشمچی معروف شده است فروش آن به فردی به این نام از سوی وراث حاکم بوده است. خانه ابریشمچی دو طبقه و بیش از ۶۵۰ متر مربع زیربنا دارد و علاوه بر بهره‌گیری از معماری قاجاری، متناسب با آب و هوای منطقه باران خیز رشت ساخته شده است.
- خانه قدیری مربوط به دوران پهلوی است که در شرق سبزه میدان واقع شده است. اسکلت و سازه این خانه از چوب و متعلق به محمدولی خان تنکابنی، سپهدار و حکمران رشت بوده است. سقف خانه لمبه کوبی شده است و از بیرون که به آن نگاه می‌کنی دارای پوشش سفالی و در و پنجره چوبی است. چند سال پیش *خانه قدیری طعمه حریق شد و تمامی تزئینات آن از بین رفت، اما دوباره بازسازی شد.  درحال حاضر این بنای تاریخی به عنوان پژوهشکده میراث فرهنگی مورد استفاده است و دارای کتابخانه‌ای با کتب تخصصی مرمت، معماری، تاریخی، گردشگری و سایر زمینه‌ها بوده که تا حد زیادی پاسخگوی دانشجویان و اندیشمندان است.
- خانه حاج میرزا خلیل رفیع دیگر خانه تاریخی رشت است که از مبارزان مشروطه طلب رشت بود. این خانه تاریخی در خیابان استاد مطهری رشت واقع شده است. حاج میرزا خلیل رفیع را اولین شهردار رشت می‌دانند که البته در دو مقطع این سمت را به دست آورده است. حاج میرزا اول بار در سال ۱۳۲۷ هجری قمری پس از تصرف رشت توسط مشروطه طلبان، شهردار رشت می‌شود، اما پس از مدتی با تصرف رشت توسط قوای روس بازداشت و تبعید می‌گردد. دومین بار که وی شهردار رشت می‌شود مقارن با نهضت جنگل است.

خانه مزبور در سال ۱۲۸۵ هجری شمسی به دستور وی ساخته شده است. جالب است بدانید که چوب‌های به کار رفته در این بنا از روسیه و توسط کشتی به ایران آورده شده است. این خانه اکنون در اختیار شورای شهر رشت قرار دارد.
از دیگر خانه‌های تاریخی رشت عبارتند از:
- خانه میرزا کوچک خان (خانه سردار جنگل)
- خانه رحمت سمیعی با قدمت صدو پنجاه ساله
- خانه کسمایی
- خانه آوانسیان
- خانه اشکوری
- خانه پورعباس
- خانه سید علی مقیمی
- خانه مؤسس بانک سپه «موسیو لئوپولد گُدار و خانواده اش» محله استادسرا نبش کوچه آتش‌نشانی

### ردپای تمدن‌های گذشته
در بررسی‌های میدانی باستان‌شناسان در جنوب شهر رشت، بقایای یک گورستان با قدمت بیش از سه‌هزار سال کشف شد. این یافته‌ها نشان‌دهنده سکونت انسان در جلگه‌های گیلان از هزاره اول پیش از میلاد تا دوره‌های اشکانی، ساسانی و اسلامی است. 
این آثار در محدوده‌ای حدود ۱۵ کیلومتری مرکز استان گیلان و در جنگل‌های هیرکانی واقع شده‌اند. به گفته ولی جهانی، مدیرکل میراث فرهنگی، گردشگری و صنایع دستی گیلان، این کشفیات بیانگر مهاجرت انسان‌های اولیه از سمت رودبار به جلگه‌های گیلان و به ویژه شهرستان رشت است. رودخانه سپیدرود نیز نقشی کلیدی در شکل‌گیری تمدن و فرهنگ این منطقه داشته است. 
با وجود شواهد موجود،  به‌دلیل عدم انجام کاوش‌های گسترده، مستندات دقیقی برای تأیید دقیق تاریخ منطقه در دست نیست. جهانی تأکید کرد که مطالعات بیشتری برای اثبات سکونت انسان در این ناحیه از حدود ۳۵۰۰ سال پیش از میلاد مورد نیاز است. 
کشف گورستان‌ها همراه با آثار و بقایای انسانی، گواهی بر تاریخ کهن گیلان و وجود تمدن‌های پیش از اسلام در این استان است. این یافته‌ها فرصتی جدید برای پژوهش در تاریخ و تمدن منطقه، به ویژه جلگه گیلان، فراهم کرده است. 

## سیاست

### نهاد استانداری

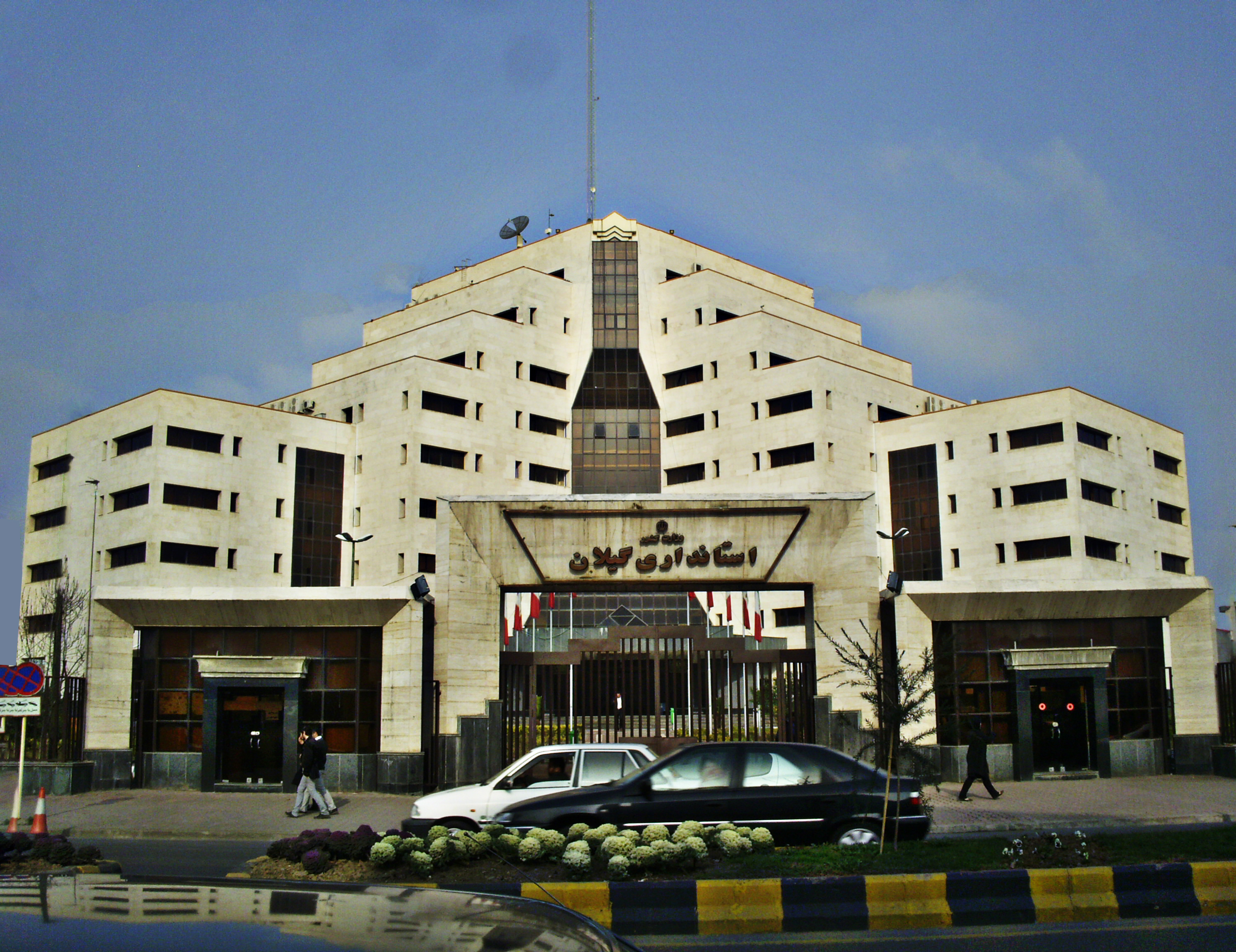
ساختمان استانداری گیلان در رشت

شهر رشت از سال ۱۰۰۴ هـ. ق به فرمان شاه‌عباس مرکز استان گیلان شد از این زمان به بعد علی‌رغم کشمکش‌های گوناگون با حکومت‌های مرکزی ایران و همچنین کشمکش‌های درون گیلان رشت همواره مرکز گیلان و اقامت گاه والی گیلان بود در سال ۱۳۰۴ با انتصاب امیراصلان خواجه نوری (نظام الدوله) به سمت استانداری گیلان اولین بار لفظ استاندار برای حاکم گیلان به کار گرفته شد. همچنین در زمان اولین تقسیم‌بندی استانی کشور که در ۱۹ دی ۱۳۱۶ خورشیدی، با اصلاح قانون تقسیم‌بندی کشوری اعمال شد. استان یکم یکی از ۱۰ استان ایران به مرکزیت رشت بود. این استان شامل شهرهای زنجان، قزوین، ساوه، سلطان آباد، رشت و شهسوار می‌بود.

### نهاد شهرداری
شهرداری رشت، سازمانی است دولتی که در ۱۲۸۶ خورشیدی تأسیس شد و مسئولیت اداره این کلانشهر را به عهده دارد. مدیریت این سازمان با شهردار رشت است که از طریق آرای شورای شهر رشت انتخاب می‌شود و حکم وی توسط وزیر کشور ابلاغ می‌شود. شهرداری رشت، شامل ۵ منطقه است که اداره مناطق شهری رشت به عهده شهردار منطقه می‌باشد و هر منطقه شامل چند ناحیه شهری است شهر رشت دارای ۱۵ ناحیه شهری می‌باشد. شهرداری رشت متشکل از ۵ معاونت است و۱۳ سازمان زیر مجموعه دارد.

### کنسولگری

#### روسیه
کنسول‌گری فدراسیون روسیه در رشت نمایندگی دیپلماتیک روسیه در رشت، استان گیلان ایران است.  درحال حاضر ماکسیم آناتولییویچ بارانوف سرکنسول و آقای آندرئی الکساندروویچ آلنکین معاونت این سرکنسولگری را بر عهده دارند و حوزه فعالیت آن در پنج استان گیلان، مازندران، گلستان، اردبیل و آذربایجان شرقی است. این کنسولگری روزانه پذیرای متقاضیان روادید است.

#### تاریخچه
در زمان قاجار، به موازات توسعه اقتصادی میان ایران و روسیه، تجارت نوغان و سایر محصولات گسترش پیدا کرد. به این ترتیب رشت در سده ۱۹ میلادی به دروازه اروپا بدل شد. گریگوری والریانویچ ملگونف، سیاح روس که سال ۱۲۷۵ هجری قمری به رشت سفر کرده بود، در خاطرات خود نوشته است که این شهر در آن روزگار دارای ۵۴۶ خانه، ۱۰۲۱ مغازه و ۲۷ هزار و ۳۱۴ نفر جمعیت بوده است.
در این زمان اعتبار سیاسی رشت به حدی بود که دولت‌های روسیه، بریتانیا و عثمانی در شهر رشت کنسولگری داشتند.

## اماکن تفریحی رشت

### بوستان‌ها

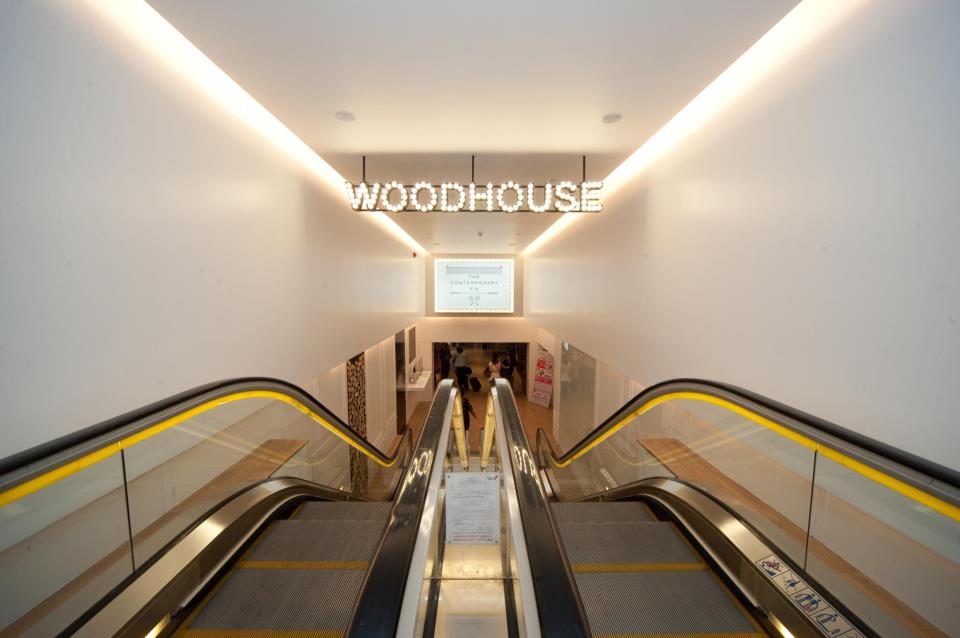
خانه محلی در بوستان ملت رشت

شهر رشت داری ۴۰ بوستان فعال است که بسیاری از آن‌ها مانند سبزه میدان دارای قدمت تاریخی‌اند. از این تعداد ۱۰ بوستان در منطقه یک، ۷ بوستان در منطقه دو، ۱۱ بوستان در منطقه سه و۱۲ بوستان در منطقه چهار شهر رشت قرار دارند؛ و منطقه ۵ فاقد بوستان است. سرانه فضای سبز رشت کمتر از میانگین و استاندارد کشوری و حتی شهرهای کویری ایران کمتر است. در سال‌های اخیر از سوی شهرداری رشت بخش اول بوستان مفاخر این شهر برای افزایش سرانه فضای سبز احداث شده و بهس دوم این بوستان با توجه به قرار گرفتن چند خانه سازمانی اداره جنگل‌ها و مراتع علی‌رغم وجود مصوبه دولت قابل استفاده برای عموم مردم نیست. پارک ۴۰۰ هکتاری لاکان از دیگر وعده‌های استانداری گیلان برای جبران فقر فضای سبز کلانشهر رشت است که تاکنون عملیات اجرایی آن آغاز نشده است.  ازجمله بزرگ‌ترین بوستان‌های شهر رشت عبارتند از:
- بوستان ملت
- باغ محتشم
- بوستان مفاخر
- بوستان کشاورز
- بوستان دانشجو

### سینماهای رشت
نخستین فیلم در ایران به سال ۱۳۱۱ ساخته شد. این فیلم صامت که «لآبی و رابی» نام داشت به کارگردانی آوانس اوگانیانس عرضه گردید که ابتدا در تهران و سپس در برخی از شهرهای گیلان نمایش داده شد.
یک سال بعد فیلم ناطق فارسی «دختر لُر» در بمبئی هندوستان ساخته شد. این فیلم در اغلب شهرهای ایران  ازجمله رشت روی پرده سینما آمد.
آغاز نمایش فیلم در گیلان به دهه ۱۲۹۰ خورشیدی یعنی تقریباً هم‌زمان با آغاز فعالیت هالیوود در آمریکا برمی‌گردد که متعاقب آن اندکی بعد اولین سینما در رشت تحت نام سینما ایران احداث گردید. در این دهه در سالن «اجتماعات فرهنگ» واقع در شمال غرب سبزه‌میدان رشت، هفته‌ای یک‌بار توسط شخصی به نام «الوش‌بیک» فیلم نمایش داده می‌شد. چندی بعد «کریشا مایاک» در این محل سینما ایران را تأسیس کرد.
این سینما دارای دو سالن تابستانی و زمستانی بود. قیمت بلیت ۱۰ شاهی، یک ریال و یک ونیم ریال بود. در سال ۱۳۳۶ خورشیدی پرده سینما به «سینماسکوپ» تبدیل شد.
سینما ایران تا سال ۱۳۴۵ خورشیدی به کار خود ادامه داد و در این سال تعطیل گردید.  درحال حاضر از محل آن به صورت پارکینگ استفاده می‌شود. سایر سینماهای رشت عبارتند از:
- سینما سپیدرود (سینما سهیلا سابق) <دارای دو سالن نمایش با فیلم مجزا>
- سینما ۲۲ بهمن (سینما شهر طلایی سابق)
- سینما میرزا کوچک (سینما آسیا سابق)
- سینما انقلاب (تعطیل شده)(سینما کوروش سابق)
- سینما آبشار (تعطیل شده)
- سینما سعدی (تعطیل شده)
- سینما قدس (تعطیل شده)
- سینما فلسطین (سینما مولن روژ سابق که آتش گرفت و بعد هم تعطیل شد)
- سینما صحرائی مایاک واقع در سبزه‌میدان رشت که هم‌اکنون سال‌هاست به یک پارکینگ خودرو در ورودی استادسرا تبدیل شده است)
- سینما سالار (تعطیل شده)
- سینما قصر زرین (تعطیل شده)

### هتل‌ها
امروزه رشت علی‌رغم گردشگرپذیر بودن با بحران هتل مواجه است و از حداقل‌های استانداردهای جهانی در این زمینه محروم است
کلانشهر توریستی رشت فاقد هتل ۵ ستاره گرید تاپ است و تنها یک هتل ۵ ستاره قدیمی گرید A و یک هتل ۴ ستاره و درمجموع دارای ۷ هتل و تعدادی مسافرخانه و مهمان‌پذیر است. هتل درنای رشت که عملیات اجرایی ساخت آن با استاندارهای اروپایی و اتاق‌های رویال در سال ۱۳۸۴ در بلوار ولیعصر آغاز شده و قرار بود یکساله به بهره‌برداری برسد با گذشت نزدیک به یک دهه نیمه کاره رها شده است.
هتل‌های شهر رشت عبارتند از:
| ستاره | آرم | نام            | تعداد اتاق | گرید          |
| ----- | --- | -------------- | ---------- | ------------- |
| ★★★★★ | -   | هتل بزرگ کادوس | ۹۹         | پنج‌ستاره عادی |
| T★★★★ | -   | هتل شبستان     | ۵۰         | چهارستاره تاپ |
| ★★★   | -   | هتل پردیس      | ۵۰         | سه ستاره عادی |
| T★★   | -   | هتل پامچال     | -          | دوستاره تاپ   |
| ★★    | -   | هتل اردیبهشت   | -          | دوستاره عادی  |
| ★     | -   | هتل کیوان      | -          | یک‌ستاره عادی  |

### نمایشگاه بین‌المللی رشت
محل موقت نمایشگاه بین‌المللی رشت در بلوار خلیج فارس رشت در فضای بالغ بر ۱۰۰۰۰ متر مربع می‌باشد، که در یک سالن یک شرکت ورشکسته واقع است.
وعده‌های مختلفی توسط مسئولان استان گیلان و شهر رشت برای احداث نمایشگاه بین اللملی استاندارد در رشت داده شده است که آخرین وعده توسط سازمان همیاری شهرداری‌های استان گیلان در بهمن ۱۳۹۲ برای احداث نمایشگاه، هتل، مجتمع تجاری و مسکونی در زمینی به مساحت ۱۲ هکتار در رشت اعلام شده است.

### موزه‌ها
شهر رشت با توجه به تاریخی بودن استان گیلان دارای موزه‌های جذاب و دیدنی است این موزه‌ها عبارتند از:
موزه سردار جنگل
- موزه رشت (تأسیس ۱۳۴۹ - واقع در خیابان بیستون)
- موزه میراث روستایی گیلان (جاده رشت - تهران)، ابتدای جاده سراوان به فومن

موزه علوم کشاورزی و منابع طبیعی
(مجموعه‌ای از ابزار آلات کشاورزی - موزه دولتی)
رشت، کیلومتر ۵ جاده تهران
موزه شهدا
(وسایل به جا مانده از شهدای دفاع مقدس-موزه بنیاد شهید)
رشت، میدان تاریخی سبزه میدان-گذر پیرسرا
موزه تاریخ طبیعی (اداره کل محیط زیست استان-موزه دولتی)
رشت، خیابان رسالت، ساختمان اداره کل محیط زیست استان گیلان
موزه تحقیقات بین‌المللی تاسماهیان ماهیان خاویاری (موزه دولتی)
رشت، بخش سنگر، روستای قاضیان

## آموزش

### عمومی

#### تاریخچه
گام‌های نخستین آموزش و پرورش در ایران پس از اسلام بر بنیان‌های دینی تکیه داشته و مساجد و مکتب‌خانه‌ها در آغاز مسیر این حرکت قرار داشتند.
مساجد نخستین جایی بود که برای آموزش مورد توجه قرار گرفت. در استان گیلان نیز مانند سایر نقاط کشور نخستین گام‌های آموزش از مساجد و مکتب‌خانه‌ها آغاز گردید. تأسیس مدارس جدید در رشت، پیش از برخاستن نغمهٔ مشروطه‌خواهی و از سال‌های نخست سلطنت مظفّرالدّین آغاز شد. در دوران هفت سالهٔ نهضت جنگل تعداد مدارس رشت افزایش یافت و در سایر نقاط گیلان نیز مدرسه دائر شد. البتّه این مدارس نهایتاً امکان آموزش تا پایان دورهٔ شش سالهٔ مقدّماتی را داشتند. هنوز جنگلی‌ها در گیلان کرّ و فر داشتند که برای نخستین بار دوره شش سالهٔ دوم تحصیلی یا دورهٔ متوسطه در این ایالت دائر شد. مدرسهٔ متوسّطهٔ نمرهٔ یک که بعدها مدرسهٔ شاهپور نام گرفت و امروزه دبیرستان شهید دکتر بهشتی خوانده می‌شود، در سال ۱۲۹۸خورشیدی در رشت و در محله سبزه‌میدان در عمارتی دائر شد که سال‌ها محل چند مدرسه ابتدایی با نام‌های مختلف بود. مدرسهٔ متوسّطهٔ نمره یک مدّتی هم به عمارتی در محلهٔ زیرکوچه منتقل شد.
پس از قدرت یافتن رضاشاه رشت از نخستین شهرهایی بود که از سال ۱۳۰۲ تغییرات اساسی و عمران و آبادی در آن صورت گرفت و صاحب خیابان‌های عریض و طویل و دارای پیاده‌رو و نیز عمارتهای و مهمان‌خانه‌های مدرن، مغازه‌های فروش البسه و امتعه اروپایی، اطفائیه (آتش‌نشانی)، سیستم نظافت شهر، کارخانه تولید برق، سینما و نظایر آن شد.

### مدرسه
رشت سومین شهر ایران بود که در آن مدرسه نوین ساخته شد.
نخستین مدرسه جدید در گیلان در سال ۱۳۱۴ ه‍.ق در زمان حکومت شعاع السلطنة در گیلان آغاز به کار کرد. در این مدرسه درس‌هایی مانند: زبان فرانسه، روسی، صرف و نحو، کلیات سعدی و قرائت قرآن تدریس می‌شد. پس از تأسیس نخستین مدرسه به سبک جدید مدارس دیگری نیز از سوی افراد و انجمنهای مختلف تأسیس گردید.
نخستین مدرسه دخترانه به نام «شمسیه» در سال ۱۳۲۷ ه‍.ق (یعنی پس از گذشت سیزده سال از تأسیس اولین مدرسه پسرانه) به کوشش شیخ علی طالقانی (تنها) تأسیس گردید.
اولین هنرستان گیلان نیز به نام «مدرسه فلاحت» به وسیله حاج میرزا حسن خان اسفند یاری (محتشم السلطنة) در سال ۱۳۲۵ ه‍.ق تأسیس گردید. مدیریت این مدرسه را میسو لافون فرانسوی بر عهده داشت و در آن به تدریس علوم کشاورزی و پرورش کرم‌ابریشم پرداخته می‌شد.
در این رهگذر برخی از خارجیان مقیم ایران و اقلیتهای مذهبی در گیلان مدارسی را بنیان نهادند. در سال ۱۲۹۰ ه‍.ق ارامنه مدرسه‌ای به نام «انوشیروان» در رشت بنا نهادند. مبلغین پروتستان آمریکایی مدرسه متوسطه پسرانه‌ای، در سال ۱۳۱۳ ه‍.ق در رشت تأسیس کردند و در پی آن آمریکایی‌ها در سال ۱۳۲۴ ه‍.ق مدرسه متوسطه دخترانه‌ای نیز تأسیس نمودند. هم‌زمان با شروع نهضت جنگل (۱۲۹۳–۱۳۰۰ ه‍.ش) مدارسی نیز از طرف جنگلی‌ها تأسیس گردید. جنگلی‌ها در مرامنامه خود، تحصیلات ابتدایی را برای کودکان اجباری نموده و تحصیلات متوسطه و عالی را برای افراد با استعداد مجانی و الزامی دانستند.

#### نواحی
در تیر ماه ۱۳۴۰ به علت گستردگی سطح مدارس حیات ادارهٔ آموزش و پرورش شهرستان رشت پایان گرفت ادارات آموزش و پرورش ناحیهٔ یک و دو رشت تأسیس گردید. از آن زمان به رغم رشد جمعیت، وسعت و گستردگی مدارس تغییری در سازماندهی آموزش عمومی رشت ایجاد نشده است.

### عالی
اولین مرکز آموزش عالی در گیلان، در سال ۱۳۴۴ خورشیدی، با گشایش آموزشگاه عالی پرستاری، آغاز به کار کرد و در پی آن، مدرسه عالی بازرگانی رشت، در سال ۱۳۴۶ خورشیدی  تاسیس گردیدند. سپس در سال ۱۳۵۳ مدرسه عالی بازرگانی تحت عنوان دانشگاه گیلان، در راستای قراردادی میان ایران و آلمان غربی، در سال ۱۳۵۳ خورشیدی، به فعالیت خود ادامه د از و از سال ۱۳۵۶ خورشیدی؛ کار خود را با پذیرش ۱۵۵ دانشجو در ۹ رشته، آغاز کرد. پس از انقلاب اسلامی ایران، مدرسه عالی مدیریت گیلان در لاهیجان و مدرسه عالی بازرگانی رشت، با دانشگاه گیلان، ادغام شدند.
شهر رشت فاقد دانشگاه صنعتی و دانشگاه تحصیلات تکمیلی دولتی می‌باشد و دارای ۲ دانشگاه دولتی، سه واحد دانشگاهی آزاد اسلامی، دانشگاه پیام نور، ۲ آموزشکده فنی دولتی و دانشگاه جامع علمی کاربردی تعدادی مؤسسه آموزش عالی غیردولتی به شرح زیر می‌باشد:
- دانشگاه گیلان
- دانشگاه علوم پزشکی گیلان
- دانشگاه آزاد اسلامی واحد رشت
- دانشگاه علوم و فنون دریایی امام خامنه‌ای[۱۱۵]
- دانشگاه آزاد اسلامی پردیس تحصیلات تکمیلی علوم و تحقیقات گیلان
- دانشگاه علم و فرهنگ شعبه رشت
- دانشگاه پیام نور مرکز رشت
- دانشگاه فرهنگیان رشت
- دانشگاه جامع علمی کاربردی واحد گیلان
- آموزشکده فنی و مهندسی شهید چمران رشت
- آموزشکده دخترانه دکتر معین رشت
- دانشگاه پیام نور مرکز رشت
- مرکز آموزش عالی راهبرد شمال
- مؤسسه آموزش عالی سردار جنگل
- مؤسسه آموزش عالی جابر بن حیان
- مرکز آموزش عالی احرار رشت
- مرکز آموزش عالی کادوس رشت
- مرکز آموزش عالی کوشیار رشت
- دانشکده سما رشت

### حوزوی

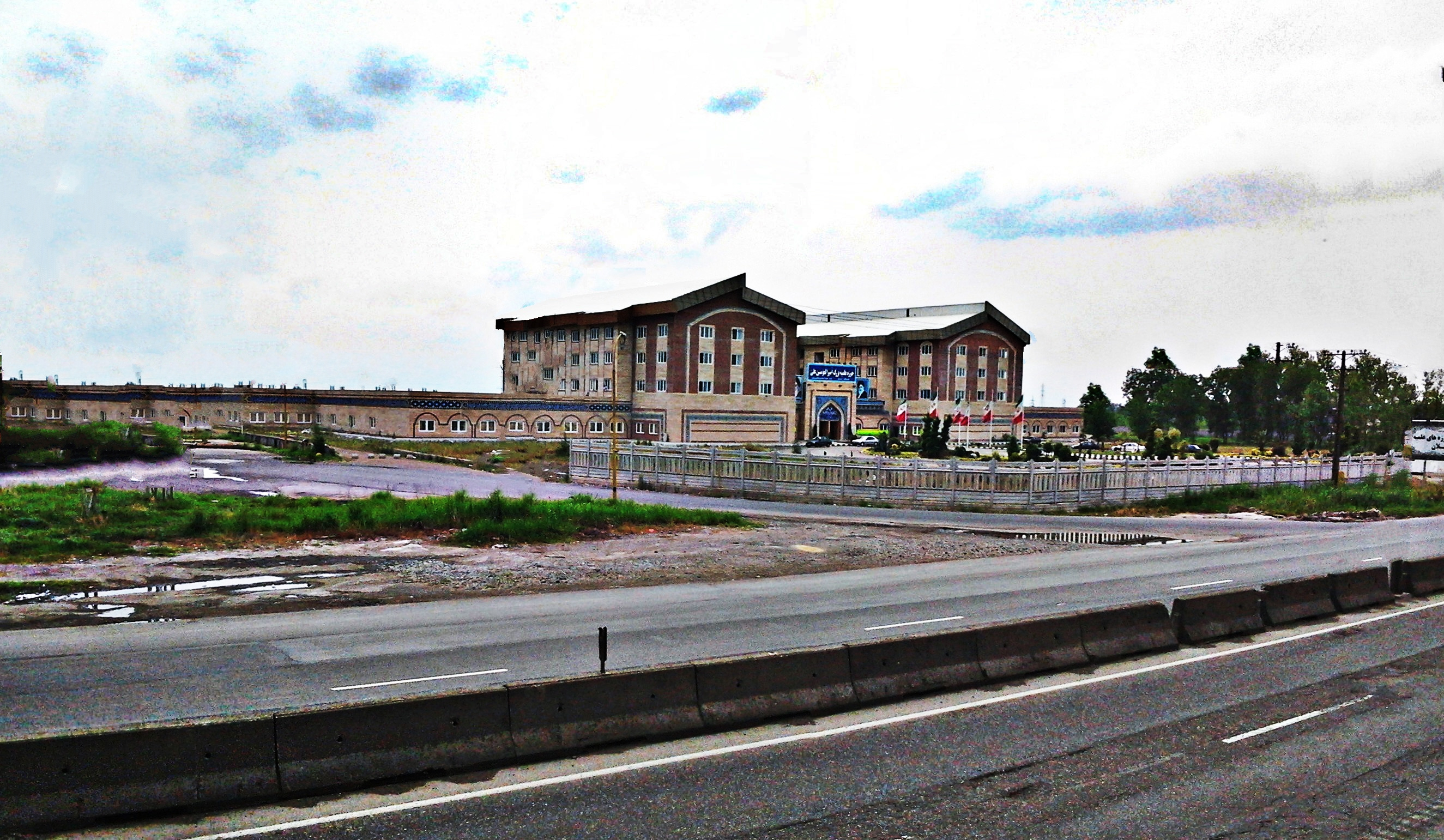
حوزه علمیهٔ امیرالمؤمنین رشت بزرگ‌ترین حوزه علمیهٔ خاورمیانه با زیربنای ۷۱۰۰۰ مترمربع (مجاور بزرگراه خلیج فارس) که برای تکمیل آن بودجه ۴۰۰میلیاردی درخواست شده است

در مورد آغاز فعالیت‌های دینی در شهر رشت تارخ دقیقی در دست نیست اما بسیاری از مشاهیر علم دین از دیار گیلان برخواستند به عنوان مثال سلار دیلمی صاحب کتاب معروف «المراسم العلویه فی الاحکام النبویه» که در اوایل سده پنجم بعد از فوت شیخ طوسی، مرجع علی الاطلاق شیعه در نجف بود، شاگرد سید مرتضی و شیخ مفید بود که بعد از رحلت شیخ، مرجعیت شیعه را عهده‌دار شد. وی که از راه حلب به ایران می‌آمد در خسروشاه تبریز بیمار می‌شود و در آنجا فوت می‌کند و قبرش در این شهر است. این مسئله حاکی از آن است که از اواخر سده چهارم عالمایی از این منطقه برخاسته‌اند. ابوالحسن کوشیار دیلمی، ریاضیدان و منجم معروف ایرانی و استاد ریاضیات و نجوم بوعلی سینا که در سده ششم کتاب وی به زبان چینی ترجمه و در چین تدریس می‌شد، اهل گیلان بود. میرزای قمی اهل شفت هستند، حاج سید محمدباقر شفتی معروف به «حجت‌الاسلام شفتی» بنیان‌گذار مسجد سید اصفهان از شفت است، ملا عبدالرزاق لاهیجی داماد ملاصدرا اهل لاهیجان است، حاج شیخ عبدالله مازندرانی که در اصل مازندرانی نیست و اهل دیوشل گیلان است و چون تحصیلات ابتداییش در مازندران بوده است به عنوان آقا شیخ عبدالله مازندرانی معروف است و هم‌اکنون خانواده‌اش در لاهیجان هستند، حاج شیخ شعبان دیویشلی، مجتهد معروف اهل لاهیجان است، شریف لاهیجی، صاحب «تفسیر شریف لاهیجی»، شیخ هاشم اشکوری که استاد محمدعلی شاه‌آبادی «استاد سید روح‌الله خمینی» بود که او هم شاگرد میرزا ابوالحسن جلوه بود و فلسفه ملاصدرا را از آن طریق به سید روح‌الله خمینی منتقل کرد، همگی از دیار گیلان بوده‌اند. وجود این افراد حاکی از آن است که تحصیل علم دین در گیلان سابقهٔ دیرین دارد و شهر رشت هم به عنوان شهر مهم این خطه از این مسئله مستثنی نیست.  ازجمله مهم‌ترین و تاریخی‌ترین حوزه‌های علمیه رشت عبارتند از:
- حوزه علمیه صالح آباد:حوزه علمیه صالح آباد چهره‌های علمی و فرهنگی زیادی را تربیت نموده؛ و به جهت تدرّس میرزا کوچک‌خان جنگلی (میرزا یونس) معروف به مدرسه میرزا کوچک نیز شده است. بانی اصلی مدرسه و مسجد حاج حسن آقا فرزند آقا احمد کلانتر بود؛ که به تأسیس و ساخت مدارس علوم دینی و مساجد و تکایا برای برگزاری سوگواری حسین بن علی رغبت داشت. طلاب حوزه علمیه صالح‌آباد از همان زمان جزء پیشروان راه آزادی بودند که  ازجمله آن‌ها می‌توان، از میرزا کوچک خان، حاج حسن کسمایی، محمد انشایی و سید حبیب‌الله مدنی نام برد. لازم است ذکر شود که مسجد و مدرسه حاج حسن تکیه‌ای داشته که به عنوان محل پذیرایی شاعران و عالمانی بوده که هر چند وقت وارد رشت می‌شدند و در آنجا سکونت می‌کردند. همچنین مسجد مدرسه صالح آباد در سال ۱۳۴۱ شمسی تعمیر و بازسازی شد. قدمت این مدرسه نزدیک به ۱۵۰ سال می‌باشد. در سال ۱۳۸۳ بر اثر برف شدید ساختمان مدرسه کاملاً تخریب شد و در سال ۱۳۸۸از اساس و پایه ساخته شد.
- حوزه علمیه خواهران رشت: مدرسه دینی خواهران رشت ۱۵۰ سال سابقه تاریخی دارد، البته این مدرسه در گذشته به نام حوزه خواهران نبوده، بلکه با نام مدرسه حاج سمیع خوانده می‌شد که در دورهٔ پهلوی آن را «شاهدخت» نامیدند این مدرسه با نظر محمدعلی شرعی، علی‌رغم مخالفت برخی از علمای منطقه و با استفتاء از رهبری، تخریب شد و هم‌اکنون  درحال نوسازی در سه طبقه است.[۱۱۶]
- حوزه علمیه امیرالمؤمنین رشت بزرگ‌ترین حوزه خاورمیانه[۱۱۷]:این حوزه با مساحت ۴۰ هکتار با زیربنای ۷۱ هزار مترمربع با اعتباری بالغ بر بیست و پنج میلیارد تومان با ۴ طبقه احداث شده است. فاز نخست این حوزه ۳۰۰ طلبه شامل ۱۵۰ طلبه داخلی و ۱۵۰ طلبه خارجی را پذیرش می‌کند. این حوزه با حضور جعفر سبحانی مرجع تقلید شیعیان، محمدی‌گلپایگانی رئیس دفتر سید علی خامنه‌ای، رسولی محلاتی، احمد مروی، محمدباقر نوبخت سخنگوی دولت، نمایندگان گیلانی مجلس شورای اسلامی، استاندار گیلان و جمع زیادی از علما و مدیران دستگاه‌های اجرایی استان گیلان در پنجم مهر ماه سال ۱۳۹۲ به بهره‌برداری رسید.[۱۱۸]

## اقتصاد

### بازرگانی
رشت از دیرباز یکی از بارزترین شهرهای گمرکی ایران بود. این شهر در قدیم تنها راه ارتباطی و بازرگانی ایران از طریق بندر انزلی به اروپا به‌شمار می‌آمد، از زمان شاه عباس دوم تا اواخر حکومت قاجار به شهر رشت مرکز تجاری بزرگی بوده است و کاروانهایی در این شهر برای خرید ابریشم توقف می‌کردند و کالاهای خود را از این طریق به بنادر دریای مدیترانه ارسال می‌داشتند. وجود کنسولگری روسیه و به دنبال آن، کنسولگری انگلیس در رشت باعث رونق اقتصادی و اجتماعی این شهر شد و یک نفر نماینده وزارت امور خارجه یا کارگزار و یک کنسول روس و یک معاون کنسول فرانسه و یک معاون کنسول انگلیس در این شهر بودند و جدای از حاکم رشت، کارگزار امور خارجه نیز از طرف دولت مرکزی در رشت مستقر بود. به دنبال این روابط تجاری بسیاری از شرکت‌های خارجی نظیر زیگلر، لازاروس پولیاکف، لوید شمال آلمان، هامبورگ، خط آلمانی لوانت، شرکت برادران نوبل، برادران ترسرکیسیانس، پرودنیک، آلتون، آکاکی خوشتاریا و بانک استقراضی ایران در رشت دفاتری دایر کرده بودند و بر سر گرفتن امتیازات شرکت تجاری از ایران، با یکدیگر رقابت می‌کردند. شهروندان شهرهای این شهرستان عمدتاً به مشاغل خدماتی، تجاری و صنعتی مشغول هستند و شالیکاری نیز از عمده فعالیتهای روستاییان این خطه می‌باشد. در بخش کشاورزی، این ناحیه از مستعدترین مناطق استان و کل کشور محسوب می‌شود. شهرستان رشت با توجه به شرایط جغرافیایی، اقتصادی، اجتماعی و فرهنگی و سیاسی اداری ویژگی مهمی است، و موقعیت ارتباطی (واقع شدن بر رسر راه تهران، قزوین، انزلی، آستارا از یک سو و مسیر جاده اصلی گیلان به مازندران و شرق گیلان از سوی دیگر) و موقعیت سیاسی ـ اداری (واقع شدن شهر رشت به‌عنوان مرکز استان گیلان در این قسمت) و رونق اقتصادی و گسترش شهرهای صنعتی و ایجاد کارخانه‌های صنعتی و به تبع آن افزایش فعالیتهای زراعی ـ تجاری دارای اهمیت می‌باشد در این شهرستان بنابر این بررسی و مطالعه فرهنگی و اجتماعی آن از دیدگاه مردم‌شناسی بسیار مهم و ضروری است. شهر رشت نزدیک‌ترین شهر بزرگ به بندر انزلی (بزرگ‌ترین بندر شمال کشور) و مرز آستارا است این شهر تخلیه گاه بسیار مناسب برای کالاها به مقصد شمال شرق و شمال غرب کشور است و قرارگیری آن در مسیر کریدور شمال جنوب به همراه توریسم‌پذیری گسترده موقعیت ممتازی در زمینهٔ تجارت برای این شهر فراهم کرده است. همین مسائل باعث شده که این شهر در طول تاریخ به عنوان یک شهر تجاری شناخته شود. هرچند عواملی نظیر عدم ارتباط گسترده تجاری با شوروی سابق و متعاقب آن محور قرار گرفتن خلیج فارس برای صادرات و واردات و همچنین تأخیر فراوان در تکمیل کریدور شمال جنوب چه از طریق آزاد راه و چه از طریق راه‌آهن باعث شده بود که نقش شهرهای استان گیلان در تجارت کمرنگ شود ولی امروزه با توجه به وجود پنج کشور در حاشیه دریای کاسپین، تکمیل آزاد راه رشت-قزوین آزادراه ۱ (ایران) و در شرف افتتاح قرار گرفتن راه‌آهن قزوین-رشت برای این شهر نقش مهمی در زمینه بازرگانی متصورند.گیلان از قرون وسطی به خاطر تولید ابریشم اش شناخته شده بود. بنا بر سفرنامه مارکوپولو در سده سیزدهم، ابریشم تجار جنوایی را از کریمه از آن سوی خزر به گیلان می‌کشاند. تولید ابریشم در عهد صفوی بنا بر گفته ژان شاردن ۱٫۷ میلیون پاوند و بنا بر گفته آدام اولئاریوس ۲٫۱ میلیون پاوند بود. اوضاع بحرانی سده هجدهم منجر به کاهش شدید آن به ۳۶۰ هزار پاوند شد. پس از تجارت ابریشم دادوستد ماهی سفید از سودبخش‌ترین مشاغل گیلان است و بزرگ‌ترین رقم نیروی کار را به خود اختصاص داده است. یک هزار و صد ماهی سفید تازه در محل صید، به مبلغ ۳۶۶ فرانک فرانسه، معادل ۳ تومان به فروش می‌رسد. یک هزار ماهی شور به مبلغ ۲۴۰ تا ۳۶۰ فرانک فرانسه یعنی تقریباً بین ۲۰ تا ۳۰۰ تومان فروخته می‌شود و هرگز بی‌مشتری نمی‌ماند. چای به‌وسیله کاشف‌السلطنه که چند سالی از طرف مظفرالدین‌شاه جهت مطالعه در امر نباتات به هندوستان اعزام‌شده بود، در سال ۱۳۲۲۲ هجری وارد گیلان شد، آزمایش کشت چای در لاهیجان شروع شد و اکنون در فومن نیز کشت می‌شود، ولی محصول چای تاکنون ازنظر بازرگانی اهمیت و موقعیتی پیدا نکرده است.
در تیمه اول سده نوزدهم رشد شدیدی کرد تا جایی که در ۱۸۴۰، تولید گیلان که پنج ششم کل تولید بود به یک میلیون پاوند و در ۱۸۶۴ به اوج ۲ میلیون و ۱۹۰ هزار پاوند رسید.
با استفاده از پیله‌های کرم ابریشم از ژاپن در پایان سده، تولید به اوج قبلی خود رسید ولی با رقابت با ژاپنی‌ها و دیگران قیمت پایین ماند و ارزش صادرات به بیش از ۴۰۰ هزار نرسید. در ۱۸۵۸ میلادی بود که اولین اروپایی‌ها ـ یعنی ایتالیایی‌ها ـ برای گرفتن تخم نوغان سالم وارد گیلان شدند. در این دوره بانک استقراضی و تجارتخانه تومانیانس روسیه در رشت به صورت متوالی فعال بود. در همان زمان تجارت خارجی رشت توسعه پیدا کرد و اغلب رشتی‌ها میلیونر شدند و شهر رشت در دوره قاجار یک شهر اشرافی شد. به‌طور ی که عوارض گمرکی و درآمد حاصل از تجارت بازار رشت ۴۰ درصد بودجه کشور ایران را در زمان قاجار تأمین می‌کرد.
تجارت نظامند و نوین در شهر رشت به سال ۱۳۰۴ بر می‌گردد. در این سال مطابق دستور فلاحت و تجارت و فایده‌های عامه وقت و بنا به پیشنهاد تجار رشت و به موجب مواد ۱ و ۲ نظام‌نامه اتاق‌های تجارت مصوبه هیئت وزیران اتاق تجارت رشت با ۱۶ نفر عضو تشکیل شد.
حوزه عملیاتی اتاق، استان گیلان بوده، اولین جلسه آن به ریاست آقای حاج علی آقای گیلانی در تجارتخانه ایشان تشکیل گردید.
براساس همین نظامنامه در تاریخ ۲۵ تیر ماه ۱۳۰۸ اتاق تجارت رشت هم‌زمان با اتاق‌های تبریز، مراغه، مهد، قزوین، ساری تشکیل و رسمیت یافت. اولین جلسه اتاق تجارت در نهم مرداد ماه ۱۳۰۸ در منزل آقای احمد سیگارودی و با حضور (افشار) حکمران گیلان تشکیل شد. در آن زمان مسایل اتاق در روزنامه‌ای به نام روزنامه عصر جدید از انتشارات اتاق تهران منتشر می‌شد.
دوسال بعد انحلال کلیه اتاق‌ها پیش‌آمد تا اینکه مجلس شورای وقت قانون تأسیس اتاق‌های بازرگانی را تصویب کرد و در سال ۱۳۱۰ انتخابات اتاق رشت با حضور حکمران وقت گیلان (افشار) در محل فرمانداری رشت تشکیل شد. چهل و یکمین جلسه اتاق تجارت رشت در سوم آبان ۱۳۱۵ تشکیل شد. ابتدا راجع به بیانیه اتاق در خصوص کلاس‌های اکابر مباحثی به میان آمد و اینکه هزار ورقه از بیانیه چاپ شده و دو نسخه برای اداره کل تجارت و اتاق تجارت تهران فرستاده شده است. در ادامه، تلگرافی از هامبورگ مطرح شد، مبنی بر اینکه برای توسعه روابط تجار ایران و آلمان و ترویج صادرات کشور در کلیه بازارهای اروپا، شرکتی به نام «شرکت سهامی تجاری ایران و آلمان» با سرمایه سیصد هزار مارک تشکیل شده و آماده درخواست‌های کلیه شرکت‌های انحصاری برای خریداری انواع محصولات صادراتی ایران است.
در آن زمان دو اتاق یکی به نام بازرگانی و دیگری به نام اتاق صنایع و معادن وجود دات که در سال ۱۳۴۹ این دو اتاق با هم ادغام گردید و به نام اتاق بازرگانی و صنایع و معادن نام‌گذاری شد.
فعالیت اتاق تا پیروزی انقلاب اسلامی ابتدا با انتخابات هر دو سال یکبار و بعد هر چهار سال یکبار انجام می‌گرفت و بعد از پیروزی انقلاب اسلامی با استناد تلگراف اتاق مرکزی ایران از طرف استانداری گیلان سه نفر به عنوان سرپرست اتاق رشت و به نام هیئت رپیسه موقت انتخاب و اداره امور اتاق را بعهده گرفتند که این روال تا سال ۱۳۶۲ ادامه داشت و در سال ۱۳۶۲ اولین انتخابات اتاق رشت بعد از پیروزی انقلاب اسلامی انجام گرفت که طی آن نفر عضو انتخابی و چهار نفر انتصابی به عنوان هیئت نمایندگان برگزیده شدند.
چهارمین دوره انتخابات در تاریخ ۱۳۷۷/۱۰/۲۵ برگزار گردیدو بالاخره پنجمین دوره انتخابات هیئت نمایندگان اتاق بازرگانی و صنایع و معادن رشت در تاریخ ۱۳۸۱/۱۲/۷ برگزار شد. در یک دهه اخیر سرای تجاری ایرانیان در آستراخان، به تجارت از رشت به روسیه کمک شایانی کرده است.

### بازار
در دوره قاجاریه رشت دارای دو بازار بود، بازار باربندان (ساغریسازان) و بازار ساروق بندان که در مرکز شهر واقع بود. در این دوره، رشت به‌طور چشمگیری توسعه یافت. در فاصله یازده کیلومتری این شهر در محل برخورد دو رودخانه گوهر رود و زرجوب (سیاهرود)، بندر ارتباطی پیربازار به وجود آمد، بدین ترتیب کالاهای تجاری از روسیه تا بندر پیربازار و از آن به بعد به وسیلة خط آهن تا شهر رشت منتقل می‌شد. پیربازار، روستایی از بخش مرکزی رشت بود که به علت مجاورت با مرداب و دریا، پره بازار یا بازار ساحلی و بازار مرکزی نامیده می‌شد، و تدریجاً به پیربازار یا پیله بازار، شهرت یافت و لنگرگاه و بندر مهم رشت شد. در هنگام فزونی آب سیاهرود، از پیربازار تا رشت، با کرجی طی می‌شد. لیکن به مرور زمان، راه مال رو و سپس راه درشکه رو، رشت را به این بندر ارتباط می‌داد. در دورة قاجاریه، برنامه‌های عمرانی بسیاری اجرا شد.

### کشاورزی
استان گیلان غنی‌ترین استان کشور از نظر تولید محصولات کشاورزی است. این استان دارای:
- رتبهٔ نخست کشوری در تولید ماکیان[۱۲۴]
- رتبه نخست ایران در کشت مکانیزه برنج[۱۲۵]
- رتبه نخست کشور در تنوع محصولات[۱۲۶]

و بسیاری از مزایای کشاورزی دیگر است و از این بین شهرستان رشت با ۶۴ هزار ۲۵۰ هکتار زمین زراعی که ۷۵ هزار بهر ه بردار در ۶ بخش و ۱۸ دهستان این شهرستان فعالیت می‌کنند و حاصل آن سالانه ۲۹۵ هزار ۵۵۰ تن شلتوک است که از این میزان شلتوک ۱۷۷ هزار و ۳۰۰ تن برنج سفید استحصال می‌شود و همچنین با تولید ۱۰ درصد برنج سفید کشور رتبه اول را در زمینه تولید برنج سفید در کشور دارد و یکی از شهرستان‌های برنج خیز کشور است و حدود یک درصد برنج استان را تولید می‌کند. البته توسعه شهرنشینی باعث کاهش اقبال به کشاورزی شده ولی هنوز هم مزارع کشاورزی حتی در نواحی درونی شهر و در حاشیه خیابان‌های شهر دیده می‌شوند که در بین کلانشهرهای ایران بی‌نظیر است.

### صنعت
رشت در گذشته قطب تولیدات نساجی ایران بود در سالیان اخیر بسیاری از کارخانجات بزرگ صنعتی در رشت به حالت تعطیل درآمده‌اند و بسیاری از کارخانه‌ها و شرکت‌های فعال نیز با ظرفیت کم و با مشکلات زیاد مشغول به فعالیت هستند.  ازجمله مهم‌ترین شرکت‌های غیرفعال که تاکنون اقداماتی برای احیا این شرکت‌ها صورت نگرفته عبارت اند از: شرکت صنایع پوشش ایران، شرکت الکتریک ایران رشت، شرکت فرش گیلان، شرکت کنف کار، شرکت صنایع تندر
مهم‌ترین عوامل عدم توسعه صنعتی رشت کج نظری‌ها در زمینهٔ بخشی نگری مسئولان و تأکید بر توسعه کشاورزی به صورت محض در آمایش سرزمینی گیلان بر پایه کشاورزی توسط دولت از توسعه صنعتی محروم مانده است. ازجمله مهم‌ترین صنایع فعال رشت عبارتند از: گروه صنعتی ایران رادیاتور، مجتمع فولاد گیلان، فومن شیمی، سبحان دارو، پارس خزر، کاشی خزر، کاسپین تأمین، سبحان انکولوژی، صنایع چوب کهن دار و…

#### مراکز صنعتی

##### شهرصنعتی رشت
شهرصنعتی رشت در سال ۱۳۵۳ هجری شمسی تأسیس شد. این شهر صنعتی که یکی از پنج شهر صنعتی بزرگ کشور است و دومین شهرصنعتی خصوصی ایران است در ۱۲ کیلومتری جنوب شهر رشت و در مکانی بسیار زیبا واقع است. تأسیسات زیر بنایی کم‌نظیر شهر صنعتی رشت، این مکان را در زمره مناسب‌ترین محل‌ها برای اجرای طرح‌های بزرگ صنعتی قرار داده است.
سهامداران کنونی شهر صنعتی عبارتند از: شرکت شهر صنعتی البرز، شرکت سرمایه‌گذاری بانک صنعت و معدن، سازمان گسترش و نوسازی صنایع ایران، شرکت کارگزاری بانک کشاورزی، شرکت ساتکاب وابسته به وزارت نیرو و شرکت خدمات مدیریت غدیر.
شهر صنعتی رشت طبق مصوبات اولیه در وسعتی به میزان ۲۲۸۸ هکتار طراحی و ۵۲۰ هکتار آن آماده‌سازی و بخش عمده‌ای به متقاضیان واگذار گردیده است که با توجه به برنامه‌ریزی‌های انجام شده، بر اساس تقاضا قابل توسعه می‌باشد. درحال حاضر تعداد ۲۸۰ واحد صنعتی در این شهر وجود دارد که از این تعداد ۱۴۰ واحد  درحال کار است.

##### شهرک صنعتی سپیدرود رشت
تنها شهرک صنعتی دولتی ایجاد شده در سال ۱۳۸۶ توسط شرکت شهرک‌های صنعتی گیلان در رشت شهرک صنعتی سپیدرود رشت است. موقعیت استراتژیک این شهرک، نزدیکی به راه‌آهن  درحال احداث رشت - قزوین و نزدیکی به شهر رشت، موقعیت مناسبی را برای این شهرک ایجاد کرده به گونه‌ای که  به‌دلیل درخواست‌های متعدد سرمایه‌گذاران و متقاضیان فراوان افزایش عرصه از ۲۰۰ هکتار به ۹۰۰ هکتار در دستور کار هیئت دولت قرار گرفت و مصوب شد. رعایت اصول زیست‌محیطی و موقعیت‌های منطقه‌ای مرکز استان و بیشترین نیروی بیکار جویای کار فعال و تحصیلکرده‌استان گیلان در رشت از دیگر ویژگی‌های این شهرک صنعتی است.

## تقسیم‌بندی شهری

### گسترش شهر

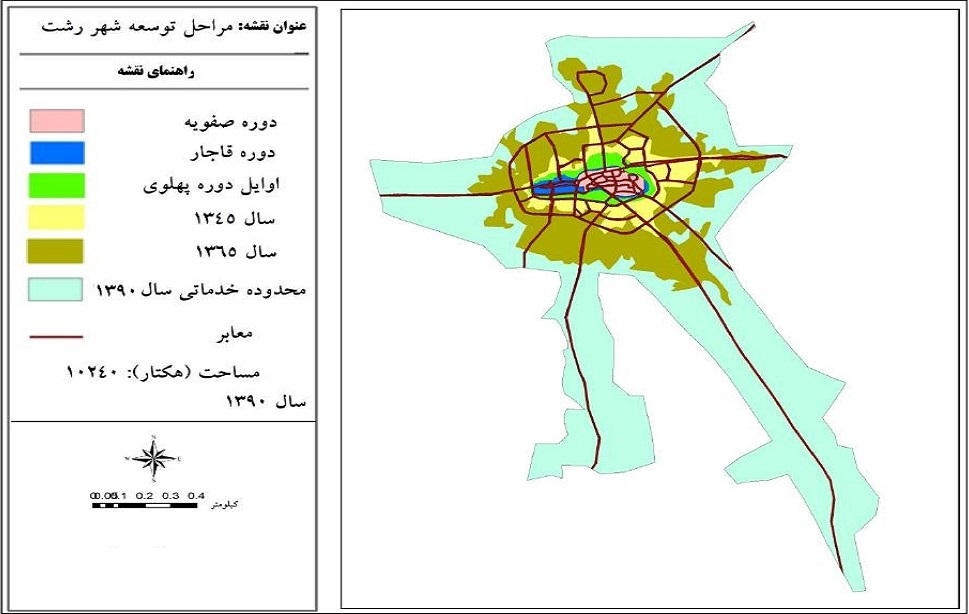
نقشهٔ سطح کالبدی شهر رشت در گذر زمان

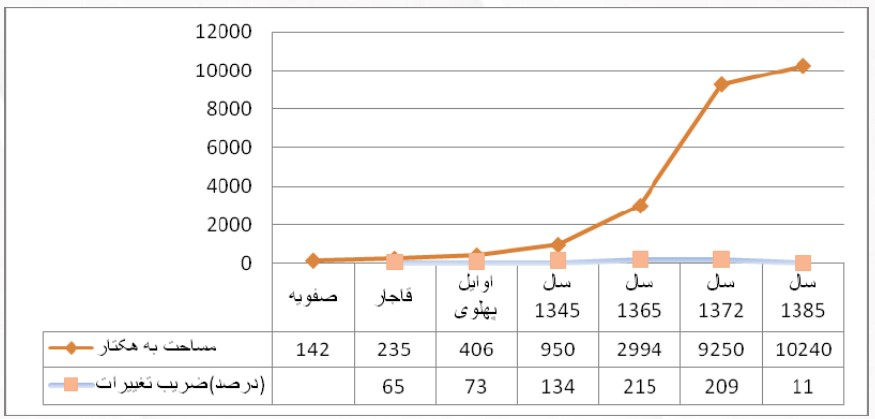
روند افزایش سطح کالبدی شهر رشت تا سال ۱۳۸۵

روند توسعهٔ شهر رشت را می‌توان به دو دوره پیش از پهلوی و پس از آن تقسیم کرد:
- توسعه شهر رشت از آغاز تا پهلوی:

نام رشت در متون تاریخی در کتاب جغرافیایی حدود العالم من المغرب الی المشرق که در سال ۳۷۲ ه‍.ق نگارش یافته است، آمده که (رشت از آبادی‌های کهن ایران است). شهر کنونی رشت درادوار گذشته به صورت روستایی بین دو منطقه گیلان (بیه پیش و بیه پس با مرکزیت شهرهای فومن و لاهیجان) قرار
در دوره شاه طهماسب، رشت اهمیت اقتصادی و سیاسی، داشت فراوانی یافت. با سقوط پایتخت صفویان به وسیله افغان‌ها، استان گیلان به اشغال روس‌ها درآمد. در ابتدا اشغال شهر رشت، برای تأمین زمین تقریباً پانزده مایل به طرف جنوب از بیشه زارها پاک شد. در دوره قاجاریه، شهر رشت با ساخت و گسترش بازارهای باربندان (ساغری سازان) و ساروق بندان در مرکز شهر، به‌طور چشمگیری توسعه یافت.
- توسعه شهر رشت از اوایل دوره پهلوی تا کنون:

پس از انقلاب مشروطیت و تسلط رضاخان، چندین خیابان جدید (امام خمینی سعدی – علم الهدی و شریعتی) و نقطه تقاطع آن‌ها (میدان شهرداری) احداث شد. بازار به حاشیه خیابان‌ها گرایش پیدا کرد و ساختمان‌های مسکونی در محلات قدیمی به صورت متراکم مستقر شدند. شهر از سال ۱۳۳۵–۱۳۲۷ ه‍.ش از سمت جنوب، جنوب شرقی و جنوب غربی توسعه پیدا کرد و پس از آن تا سال ۱۳۵۰، توسعه شهر درحد شرقی متوقف و در جهت غربی و شمال شرقی متمایل گشت. از ۱۳۵۰ به بعد گسترش شهر در جهت شمال و شمال غربی محسوس تر است. بعد از پیروزی انقلاب اسلامی گسترش شهر در جهت شمال و شمال غرب ادامه یافت. احداث شهرک صنعتی در این دوره و مکان‌یابی دانشگاه گیلان در جاده تهران (جنوب شرق) به توسعه این بخش از شهر منجر شد در واقع شهر رشت طی سال‌های ۱۳۵۷ تا ۱۳۶۴ در جهات غرب به شرق و شمال شرقی توسعه یافته است و از سال ۱۳۶۷ تاکنون نیز توسعه به سمت جنوب غرب، شمال غرب و جاده لاکان است. بیشترین میزان توسعه کالبدی شهر رشت طی سال‌های ۱۳۶۱ ۱۳۵۵ با ۲۳۳ درصد و بین سال‌های ۱۳۷۲ ۱۳۶۱ با ۲۷۰ درصد است. این در حالی‌ست که طی سا ل‌های ۶۵ تا ۷۵ جمعیت شهر رشت، ۴۰ درصد رشد داشته است، یعنی از ۲۹۳۸۹۸ به ۴۱۲۵۵۲ نفر رسیده است. همچنین مساحت شهر رشت طی سال‌های ۱۳۳۴ تا ۱۳۸۵ از ۶۵۰ هکتار به ۱۰۲۴۰ هکتار افزایش یافته است. این میزان بیانگر ۱۴۷۵ درصد رشد فضایی طی سال‌های یادشده است. پس از انقلاب سال ۱۳۵۷ و روی کار آمدن جمهوری اسلامی، در این دوره نیز گسترش شهر در جهت شمال و شمال غرب ادامه یافت به‌طوریکه در سمت شمال شهرک گلسار، واحدهای مسکونی پراکنده تا نزدیکی فرودگاه رشت کشیده شدند. بعلاوه در جهت غرب و شرق رشت یعنی در اطراف جاده فومن و جاده لاهیجان با افزایش قابل ملاحظة واحدهای مسکونی، خدمات و صنایع کارگاهی همراه شد. احداث شهرک صنعتی در این دوره، وجود دانشگاه رشت در جاده تهران (جنوب شرق) و نیز تعیین بخشی از جاده لاکان به عنوان محور توسعه، تعداد زیادی از ساخت و سازهای جدید را به این جهات هدایت کرد. در این دوره طرح تحول شهر با مشارکت مردم محور صورت پذیرفت و پروژه پیاده راه فرهنگی به صورت جامع اجرا شد. این پروژه از سال ۱۳۹۰ در مرکز شهر آغازشد.

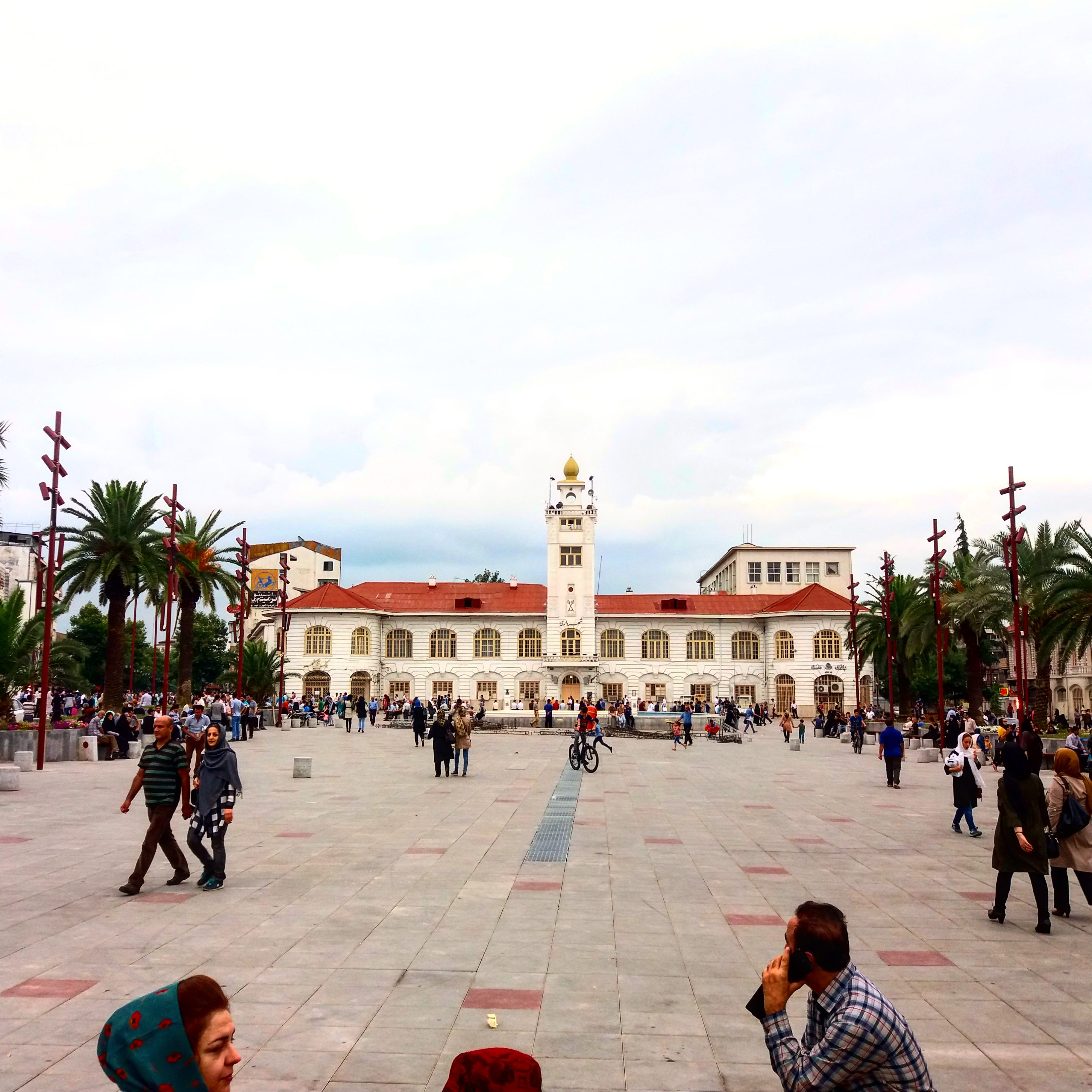
پیاده راه فرهنگی رشت

تاریخچهٔ میدان شهرداری رشت به دورهٔ پهلوی اول برمی‌گردد و ساختمان‌های آن به سبک نوکلاسیک اروپایی به‌ویژه با الهام از معماری سن پترزبورگ طراحی‌شده است که ازآن‌پس نماد شهر رشت شده‌اند. این فضا مورد استقبال شهروندان و همچنین توریست‌ها قرارگرفته است و  به‌دلیل قرارگیری آن در هستهٔ مرکزی شهر رشت در تمام فصول فعال و سرزنده هست.

### مناطق

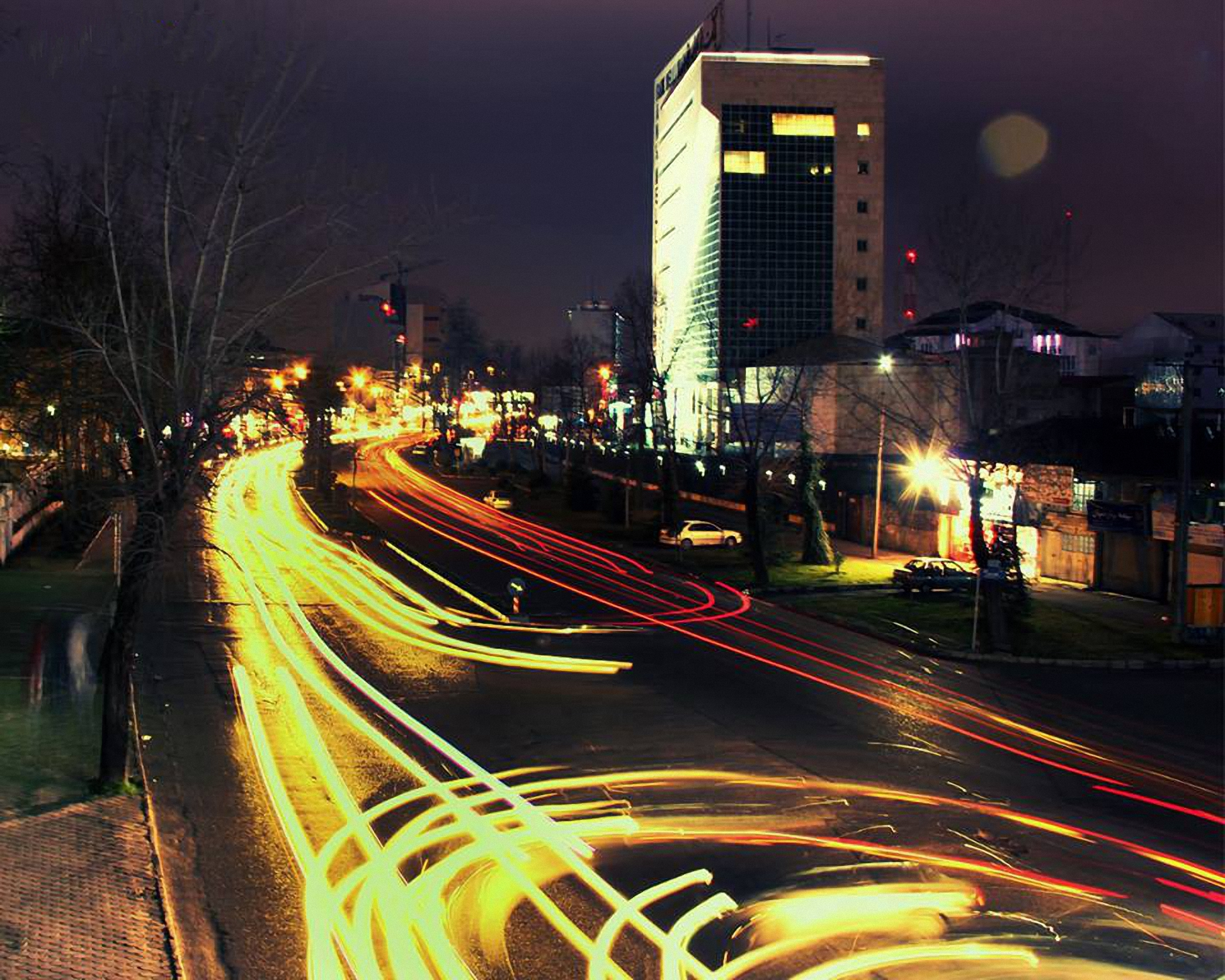
بلوار شهید انصاری رشت

شهر رشت دارای پنج منطقه شهرداری است که هر کدام از آن‌ها به سه ناحیه تقسیم می‌شوند. با توجه به جمعیت و استاندارد وزارت کشور این مناطق باید افزایش یابد. مناطق شهری رشت:
- منطقه ۱ با ۱۰۴ هزار و ۳۶۸ نفر جمعیت،
- منطقه ۲ با ۳۲۳ هزار و ۵۹۹ نفر،
- منطقه ۳ با ۲۲۶ هزار و ۳۰۷ نفر،
- منطقه ۴ با ۲۲۷ هزار و ۵۱۷ نفر
- منطقه ۵ با ۲۳۴هزار و ۷۰۹ نفر جمعیت، مناطق پنجگانهٔ شهر رشت هستند.

شهرهای سنگر، کوچصفهان و خمام هم‌اکنون هم‌مرز مناطق شهری رشت قرار دارند. و توانایی الحاق به عنوان مناطق مستقل شهری رشت همچون مناطق شهری ری و خوراسگان در شهرهای تهران و اصفهان را دارند.

### محله‌های رشت
خمیران زاهدان، دباغیان، کوزه گران، خمیران چهل تن، چله خانه، پیرسرا، لاکانی، سعدی، جماران (خیابان قربانزاده)، دیانتی، سام (سردار جنگل)، علی‌آباد، صالح آباد، آب و برق، زیرکوچه، شالکو، احمدیان، پارک شهر، زرجوب، سوخته تکیه، حاجی‌آباد، بادی الله، ارمنی بولاغ، کرد محله، سرچشمه، باقرآباد، ساغری سازان، دانشسرا، جیرباغ، رودبارتان، چمارسرا، کیژده، معین رودخان (شهرک مروارید)، استادسرا، پاسکیاب، عینک، سرخه بنده، آتشگاه، صیقلان، کیاب، سبزه‌میدان، شهرداری، گلسار، گلباغ نماز، بوسار، فخب، پل عراق، استخر (رشت)|استخر، دو برادران، شهریاران، خواهر امام، حمیدیان رشتیان (رشت)، استقامت سلیمان داراب، تازه‌آباد، مطهری، منظریه رشت، فلکه گاز، شهرک مفتح کوی بیانی، احمد گوراب، جاده لاکان، شهرک مهر رشت، پل طالشان، لاکانشهر، شهرک سید احمد خمینی، آفخرا، آج بیشه، شهرک قدس، ۱۶متری سمیه، سنگ سازی، قلمستان، چهارراه میکائیل، نقره دشت، کرف آباد، حافظ آباد، کسبخ، پیرکلاچای، چمران

## حمل و نقل

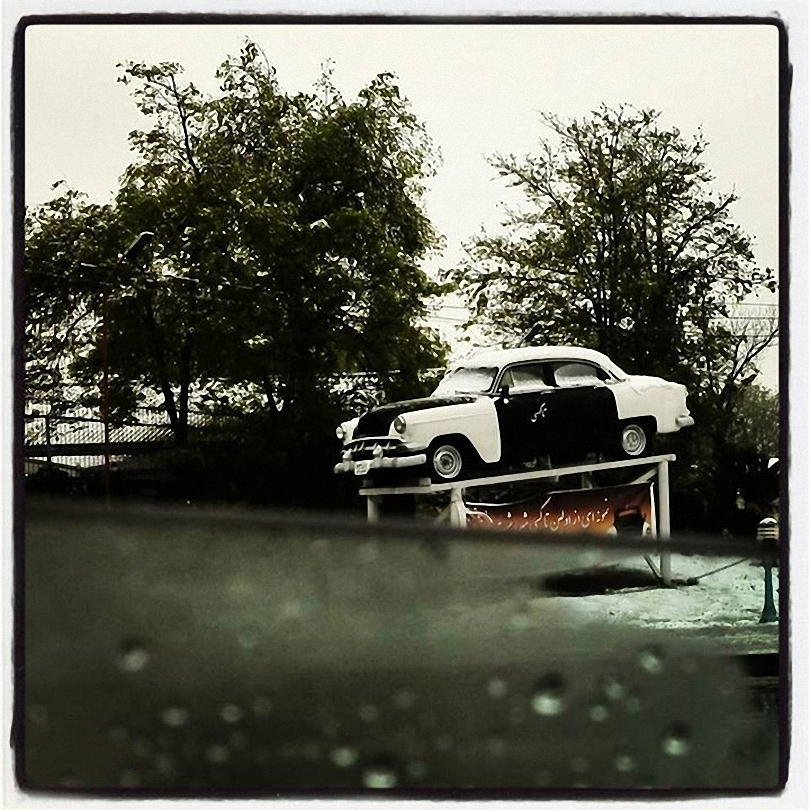
(نمادی از اولین تاکسی شهر رشت (مقابل سازمان تاکسیرانی رشت

### حمل و نقل درون‌شهری

#### قطار شهری
رشت سومین شهری است که طرح جامع قطار درون‌شهری در آن آغاز شده است. مطالعات این طرح در ۶ ماه دوم سال ۱۳۸۵ به پایان رسید و در واقع بعد از دو شهر کرمانشاه و همدان، رشت سومین شهری است که طرح جامع قطار ریلی در آن شروع شده است. هم‌اکنون مسیر هاو سازوکار احداث پروژه مشخص شده و در آینده نچندان دور عملیات اجرایی این طرح نیز آغاز خواهد شد.

#### اتوبوسرانی
نخستین اتوبوس در ایران در شهر رشت به کار گرفته شد اما سازمان اتوبوسرانی رشت وحومه در سال ۱۳۴۵ تأسیس گردید و از آن زمان تاکنون به موازات افزایش جمعیت و وسعت شهر رشت، توسعه و گسترش نیافته است. هم‌اکنون در شهر رشت تنها حدود ۴۶ اتوبوس فعالیت می‌کنند همچنین تنها ۵ اتوبوس در زمان هدفمندی یارانه‌ها، از محل درآمدها به رشت اختصاص یافت که سهم تهران ۲۵۰۰ دستگاه، اصفهان ۶۰۰ دستگاه بود؛ ولی با توجه به جمعیت شناور روزانه بالغ بر یک میلیون و دویست هزار نفری رشت. این تعداد اتوبوس به نظر کافی نمی‌رسد.  درحال حاضر شهرداری رشت حدود ۲۰۰ اتوبوس و ۷۰ مینی‌بوس از محل مصوبات دولت از وزارت کشور طلبکار است.

#### تاکسیرانی
در سال ۱۳۲۶ تعداد ۵۰ تاکسی به سفارش خانم فخر الدوله (دختر مظفر الدین شاه) از انگلستان خریداری و وارد ایران شد. در سال ۱۳۲۷ اولین تاکسی به جهت علاقهٔ وی به گیلان با عبور از خیابان اصلی شهر وارد رشت شد. سازمان تاکسیرانی کلانشهر رشت تاکنون بیش از ۹۵۰۰ دستگاه تاکسی و خودروهای شخصی را ساماندهی نموده است که از این تعداد ۶۰۰۰ دستگاه تاکسی دارای پلاک (ت) و از انواع خودروها ی موجود در سیستم تاکسیرانی کشور هستند  ازجمله ۱۹۴ دستگاه ون. همچنین بیش از ۳۵۰۰ دستگاه خودروی شخصی فعال در ۱۳۶ واحد تاکسی تلفنی تحت نظارت سازمان با عنوان شرکت‌های حمل و نقل عمومی مسافر و دو شرکت تاکسی بیسیم فعالیت می‌نمایند.

### حمل و نقل برون‌شهری

#### فرودگاه
فرودگاه سردار جنگل رشت در بلوار ولیعصر رشت واقع شده است. تأسیس فرودگاه رشت به سال ۱۳۴۷ خورشیدی بازمی‌گردد. فرودگاه رشت در هفته ۴۲ پرواز خروجی و ۴۲ پرواز ورودی ثابت به ۷ مقصد داخلی و ۲ پرواز ورودی و خروجی به مبدأ و مقصد خارجی دارد.
این فرودگاه دارای موقعیت ارتباطی ممتاز در استان گیلان، حاشیه دریای کاسپین و در مسیر کریدور شمال–جنوب (کریدور نوستراک) واقع گردیده است.

#### مسیرها
آزادراه رشت-قزوین 
جاده قدیم رشت-قزوین 
بزرگراه رشت-بندرانزلی-آستارا 
بزرگراه رشت-کوچصفان 
بزرگراه رشت-صومعه سرا 

#### راه‌آهن
پیشینه احداث و بهره‌برداری موفق اولین راه‌آهن در ایران به سال ۱۸۴۸ میلادی از رشت به بندر پیربازار و بندر انزلی بازمی‌گردد و بقایای این مسیر هنوز در مسیر رشت به پیربازار و یک لوکوموتیو بخار در محوطه اداره کل بنادر استان گیلان وجود دارد.
راه‌آهن قزوین -رشت -انزلی-آستارا مهم‌ترین پروژه ریلی کشور است که تکمیل‌کنندهٔ کریدور شمال جنوب و متصل‌کنندهٔ ایران به اروپا محسوب می‌شود احداث این خط آهن سالیان دراز  به‌دلیل پیچیدگی مفرط به تعویق افتاد اما هم‌اکنون در شرف افتتاح است. پروژه راه‌آهن قزوین - رشت یکی از پروژه‌های بسیار مهم در مسیرهای ریلی ایران است که قزوین، رشت، انزلی، آستارا را به هم وصل کرده سپس به کشور آذربایجان و خط ریلی اروپا متصل می‌شود. به گفته متخصصان، اجرای این پروژه کاری بسیار دشوار بوده است زیرا در مسیر قزوین تا رشت حدود ۱۶۴ کیلومتر خط ریلی احداث می‌شود، در این مسیر حدود ۸۲ دهانه پل بسیار پیچیده به طول ۹ کیلومتر، از ۱۰ تا ۱۵۰۰ متر، و ۵۳ تونل به طول ۲۲ کیلومتر، از ۷۰ تا ۲۰۰۰ متر، در دست احداث است. از این پل‌ها می‌توان به پل حاشیه سد سپید رود در منجیل به طول ۱۴۳۱ متر اشاره کرد که پس از تکمیل بزرگ‌ترین پل راه‌آهن ایران خواهد بود.

#### ترمینال
در طرح جامع کلانشهر رشت این شهر باید در غرب، شرق، شمال و جنوب دارای پایانه‌های مسافربری باشد. هم‌اکنون در این شهر تعداد چهار پایانه  درحال فعالیت هستند که عبارتند از:
- پایانهٔ خط کناره
- پایانهٔ پل بوسار
- پایانهٔ فجر
- پایانهٔ میدان گیل (جنوب):این پایانه تنها پایانهٔ احداث شده از پایانه‌های اصلی شهر رشت است که ساخت آن‌ها مطابق طرح جامع الزامیست. این پایانه که به عنوان پایانهٔ جدید مسافربری رشت به آدرس خیابان امام (جاده تهران) جنب میدان گیل در سال ۱۳۷۲احداث شده دارای ۷۲۶۳۰ مترمربع وسعت است و  ازجمله مجهزترین پایانه‌های کشور محسوب می‌شود که تحت نظارت شهرداری رشت فعالیت می‌نماید.[۱۶۱]

## ورزش
ورزش اول و مورد علاقه مردم رشت فوتبال می‌باشد؛ اما علاوه بر فوتبال، سایر رشته‌های ورزشی  ازجمله شمشیربازی، بوکس، سپکتاکرا، فوتسال، تنیس روی میز، کاراته، تکواندو، شطرنج، والیبال، هاپگیدو، قایقرانی، وزنه‌برداری و… نیز طرفدارانی در رشت دارد که مردم رشت افتخاراتی را در این رشته‌های ورزشی کسب نموده‌اند  ازجمله این افراد سرشناس می‌توان به محمود نامجوی در وزنه‌برداری و یعقوب کوچکزاد در ژیمناستیک اشاره کرد.
در رشته شمشیربازی می‌توان به نایب قهرمان بازی‌های آسیایی اینچئون کره جنوبی، محمد رهبری قهرمان آسیا و جهان اشاره کرد.
چندین باشگاه ورزشی در شهر رشت فعالیت می‌کنند:
- باشگاه فوتبال سپیدرود رشت از سال ۱۳۴۷ تحت عنوان سلامت‌بخش رشت و چندی بعد تحت عنوان سپیدرود تاکنون به فعالیت‌های ورزشی پرداخته است؛ و نخستین تیم فوتبال در رشت و استان گیلان است.[۱۶۲]
- باشگاه فوتبال داماش گیلان که هسته اولیه‌اش به تیم ابوذر رشت بر می‌گردد در سال ۱۳۶۲ میراحمد خوشکلام که سال ۱۳۵۴ تیم ابوذر رشت را حمایت می‌کرد تصمیم گرفت این تیم را با نام استقلال رشت وارد مسابقات کند بعد از آن امتیاز این تیم به شهرداری رشت با نام استقلال شهرداری رشت و سپس باشگاه پگاه گیلان انتقال یافت و در نهایت امتیاز این تیم به باشگاه داماش گیلان انتقال یافت و پرطرفدارترین تیم در گیلان به‌ویژه سطح شهر رشت می‌باشد و از این حیث جزو باشگاه‌های پرسابقه و قدیمی فوتبال ایران است.[۱۶۳]
- ازجمله افراد سرشناس در فوتبال رشت می‌توان به: ناصر پرشاد، بیژن تیزکار، رسول حقدوست، مجید جهانپور، برادران هوشنگی، احمد صومی، سید علی افتخاری، بهزاد داداش زاده، امید هرندی، هادی طباطبایی و علیرضا جهانبخش اشاره نمود.

شهر رشت دارای دو ورزشگاه فوتبال دکتر عضدی و سردار جنگل می‌باشد که ورزشگاه عضدی بعد از بازسازی یکی از مجهزترین ورزشگاه‌های ایران می‌باشد، ولی گنجایش ورزشگاه سردار جنگل بیشتر است. در رشت یک سالن سرپوشیده استاندارد چند منظوره ۶۰۰۰ نفری به نام شهدای رشت وجود دارد. رشت با داشتن یک سوم جمعیت استان گیلان از حیث امکانات و اماکن ورزشی رتبه ۱۵ از ۱۶ استان را دارد.

## رسانه

### صدا و سیمای مرکز گیلان

#### شبکه باران
شبکه استانی باران از مرکز رشت روی کانال ۲۸ باند UHF و از فرستنده زیباکنار برای سرتاسر استان گیلان، به صورت ۲۴ ساعته پخش می‌گردد. این شبکه به‌طور رسمی از سال ۱۳۷۷ فعالیت رسمی خود را آغار نموده است، ولی صدا و تصویر تلویزیون در هفتم اردیبهشت ماه ۱۳۴۹ شمسی به خانه‌های مردم رشت رسید و تا قبل از شروع به کار شبکه باران، به صورت پاره وقت برنامه‌هایی را پخش می‌نمود. شبکه باران را می‌توان بر روی ماهواره‌های Badr ۵ (ایران ست) و AsiaSat3S و همچنین از طریق اینترنت و به صورت آنلاین، مشاهده نمود.

شبکه استانی باران روی کانال ۴۶ سامانه دیجیتال ایستگاه آزادگان رشت نیز قابل دریافت است.  درحال حاضر حدود ۵۰٪ مناطق گیلان تحت پوشش سامانه دیجیتال می‌باشد که در آینده‌ای نزدیک با راه‌اندازی دو فرستندهٔ پر قدرت(۶ کیلو وات) شهرها و مناطق بیشتری از استان تحت پوشش سامانهٔ دیجیتال قرار خواهد گرفت.

#### رادیو گیلان
مرکز گیلان  ازجمله قدیمی‌ترین مراکز رادیویی و تلویزیونی کشور می‌باشد که فعالیت خود را ابتدا با تأسیس رادیو در سال ۱۳۳۴ با نصب فرستنده‌ای به قدرت ۷۵ وات در اداره پست و تلگراف آغاز کرد. در ابتدا برنامه روزانه خود را روی موج متوسط ۱/۴۴۱ متر برابر با ۶۸۰ کیلو سیکل در دو بخش: از ساعت ۹ تا ۵/۱۲ و از ساعت ۳۰: ۱۶ تا ۲۱ پخش می‌کرد و پس از افتتاح فرستنده یکصد کیلو واتی ساعات پخش برنامه‌ها به ۱۹ ساعت رسید (۵ تا ۳۰ – ۲۴) که از این مدت حدود ۶ ساعت تولید محلی است. امروزه رادیو گیلان یک رادیوی پر شنونده، فعال و سر زنده است. رادیو گیلان را می‌توان از طریق اینترنت و به صورت آنلاین نیز دریافت نمود.

### نشریه‌ها
نشر روزنامه در گیلان و رشت سابقهٔ تاریخی فراوانی دارد و مشهورترین روزنامهٔ این خطه نیز نسیم شمال است که نام آن برای همگان آشناست.
گیلان هم‌اکنون دارای ۱۶۸ نشریه دارای مجوز و ۹۹ نشریه  درحال انتشار و از حیث تعداد نشریه‌های محلی پس از استان‌های خراسان رضوی ،اصفهان و قم در رتبهٔ چهارم کشور قرار دارد. بیشتر این روزنامه‌ها و مجلات در رشت به چاپ رسیده و در سراسر گیلان منتشر می‌شوند که مهم‌ترین آن‌ها عبارتند از:
- پگاه (پر تیراژترین هفته نامه شمال کشور)
- معین
- گیلوا
- دادگر
- گیلان امروز
- خزر
- نسیم (پر تیراژترین روزنامه شمال کشور)
- سوما (اولین خبرگزاری شمال کشور)

و…

## مشکلات شهر

### کمبود امکانات
شهر رشت در زمینه دارا بودن هتل، پردیس سینمایی، بیمارستان و مراکز خرید مدرن (مال‌ها) دچار کمبود یا فاقد این امکانات است.

### بیکاری
رشت رتبه دوم نرخ بیکاری را در کشور دارا می‌باشد. وضعیت نابسامان اشتغال در این شهر موجب مهاجرت و ایجاد آسیب‌های اجتماعی در این کلانشهر شده است و گسترش بی‌سابقه پدیده دستفروشی ناشی از بیکاری در رشت به چهره شهر خدشه وارد کرده است. با توجه به فصلی بودن اشتغال در بخش‌های گردشگری و کشاورزی آمار بیکاری پنهان رشت فراتر از آمارهای کنونی می‌باشد. بحران بیکاری رشت سبب ایجاد اولین مرکز و کلینیک کنترل خشم توسط وزارت ورزش و جوانان و بهزیستی در شهر رشت شده است. عملکرد دولت و استانداری گیلان خصوصاً در بخش صنعتی و ایجاد واحدهای بزرگ صنعتی در رشت در سالیان اخیر بسیار ضعیف بوده و هست.

### آلودگی
آلودگی محیط زیست به خصوص در شهر رودگذر رشت، رودخانه‌های زرجوب و گوهررود یکی از مشکلات بزرگ شهر رشت محسوب می‌شود. از بین دو حوزه نامبرده، رودخانه زرجوب، آلوده‌ترین رودخانه در سطح گیلان و حتی کشور است و بسیاری از بیماری‌های میکروبی را به‌طور مستقیم و غیرمستقیم گسترش می‌دهد. منابع آلوده‌کننده این رودخانه عبارتند از: روزانه ۴۰۰ هزار متر مکعب فاضلاب انسانی، صنعتی و بیمارستانی و روزانه ۶۰۰ تن شیرآبه لندفیل زباله سروان که تمامی مواد زائد خود را وارد این رودخانه می‌کنند. وزارت نیرو و شرکت آب و فاضلاب گیلان به عنوان متولی اصلی و قانونی جمع‌آوری و تصفیه فاضلاب علی‌رغم دریافت وجه در قبوض ماهانه بابت فاضلاب تنها فاضلاب شهرها به رودخانه‌ها، دریای کاسپین و تالاب انزلی هدایت می‌کنند. آلودگی دو رودخانه رشت یکی از عوامل اصلی کسب رتبه نخست ابتلا به سرطان استان گیلان در ایران است. در مرداد ۱۳۹۳ طرح ملی ساماندهی دو رودخانه زرجوب و گوهررود توسط شورای چهارم شهر رشت را به کمسیون خاص امور کلانشهرهای هیئت دولت ارسال شده و در انتظار تصمیمات دولت است.

### بی‌ثباتی مدیریت شهری
مدیریت شهری رشت که بر عهده شهرداری و شورای شهر رشت است یکی از بی‌ثبات‌ترین شهرهای ایران از لحاظ مدیریت شهری است؛ و بی‌ثبات‌ترین شهرداری کلانشهرهای ایران، شهرداری رشت است. در طی ۱۵ سال اخیر رشت ۱۸ شهردار و سرپرست شهرداری داشته و عمر مدیریتی این شهر کمتر از یک سال است. آخرین شهردار رشت محمدابراهیم خلیلی بود که علی‌رغم مخالفت‌های هر سه نماینده رشت در مجلس، فرماندار رشت، استانداری گیلان، مردم و رسانه‌ها ده عضو شورای چهارم (رضا جمشیدی چناری، فرانک پیشگر، محمدحسین واثق کارگرنیا، مظفر نیکومنش نودهی، محمود باقری‌خطیبانی، فرهاد شوقی، مجید رجبی‌ویسرودی، مسعود کاظمی لیچائی، عباس صابر و محمدعلی رفیعی نوده) با دادن رأی مثبت به استیضاح محمدابراهیم خلیلی شهردار رشت را برکنار کردند خلیلی پس از برکناری با عدم حضور در مراسم تودیع در نامهٔ خداحافظی خطاب به مردم رشت نوشت و بازگشت آرامش و امید به شهر رشت را هدف خود و شهرداری را شرکت سهامی عده‌ای و رفقایشان دانست. برکناری شهردار رشت با انتقاد شدید امام جمعه این شهر در نماز جمعه مواجه شد وی خلیلی را شهردار نمونه کشوری خواند و گفت شهردار بازیچه دست شورای شهر نیست و مردم نباید بازیچه چند جوان تازه به دوران رسیده در شورای شهر رشت باشند. استاندار گیلان نیز با انتقاد از شورای شهر رشت خواستار ایجاد محدودیت‌های قانونی برای شوراها در برکناری شهرداران شد.

## اماکن و بناهای شاخص شهر رشت

### بناهای شاخص و جدید شهر رشت
- نخستین خیابان دو طبقه و بزرگ‌ترین تقاطع غیر همسطح شمال کشور به طول یک کیلومتر[۱۹۴]:این خیابان دو طبقه به طول یک کیلومتر است و میدان شهید باستانی شعار را به میدان شهید قلی پور متصل می‌کند.[۱۹۵]
- بزرگ‌ترین مرکز رصدخانه شمال کشور در رشت (رصد خانه کوشیار گیلانی (شهرداری رشت))[۱۹۶]:این رصدخانه در واقع یک مجموعه بزرگ علمی، آموزشی و تحقیقاتی می‌باشد که با مساحت حدود ۱۱۰۰ متر زیر بنا در نزدیکی تالاب عینک در محله صف سر رشت، یکی از کم‌نظیرترین رصدخانه‌های کشور از نظر ابعاد، وسعت و استاندارد بودن می‌باشد. فونداسیون رصدخانه در ارتفاع ۲۳ متری از سطح زمین در بالای یک برج بتنی مستحکم به قطر ۶ متر قرار گرفته و از بسیاری از نقاط شهر رشت دید دارد. مرکز علوم و رصدخانه شهر رشت بخش‌های مختلف به شرح زیر دارد: سالن آمفی تئاتر- کتابخانه - بانک نرم‌افزار و فیلم - کارگاه آموزش عملی و ساخت ابزارآلات نجومی- رادیوتلسکوپ - سایت رایانه - نمایشگاه عکس و ابزارآلات رصدی قدیم و جدید- فروشگاه عرضه محصولات نجومی و فرهنگی - نمازخانه و برج رصدخانه شامل: گنبد و اتاق کنترل رصدخانه - کلاس‌های آموزشی- آسمان نما و گنبد آسمان نما.[۱۹۷]
- بیمارستان بین‌المللی قائم (عج)[۱۹۸]:بیمارستان ۲۰۰ تختخوابی بین‌المللی قائم (عج) با هدف ارائه خدمات ویژه بهداشتی و درمانی جهت شهروندان داخل کشور و بیماران خارجی با زیربنای حدود بیست هزار متر مربع و در ۵ طبقه احداث شده است و دارای بخش‌های تخصصی و فوق تخصصی و همچنین سوئیت‌های VIP مخصوص توریست‌های درمانی می‌باشد. این بیمارستان مجهز به سایت هلیکوپتر و همچنین کلیه تجهیزات تشخیصی و درمانی روز دنیا می‌باشد.
- بیمارستان ولیعصر (عج) نیروی دریایی ارتش جمهوری اسلامی رشت:[۱۹۹] این بیمارستان وابسته به نیروی دریایی ارتش جمهوری اسلامی است. بیمارستان ولی عصر رشت سال ۱۳۳۰ تأسیس شده است، این بیمارستان وابسته به نیروی دریایی ارتش است. تعرفه زایمان برای کسانی که دفترچه نیروی دریایی دارند رایگان است. بیمارستان ولیعصر تنها بیمارستان در سطح رشت است که، دارای سامانه مدیریت مخصوص بی‌خطرسازی پسمانده‌های زباله سوز عفونی و غیر عفونی است؛ و تجهیزات پزشکی این بیمارستان اکثراً جدید و مدرن است.
- دومین شعبه هایپرمارکت نجم خاورمیانه پس از تهران[۲۰۰][۲۰۱]

## اماکن دیدنی (تاریخی، طبیعی، فرهنگی)
اماکن دیدنی رشت از این قرارند:
- هتل ایران
- میدان شهرداری رشت
- پیاده راه علم الهدی

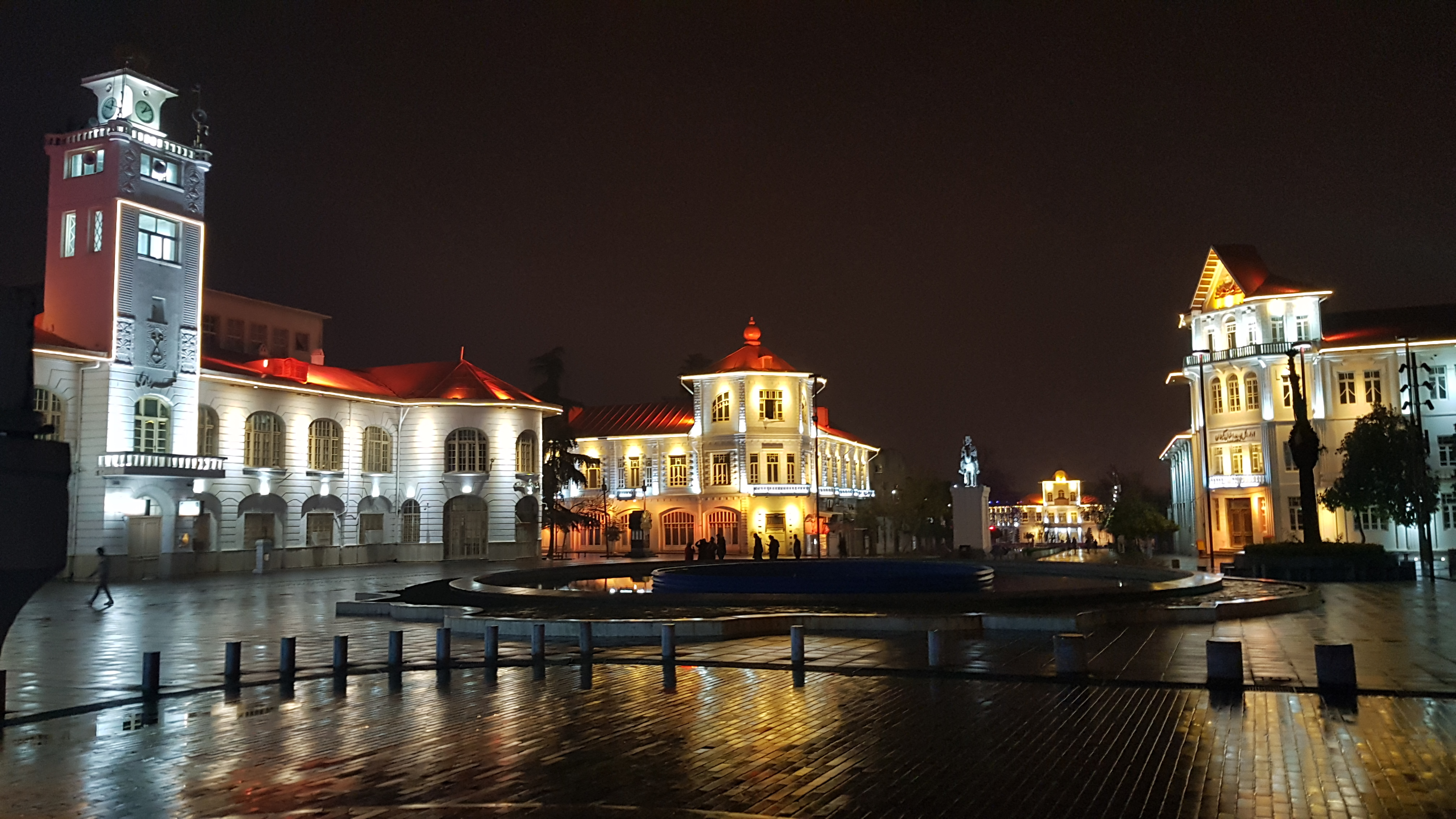
میدان شهرداری رشت

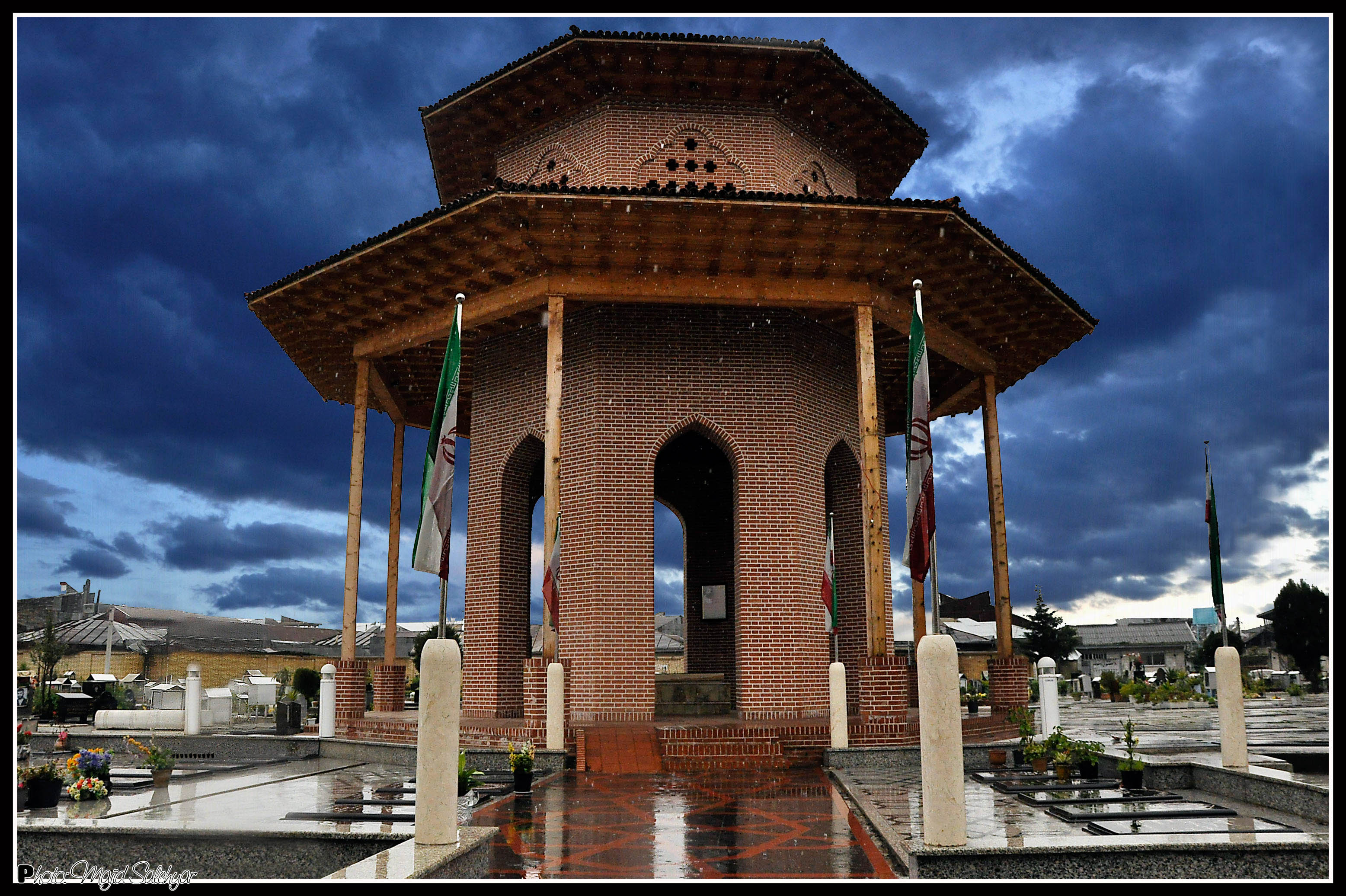
آرامگاه میرزا کوچک خان جنگلی در رشت

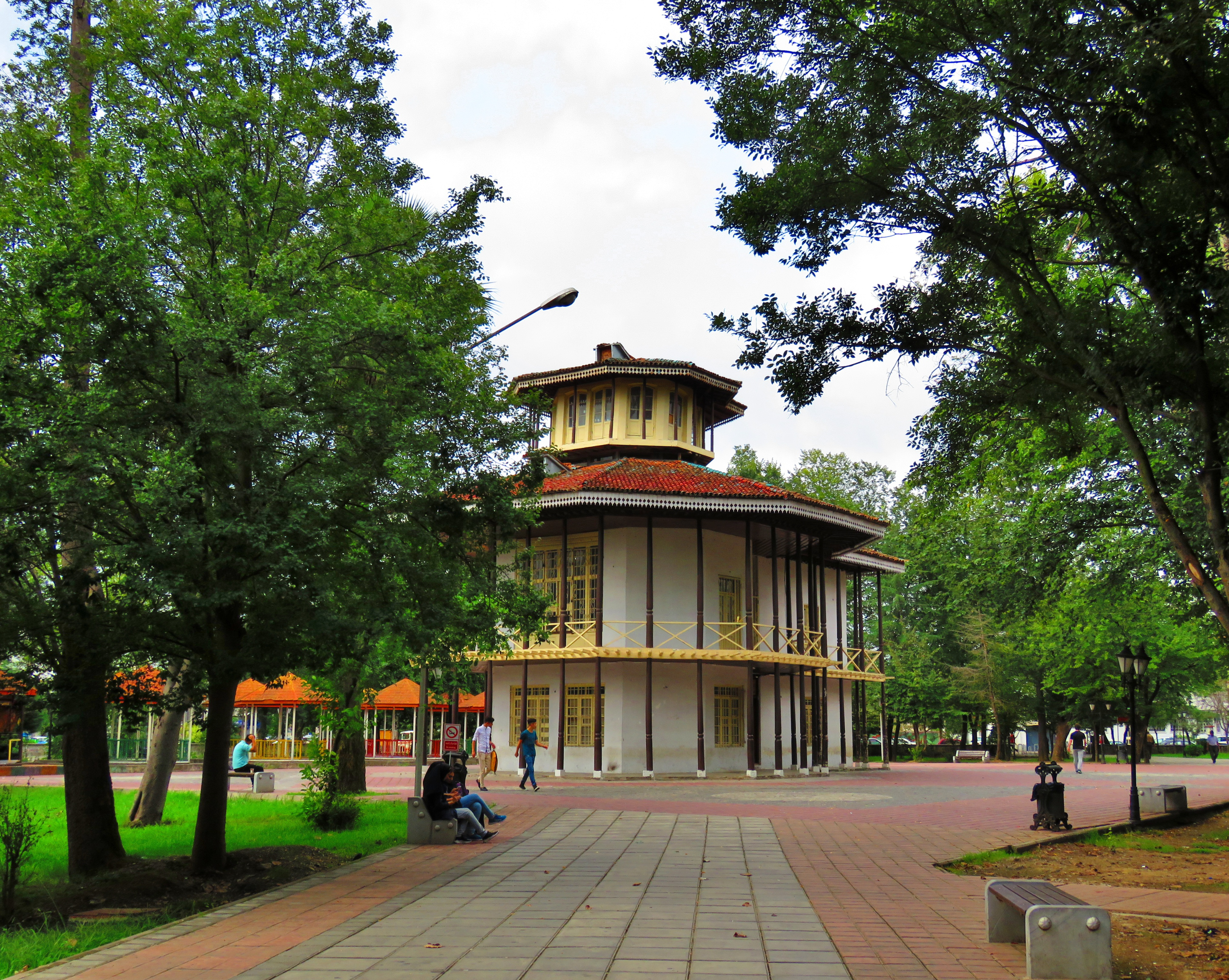
عمارت کلاه‌فرنگی رشت

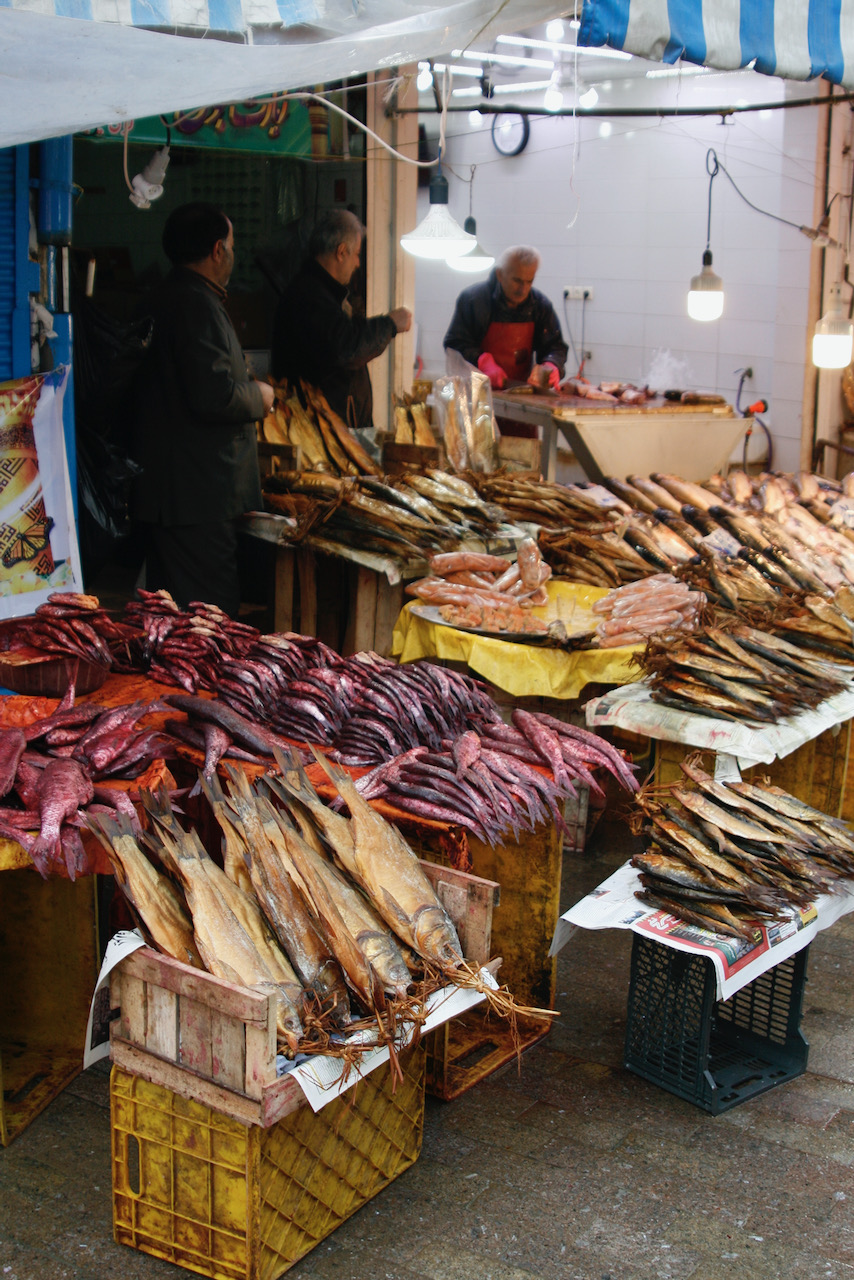
بازار رشت

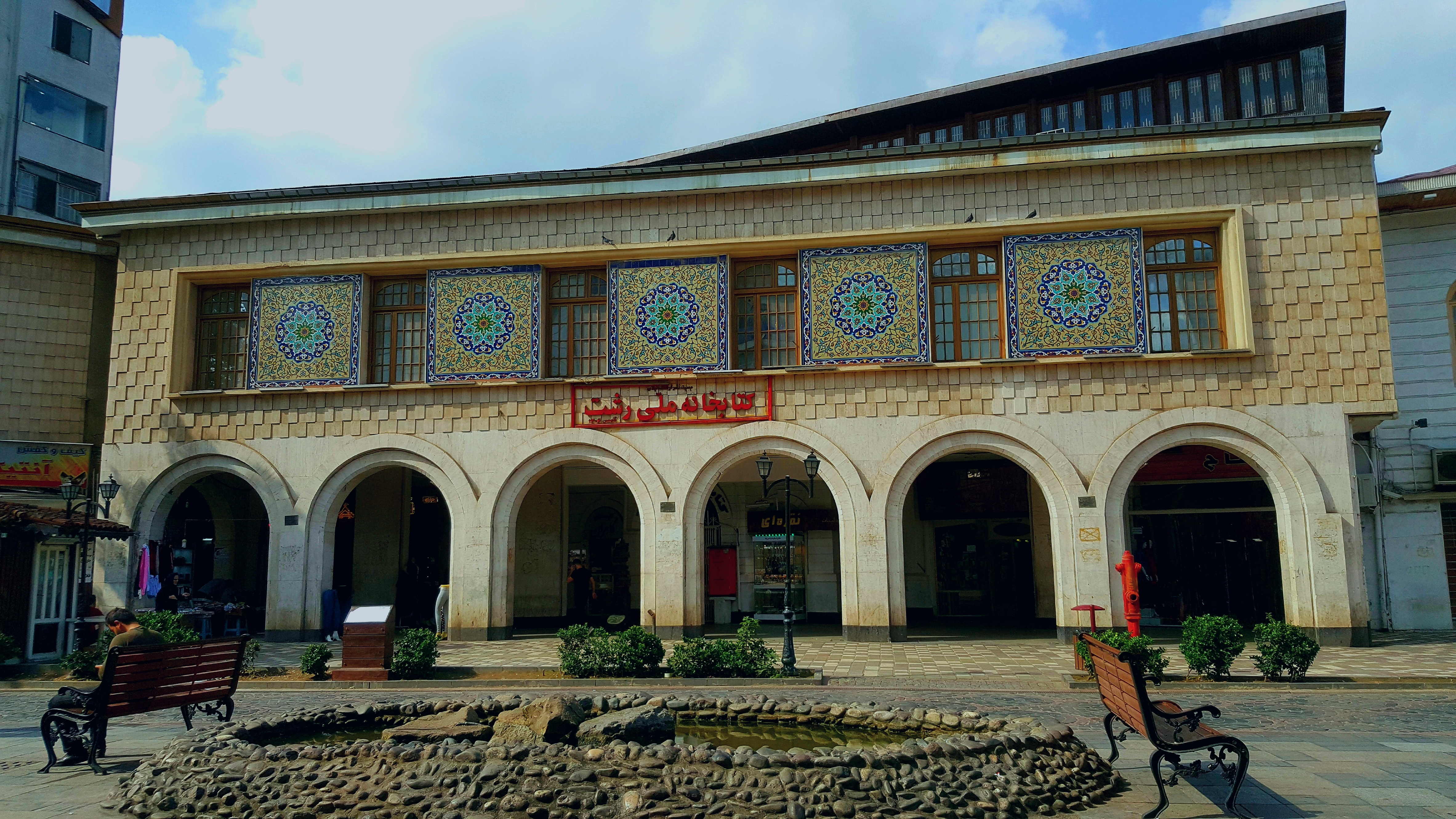
کتابخانه ملی رشت

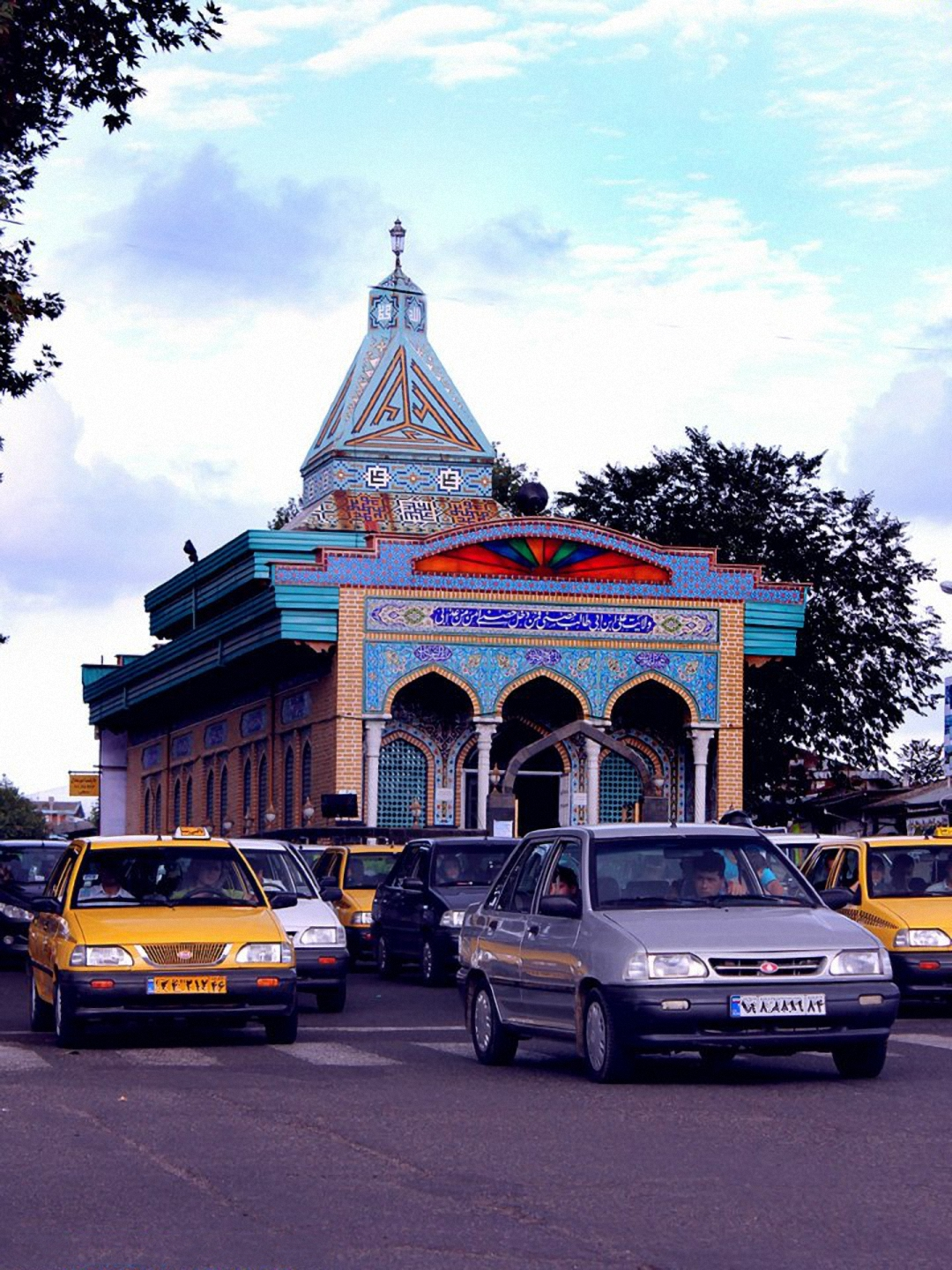
مقبرهٔ دانای علی در رشت

- آرامگاه میرزا کوچک جنگلی، دلاور نهضت جنگل (واقع در سلیمان داراب)
- موزه سردار جنگل - خانه میرزا کوچک خان جنگلی (واقع در محله (استادسرا)
- سبزه‌میدان (شامل کتابخانه عمومی و تندیس‌هایی از مشاهیر گیلان)
- موزه رشت (تأسیس ۱۳۴۹ - واقع در خیابان بیستون)
- خانه رحمت سمیعی
- خانه قدیری رشت
- عمارت پست میدان شهرداری رشت
- خانه حاج میرزا خلیل رفیع (واقع در خیابان استاد مطهری که محل شورای اسلامی شهر رشت می‌باشد)
- آرامگاه شهیدان (واقع در جوار بیمارستان پورسینا که آرامگاه چهار تن از شهدای جنبش مشروطیت گیلان است)
- پارک شهر رشت معروف به باغ محتشم
- آرامگاه استاد هوشنگ ابتهاج (واقع در باغ محتشم)
- کتابخانه ملی رشت
- مسجد حاج صمد خان
- عمارت کلاه‌فرنگی رشت
- سرای میخچی
- مسجد سفید (یکی از قدیمی‌ترین مساجد در رشت)
- سیاه اسطلخ (یکی از قدیمی‌ترین محله‌های رشت)
- بازار رشت (شامل میدان بزرگ و میدان کوچک و چهارسوق‌ها و کاروانسراها است)
- خانه مؤسس بانک سپه «موسیو لئوپولد گُدار و خانواده اش» محله استادسرا نبش کوچه آتش‌نشانی
- بوستان ملت (واقع در چهارراه گلسار، بلوار انصاری)
- بقعه دانای علی (واقع در خیابان بیستون)
- بقعه بی‌بی‌و زینب (واقع در خیابان عطاآفرین کوچه بی‌بی‌زینب)
- موزه میراث روستایی گیلان (واقع در بلوار خلیج فارس (جاده رشت-تهران)، پارک جنگلی سراوان)
- کتابخانه ملی رشت
- حمام حاجی
- ساختمان آموزش و پرورش
- کاروانسرای لات
- کاروانسرای چینی چیان
- خانه ابریشمچی (واقع در میدان صیقلان)
- باغ محتشم
- سردر حمام گلزار
- آرامگاه خواهر امام
- شهرک گلسار رشت
- شهربازی رشت
- شهرشادی رشت
- قصر بازی رشت (شهر بازی سرپوشیده)
- باغ پرندگان رشت (ماهان)
- تالاب عینک (دریاچه ایی دائمی که در سفرنامه‌ها از ان به وفور یاد کرده‌اند به‌طور مثال سفرنامهٔ مظفرالدین شاه به فرنگ)
- دبیرستان شهید بهشتی (مدرسه شاهپور)

## بهداشت و درمان

### داروسازی
درحال حاضر رشت دارای یک دانشکده داروسازی زیر مجموعه دانشگاه علوم پزشکی گیلان و چندین مرکز تولید دارو می‌باشد که یک مرکز تولید نانو داروهای ضدسرطان آن با ۲۴ قلم دارو  درحال فعالیت است. شرکت سبحان دارو یکی از موفقترین شرکت‌های دارویی ایران است و با داشتن بیش از ۱۰۰ پروانه تولید،  درحال حاضر رتبه دوم کشوری از لحاظ حجم تولید را دارا می‌باشد. شرکت داروسازی سبحان انکولوژی به عنوان یکی از مدرن‌ترین و پیشرفته‌ترین واحدهای تولیدکننده فراورده‌های ضد سرطان و شیمی درمانی در دنیا است. شرکت داروسازی کاسپین تأمین، شرکت داروسازی بهوزان و شرکت داروسازی گیلارانکو از دیگر شرکت فعال داروسازی می‌باشند.

### مراکز درمانی
مراکز درمانی رشت قطب درمانی استان گیلان و استان‌های همجوار می‌باشد، ظرفیت ارزشمند پزشکان متخصص و فوق تخصص، فناوری روز، ارزان قیمت بودن هزینه‌های درمان به سبب مراجعه گردشگران خارجی به مراکز بهداشتی و درمانی رشت شده است، بیشتر بیماران از کشورهای آذربایجان، افغانستان، هندوستان، انگلستان، آمریکا، سوئد و امارات متحده عربی هستند.
دفاتر گردشگری سلامت گیلان هم‌اکنون در جمهوری آذربایجان، ترکمنستان، گرجستان، ارمنستان، ترکیه، عراق و کویت برپا است، این دفاتر پس از کسب مجوز دانشگاه علوم پزشکی گیلان توسط بخش خصوصی در این کشورها راه‌اندازی شده است. با توجه به روند افزایش ورود گردشگران سلامت به رشت، ساخت هتل‌های جدید و مراکز اقامتی مدرن ضروری است.
ساخت دهکده سلامت با مشارکت بخش خصوصی و محوریت بیمارستان بین‌المللی قائم رشت در زمینی به وسعت ۴۰ هکتار از دیگر اقدامات توریسم سلامت در کلانشهر رشت است.
بیمارستان بین اللملی قائم رشت و بیمارستان‌های  درحال ساخت پروفسور سمعیی و پارس رشت از مهم‌ترین مراکز بین الملی توریسم سلامت رشت است.

#### بیمارستان‌های دولتی رشت
| ردیف | سال تأسیس    | نشان | نام             | نام پیشین     | درجه     | تخصص                        | تعداد تخت |
| ---- | ------------ | ---- | --------------- | ------------- | -------- | --------------------------- | --------- |
| ۱    | ۱۲۸۴         | -    | پورسینا         | ملی           | یک       | جنرال فوق تخصصی             | ۳۱۴       |
| ۲    | ۱۳۳۲         | -    | رازی            | مسلولین       | دو       | جنرال فوق تخصصی             | ۲۲۶       |
| ۳    | ۱۳۴۸         | -    | دکتر حشمت       | کورش کبیر     | یک       | فوق تخصصی قلب               | ۱۸۰       |
| ۴    | -            | -    | امیرالمؤمنین    | آمریکایی      | دو       | چشم، گوش، حلق، بینی، گردن   | ۱۰۵       |
| ۵    | ۱۳۵۷         | -    | الزهرا          | حمایت مادران  | دو       | زنان و زایمان، نازایی       | -         |
| ۶    | ۱۳۵۷         | -    | شفا             | مرکز توانبخشی | دو       | اعصاب و روان                | ۲۰۵       |
| ۷    | ۱۳۵۰         | -    | ۱۷ شهریور       | -             | دو       | کودکان و نوزادان            | ۱۳۴       |
| ۸    | ۱۳۸۶         | -    | ولایت           | -             | یک       | سوانح سوختگی و جراحی ترمیمی | ۷۰        |
| ۹    | در شرف تأسیس | -    | پروفسور سمیعی   | -             | یک ممتاز | جنرال فوق تخصصی             | ۴۰۰       |
| ۱۰   | در شرف تأسیس | -    | امید            | -             | یک ممتاز | جنرال فوق تخصصی             | ۶۴        |
| ۱۱   | در شرف تأسیس | -    | فوق تخصصی سرطان | -             | یک ممتاز | سرطان                       | -         |

#### بیمارستان‌های خصوصی رشت
| ردیف | سال تأسیس | نشان | نام        | درجه     | نوع       | تخصص                 | تعداد تخت |
| ---- | --------- | ---- | ---------- | -------- | --------- | -------------------- | --------- |
| ۱    | ۱۳۹۲      | -    | قائم       | یک ممتاز | بین‌المللی | جنرال فوق تخصصی      | ۲۰۰       |
| ۲    | ۱۳۳۰      | -    | آریا       | یک       | درمانی    | جنرال فوق تخصصی      | ۱۱۰       |
| ۳    | ۱۳۷۵      | -    | گلسار      | یک       | درمانی    | جنرال فوق تخصصی      | ۱۸۸       |
| ۴    | ۱۳۴۱      | -    | فامیلی     | دو       | درمانی    | زنان و زایمان، اطفال | ۳۲        |
| ۵    | ۱۳۴۶      | -    | توتون‌کاران | دو       | درمانی    | جنرال فوق تخصصی      | ۳۷        |
| ۶    | ۱۳۹۶      | -    | پارس       | یک ممتاز | بین‌المللی | جنرال فوق تخصصی      | ۲۰۰       |

#### تأمین اجتماعی
| ردیف | سال تأسیس | نشان | نام       | درجه | تخصص            | تعداد تخت |
| ---- | --------- | ---- | --------- | ---- | --------------- | --------- |
| ۱    | ۱۳۷۸      | -    | رسول اکرم | دو   | جنرال فوق تخصصی | ۱۹۸       |

#### نظامی
| ردیف | سال تأسیس | نشان | نام    | درجه | مالک                              | نوع   | تخصص            | تعداد تخت |
| ---- | --------- | ---- | ------ | ---- | --------------------------------- | ----- | --------------- | --------- |
| ۱    | ۱۳۳۰      | -    | ولیعصر | دو   | فرماندهی آموزش تخصص‌های دریایی رشت | نظامی | جنرال فوق تخصصی | ۶۴        |

## سوغات

### غذاهای سنتی
با هدف ایجاد برند بین اللملی برای شهر رشت به عنوان شهر خلاق خوراک در سطح جهان رشت به عنوان شهر خلاق خوراک در یونسکو مطرح شد.

#### خورش‌ها و غذاها

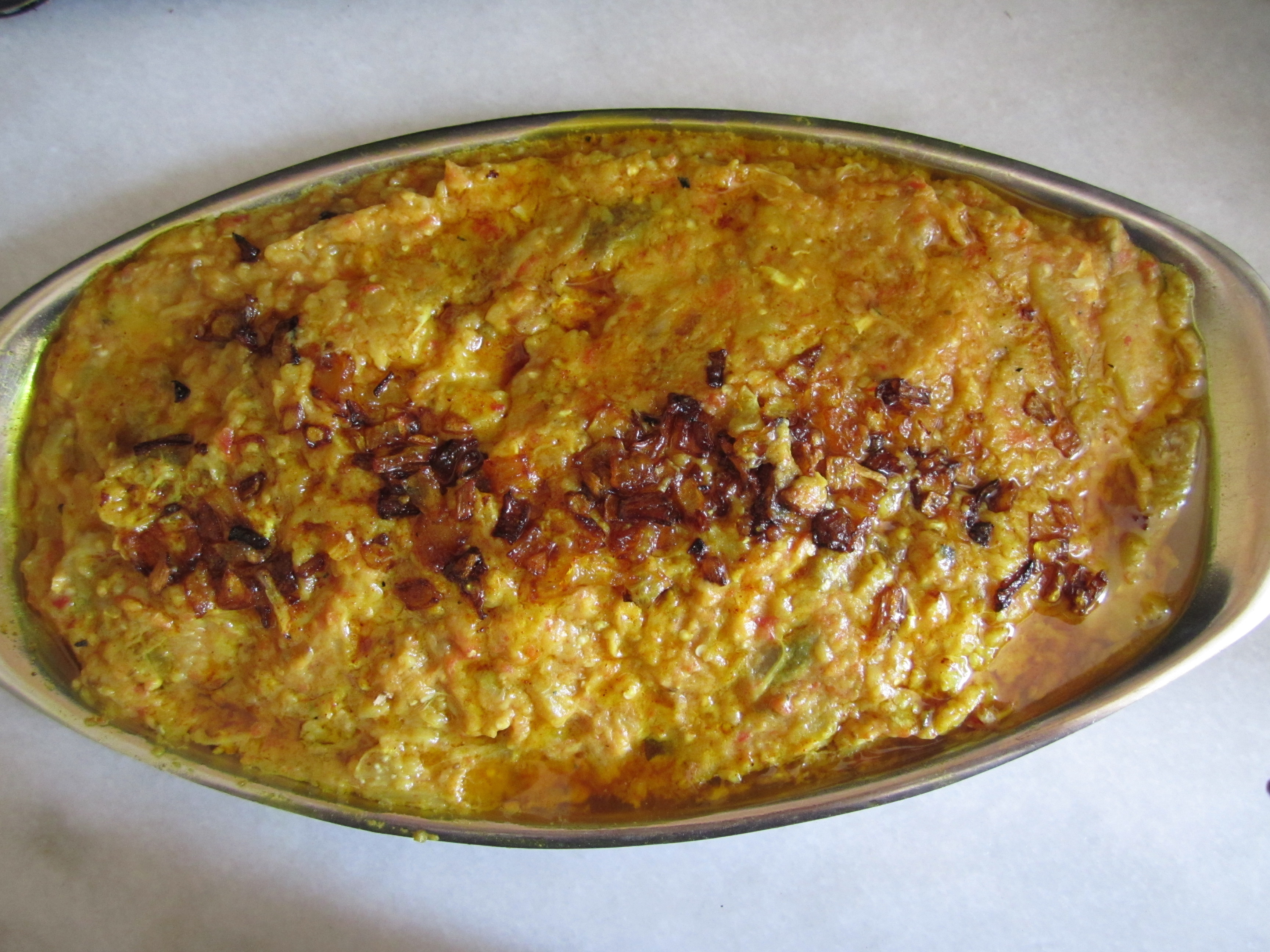
میرزاقاسمی

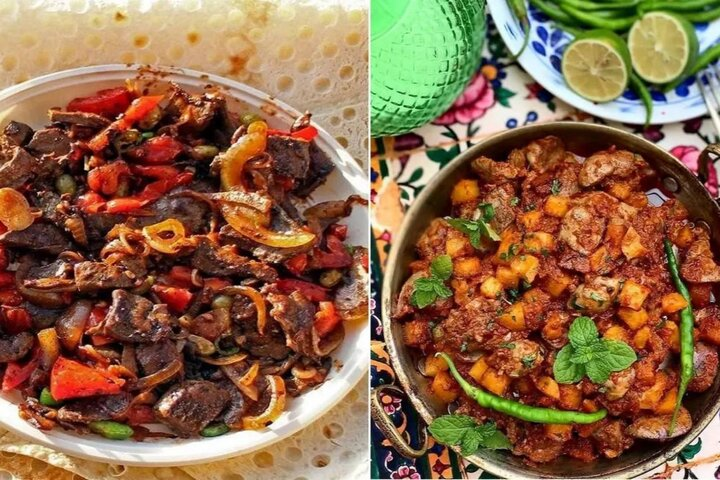
واویشکا

| میرزا قاسمی   | باقلاقاتوق  | واویشکا       | چغرتمه           | اناربیج       | بیج-بیج        | مو تنجان                       | مرغ لاکو  |            |
| خورش کدو مسما | خورش نرگسی  | ته بوریان     | کویی میرزا قاسمی | کولی غورابیج  | پنیر برشته     | مرغ ترش                        | نازخاتون  |            |
| بولبه بره     | ماهی فسنجان | خوشکا بیج     | سیر قلیه         | اشبل وابیج    | بادنجان بورانی | شوید پلا                       | اشپل      |            |
| شوید قورمه    | بینه قورمه  | ترش تره       | تله کوته غوراب   | مالا وابیج    | آلو مسما       | ترش شامی (ته کبابی)            | شیرین تره | ماهی خوراک |
| ماهی فیویج    | شوید خالو   | پامادور خورشت | باقالا واویج     | باقالا فسنجان | خوتکا فسنجان   | کله کباب (بادمجان طعم دار شده) | سیرا بیج  | کالانه     |

#### آش‌ها
| تورشه آش | آش کشک | بورش | کویی آش | ایران آش |

#### شیرینی

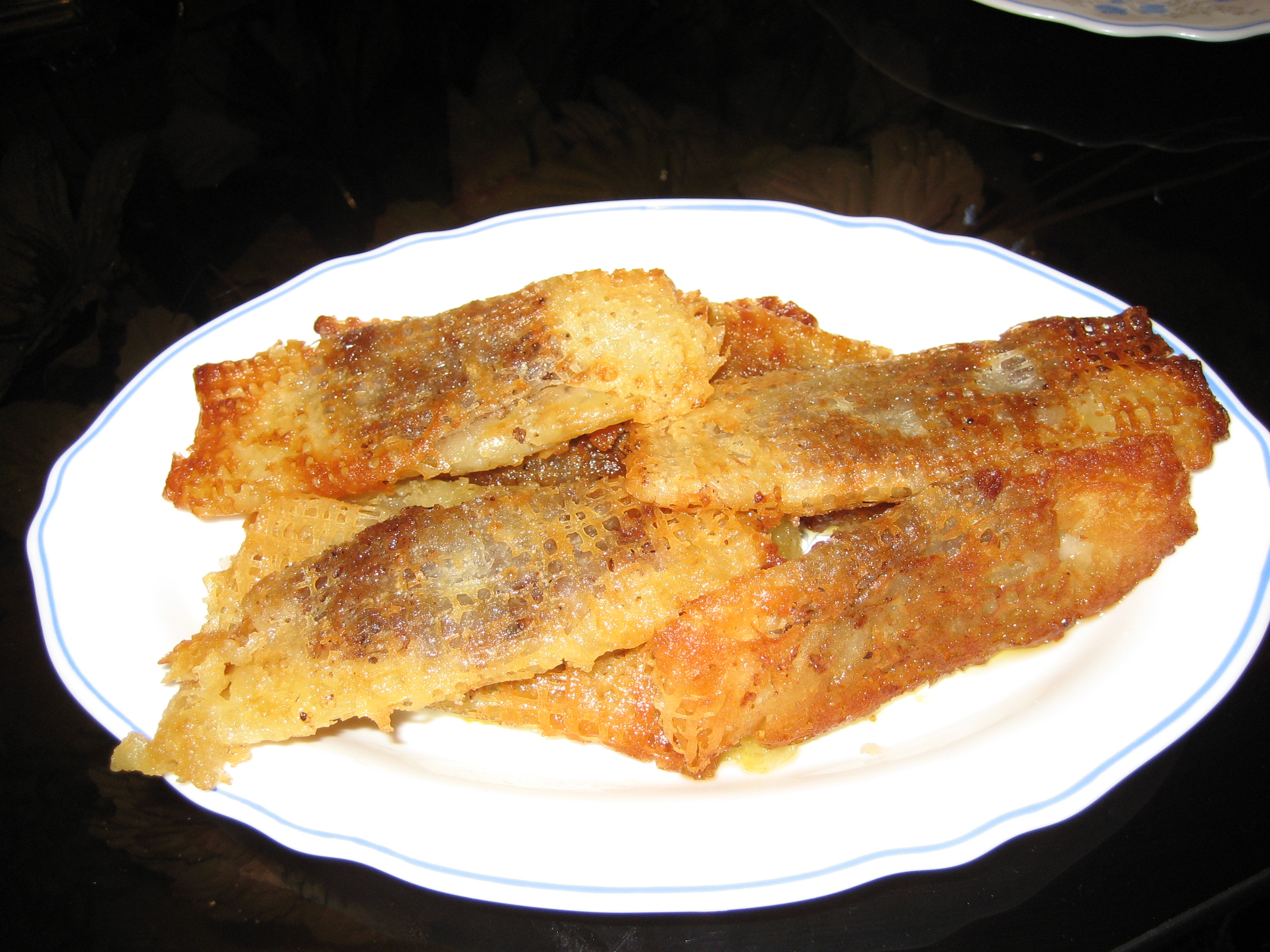
رشته خشکار

| رشته‌خشکار  | خرش حلوا | حلوا عسلی   | پلا دانه حلوا | ترک      | تین ترک | گل پالدو      | کاکا       | کویی کاکا | دوشاب |
| کلوچه فومن | کلوچه    | حلوا ضیابری | اگردک         | نان خلفه | قیماق   | کلوچه لاهیجان | رشته خشکار |           |       |

#### نان‌ها
| تمیشان یا لاکو (نان برنجی) | پنجه کش | لاسو | کِشتا | شیری |

#### چاشنی‌ها

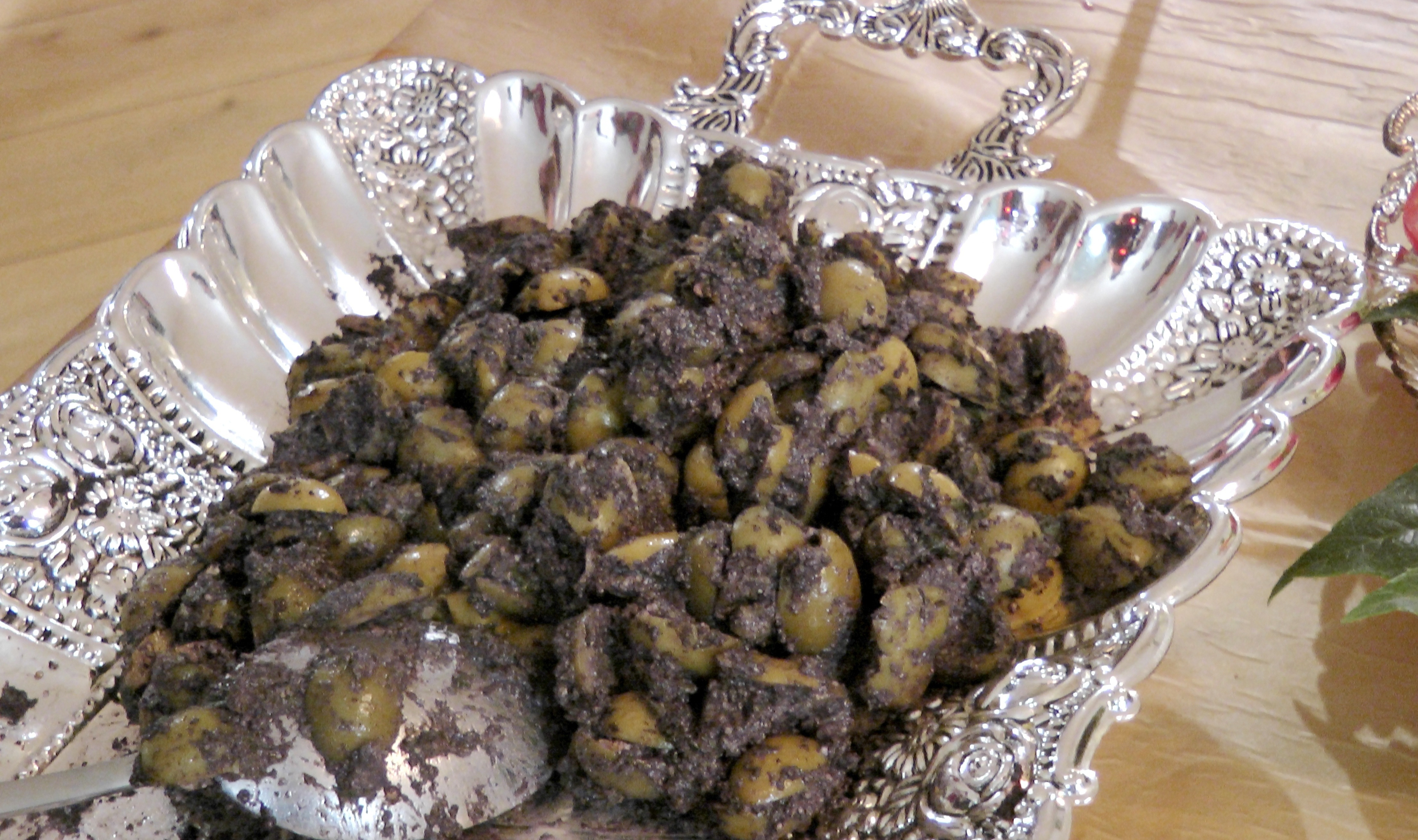
زیتون پرورده

| زیتون پرورده | انگور خمس | درار | شور کولی | ماهی دودی |

#### ترشی‌ها
| اخته | هفت بیجار | آب غوره | مثال | رب انار | خۊجˇاُو | آب کونوس |

### صنایع دستی
- گلدوزی
- گلیم
- بامبو بافی
- خراطی
- سفالگری
- رشتی دوزی
- حصیر بافی
- چموش دوزی
- نمد زنی
- چادر بافی
- جوراب پشمی بافی

### محصولات کشاورزی و جالیزی
گندمین، مغزحلوا، خکاره دبیج، کدو، پرتقال مربا، آلوچه، شاه بلوط، سیب ترش، انار ترش، ترب، فلفل سبز، برگ سیر، سیر ترشی، گیجه واش، خرش، چوواش، چوچاق، تین، بینه، دوشاب برنج، جوکول (برنج نارِس، جوانه برنج)، برنج، کلوچه سنتی، کشتای برنجی، فندوق. گردو

## شهرهای خواهرخوانده

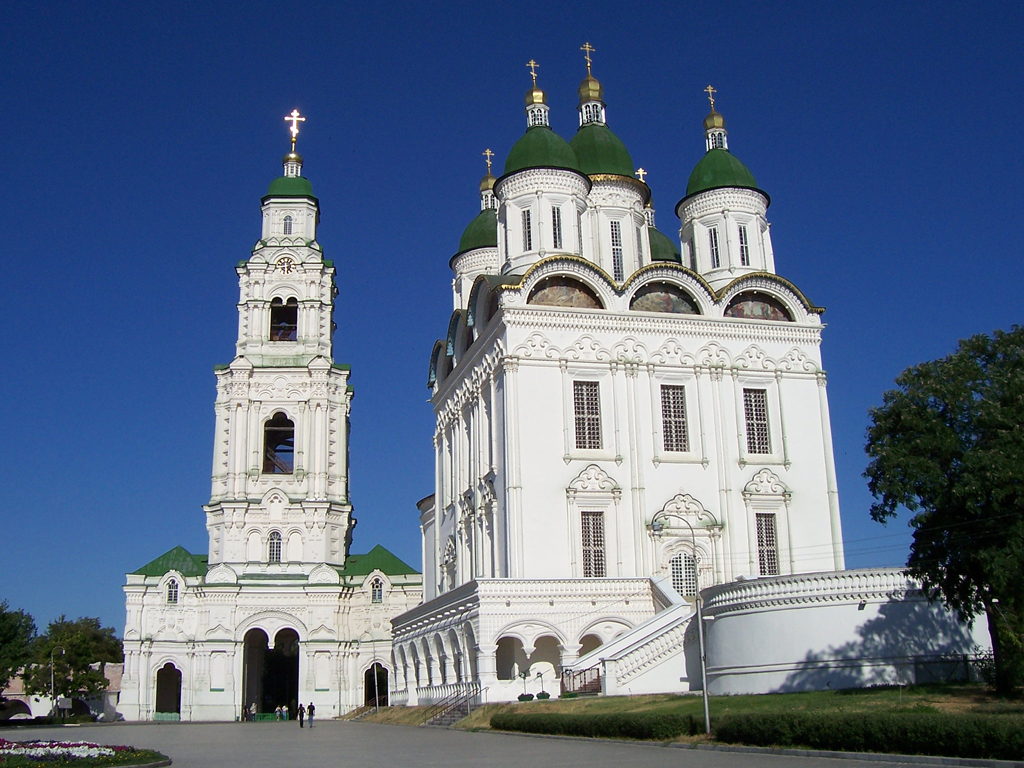
آستراخان از شهرهای خواهر خواندهٔ رشت

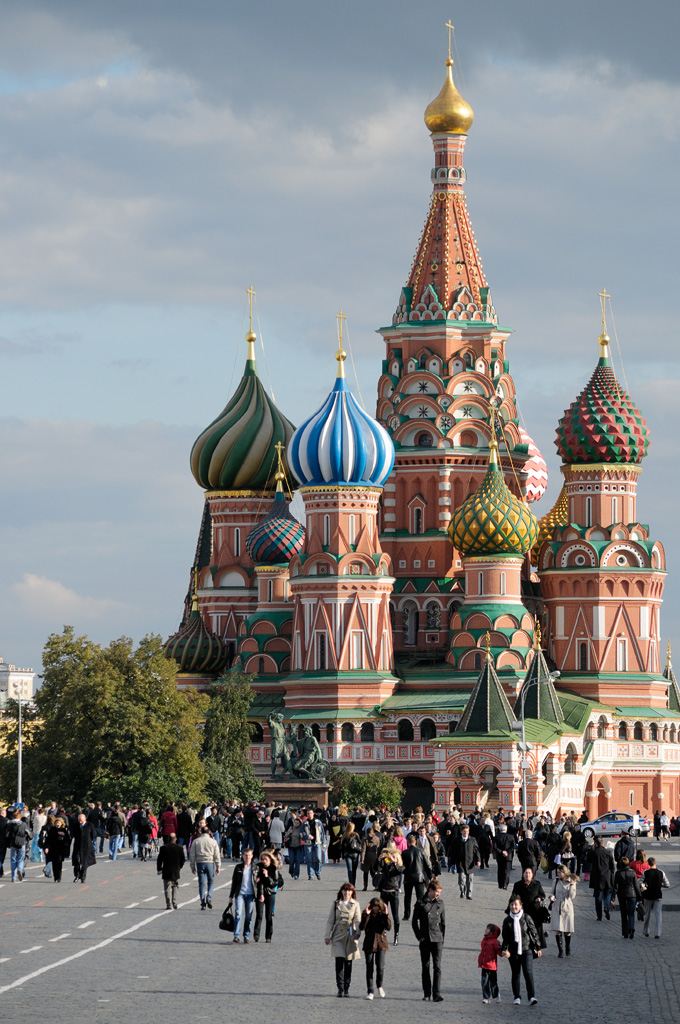
مسکو از شهرهای خواهر خواندهٔ رشت

| نشان‌واره | شهر       | پرچم  | کشور      |
| -------- | --------- | ----- | --------- |
|          | مسکو      |       | روسیه     |
|          | طرابزون   |       | ترکیه     |
|          | کوتائیسی  |       | گرجستان   |
|          | کازان     |       | روسیه     |
|          | ناحیه رشت |       | تاجیکستان |
|          | پیرانشهر  |       | ایران     |
|          | آستراخان  |       | روسیه     |
|          | مولتان    |       | پاکستان   |
|          | شوبیش هال |       | آلمان     |
|          | طالقان    | ایران | ایران     |

## نگارخانه

زمستان در شهر رشت
هتل کادوس رشت (نمای قدیمی)
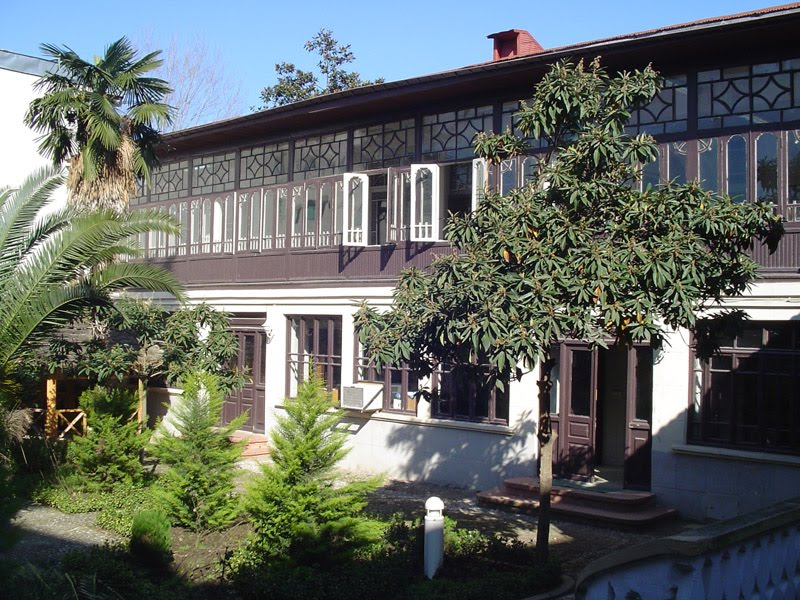
خانه قدیری
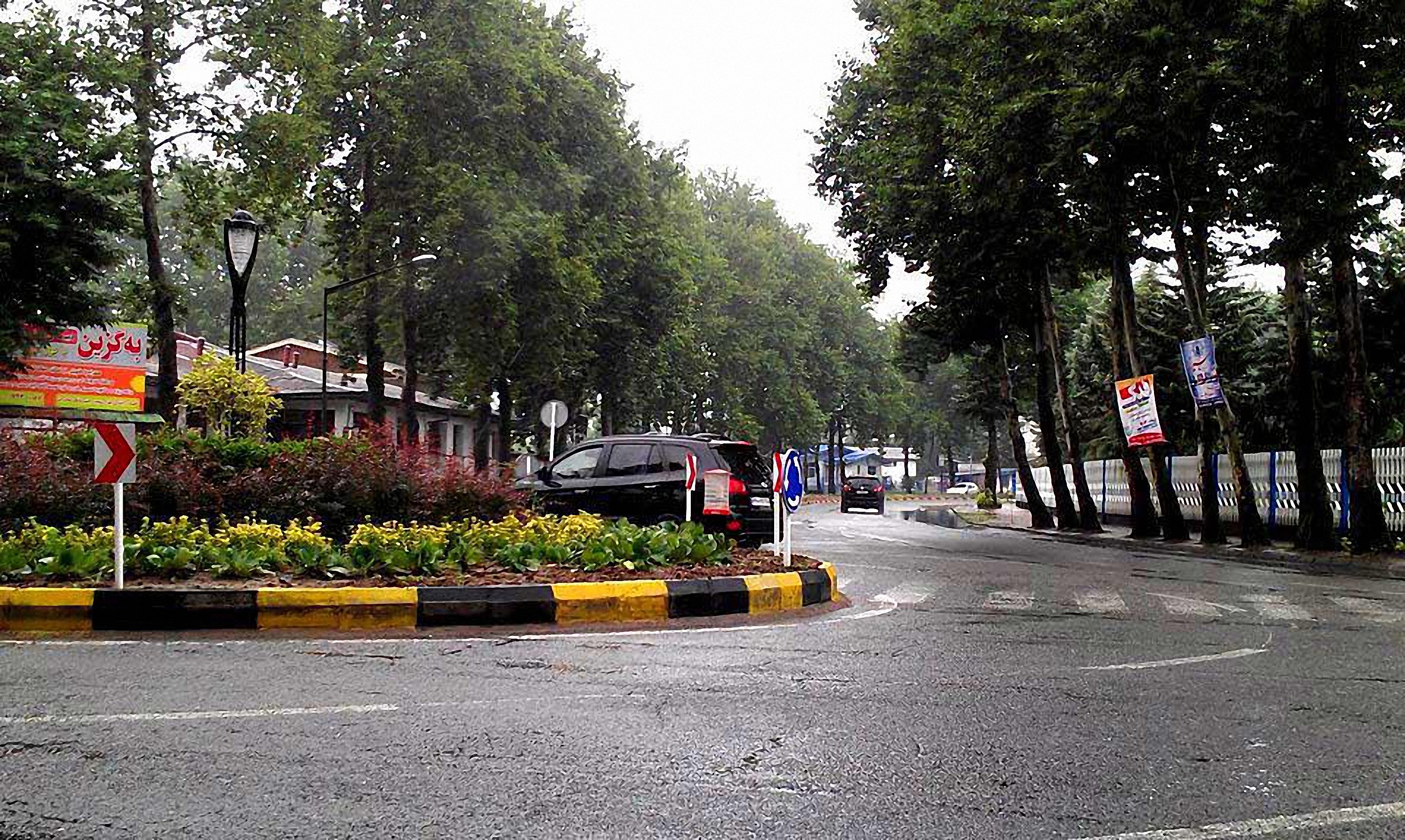
بلوار گیلان